# Liste von Burgen und Schlössern in Österreich
Diese Liste enthält Burgen und Schlösser in Österreich. Sie ist nach den österreichischen Bundesländern gegliedert und innerhalb der Länder alphabetisch nach den Namen der Burgen und Schlösser sortiert. Für das Burgenland und für Kärnten existieren nach Bezirken gegliederte Listen, für diese beiden Bundesländer fungiert diese Liste als Überblick.
Mittelalterliche Burgen wurden oft auch Schloss genannt. Dagegen sind neuzeitliche Schlösser meist reine Adelssitze, Sommer- oder Lustschlösser.
Daher ist die Bezeichnung alleine nicht für die Zuordnung heranziehbar. Zu unterscheiden sind stets
- mittelalterliche Schlösser (Wehrbauten) und
- neuzeitliche Schlösser (Adelssitze ohne wehrhaften Charakter).

## Burgenland
- Liste der Burgen, Schlösser, Ansitze und wehrhaften Stätten in Eisenstadt
- Liste der Burgen, Schlösser, Ansitze und wehrhaften Stätten im Bezirk Eisenstadt-Umgebung
- Liste der Burgen, Schlösser, Ansitze und wehrhaften Stätten im Bezirk Güssing
- Liste der Burgen, Schlösser, Ansitze und wehrhaften Stätten im Bezirk Jennersdorf
- Liste der Burgen, Schlösser, Ansitze und wehrhaften Stätten im Bezirk Mattersburg
- Liste der Burgen, Schlösser, Ansitze und wehrhaften Stätten im Bezirk Neusiedl am See
- Liste der Burgen, Schlösser, Ansitze und wehrhaften Stätten im Bezirk Oberpullendorf
- Liste der Burgen, Schlösser, Ansitze und wehrhaften Stätten im Bezirk Oberwart
- Liste der Burgen, Schlösser, Ansitze und wehrhaften Stätten in Rust (Burgenland)

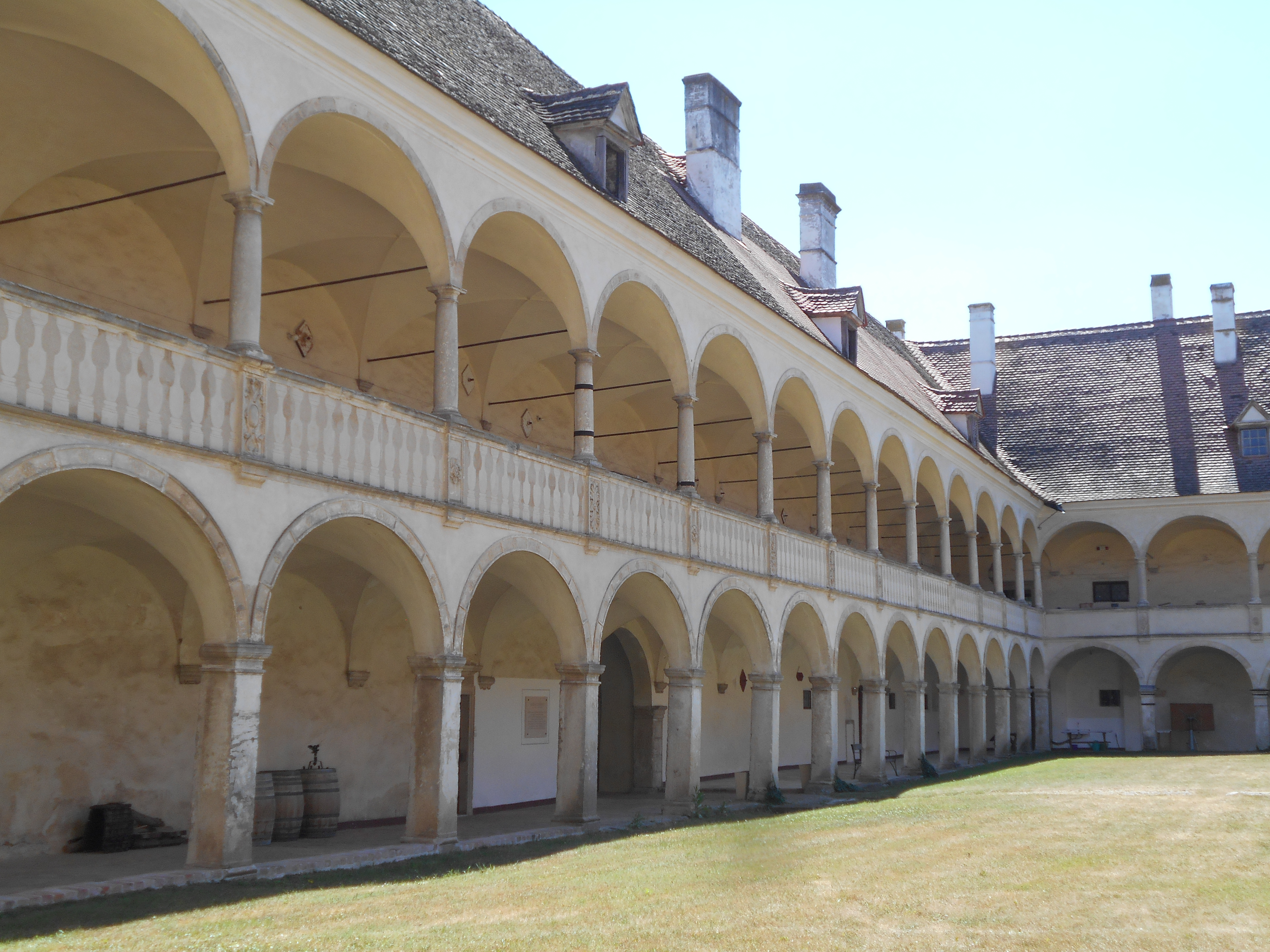
Schloss Deutschkreutz
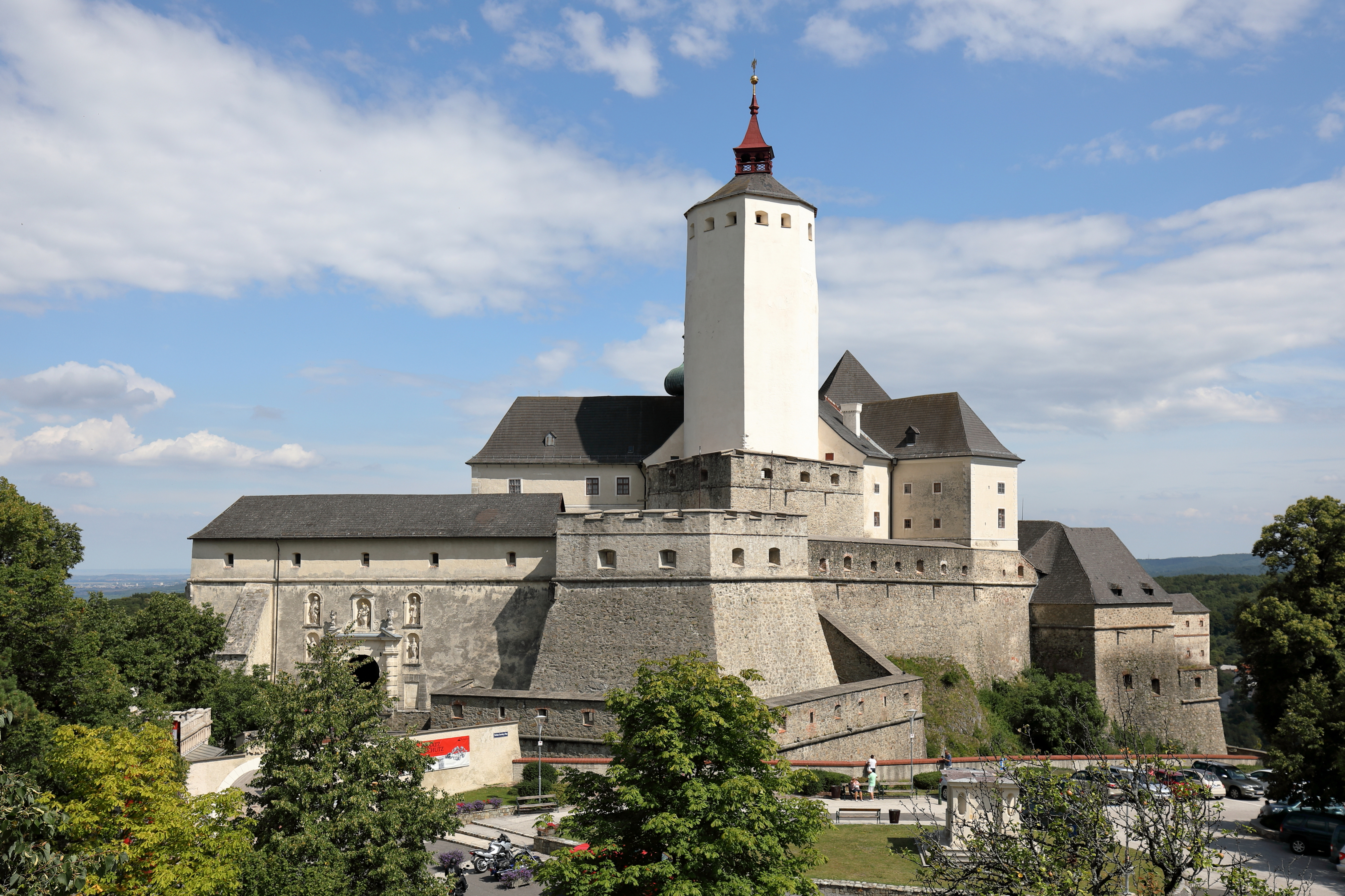
Burg Forchtenstein
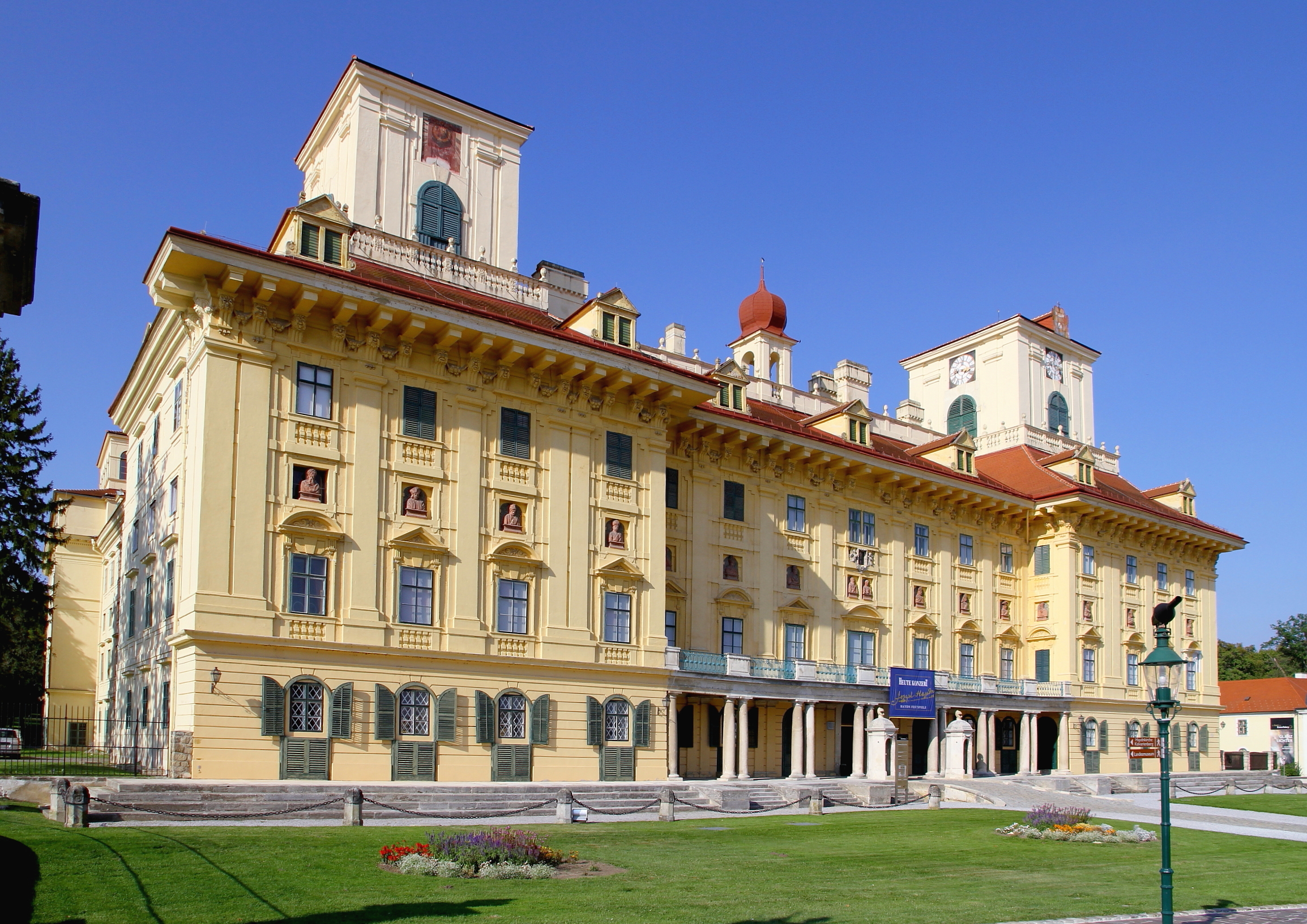
Schloss Esterházy (Eisenstadt)
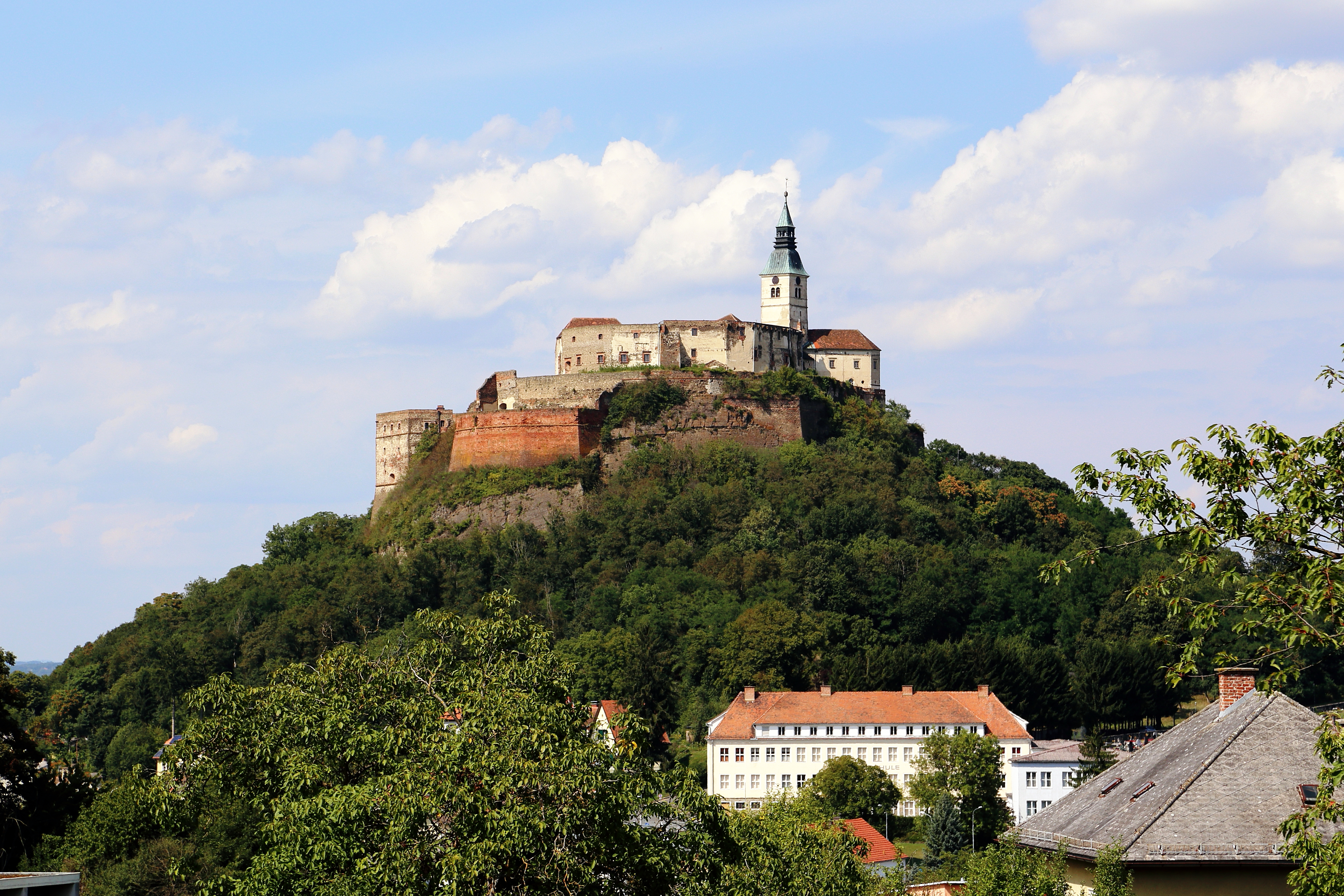
Burg Güssing
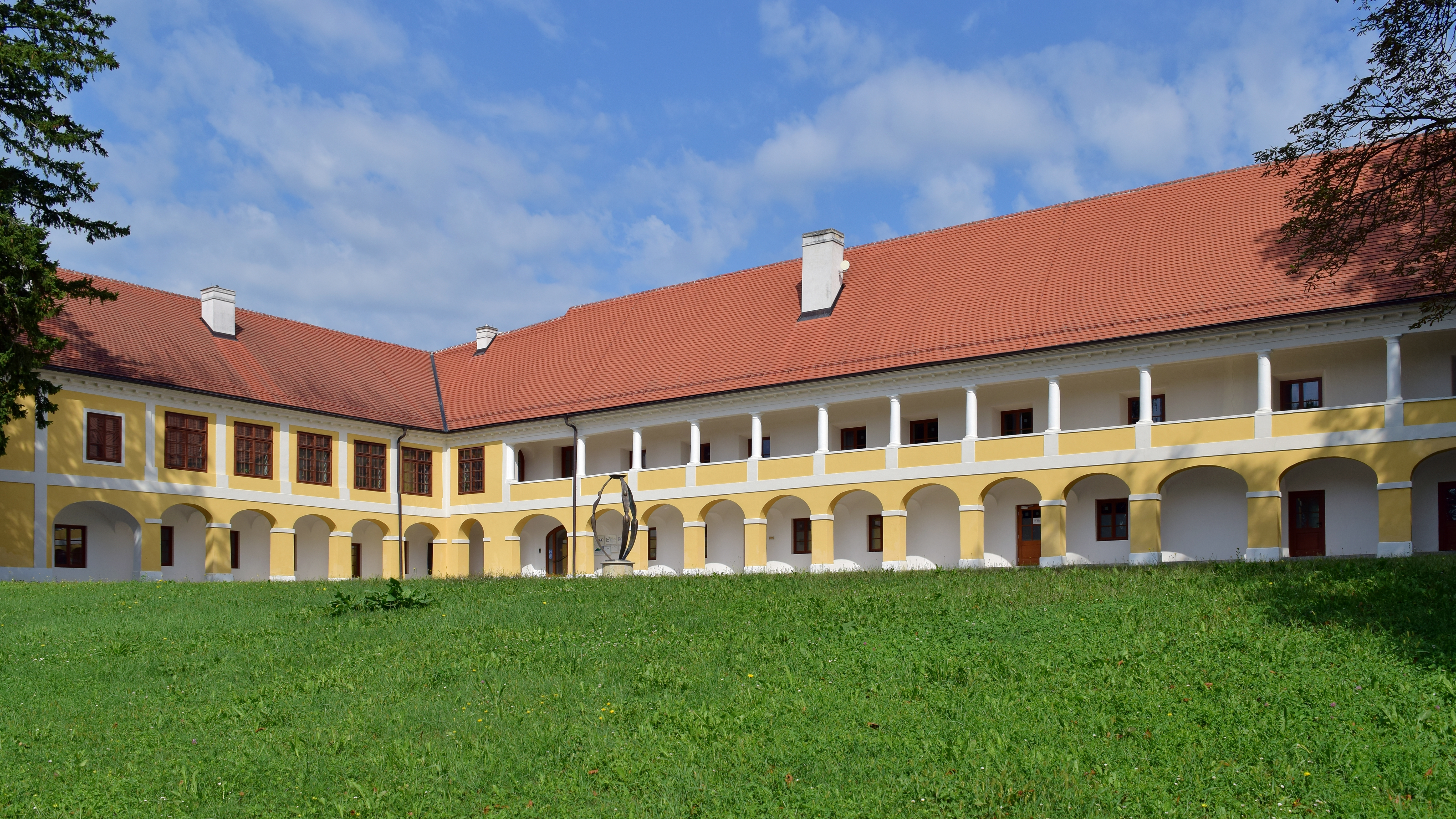
Schloss Jormannsdorf
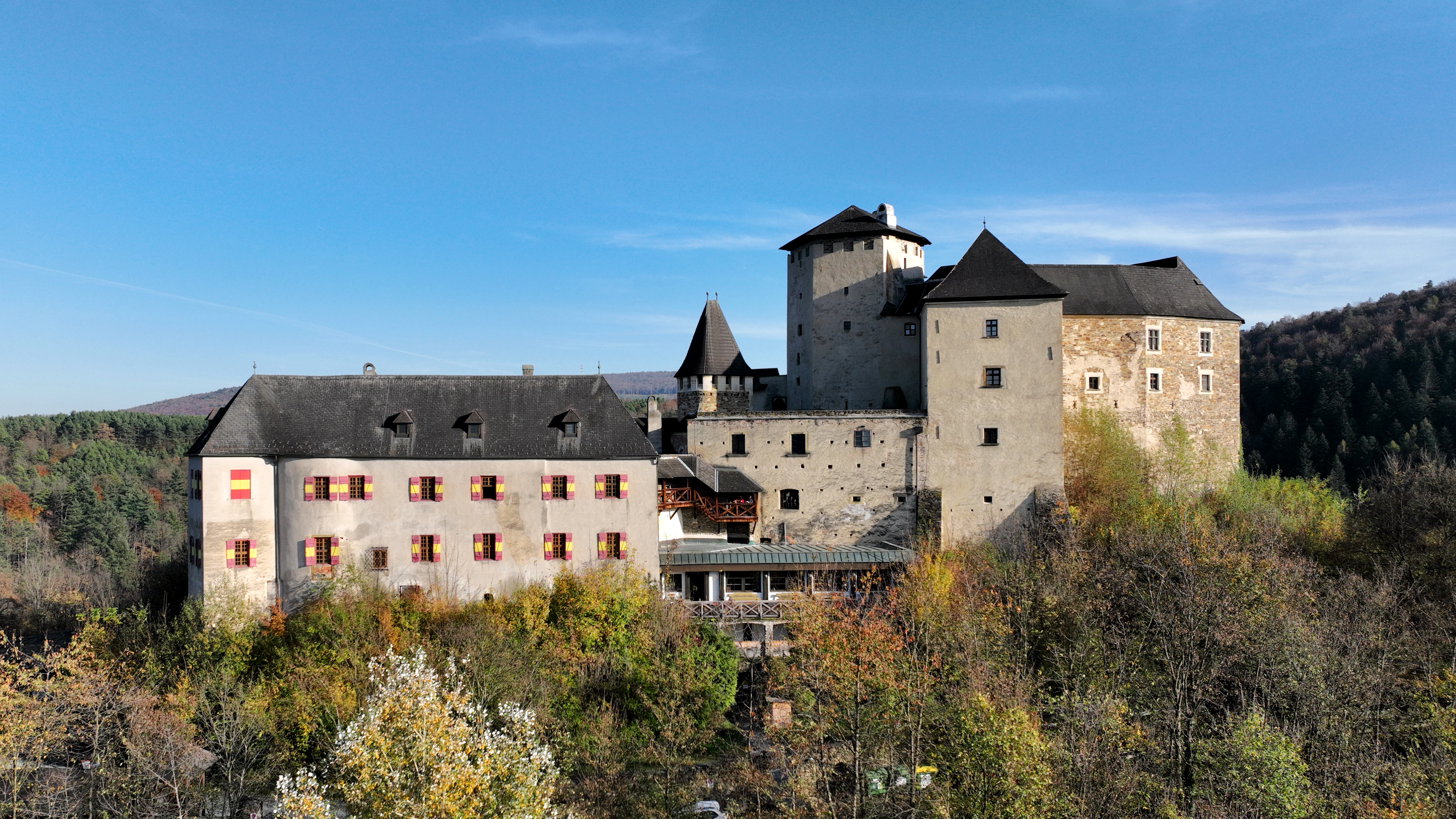
Burg Lockenhaus
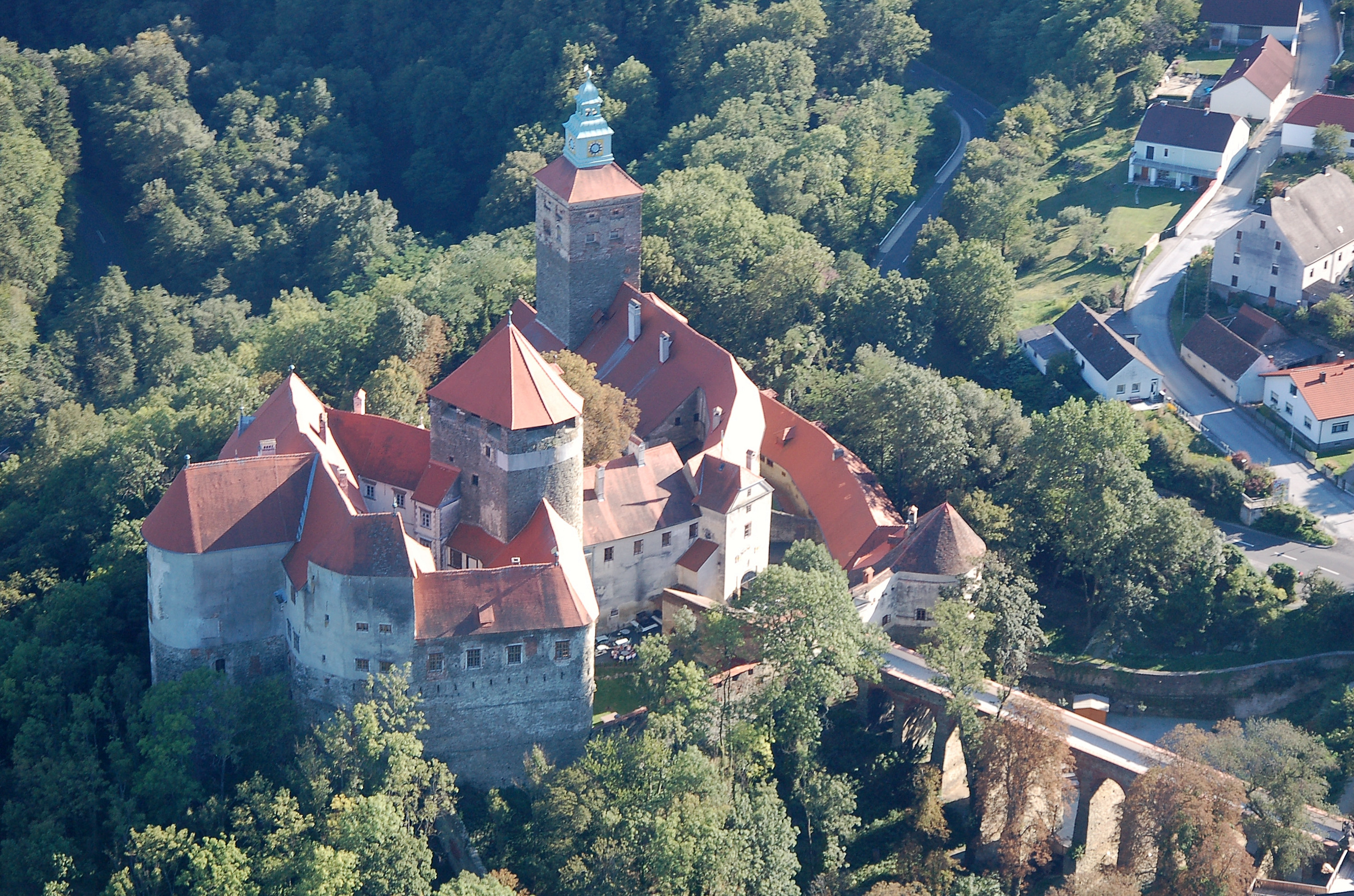
Burg Schlaining

## Kärnten
- Liste der Burgen, Schlösser, Ansitze und wehrhaften Stätten im Bezirk Feldkirchen
- Liste der Burgen, Schlösser, Ansitze und wehrhaften Stätten im Bezirk Hermagor
- Liste der Burgen, Schlösser, Ansitze und wehrhaften Stätten in Klagenfurt am Wörthersee
- Liste der Burgen, Schlösser, Ansitze und wehrhaften Stätten im Bezirk Klagenfurt-Land
- Liste der Burgen, Schlösser, Ansitze und wehrhaften Stätten im Bezirk Sankt Veit an der Glan
- Liste der Burgen, Schlösser, Ansitze und wehrhaften Stätten im Bezirk Spittal an der Drau
- Liste der Burgen, Schlösser, Ansitze und wehrhaften Stätten in Villach
- Liste der Burgen, Schlösser, Ansitze und wehrhaften Stätten im Bezirk Villach-Land
- Liste der Burgen, Schlösser, Ansitze und wehrhaften Stätten im Bezirk Völkermarkt
- Liste der Burgen, Schlösser, Ansitze und wehrhaften Stätten im Bezirk Wolfsberg

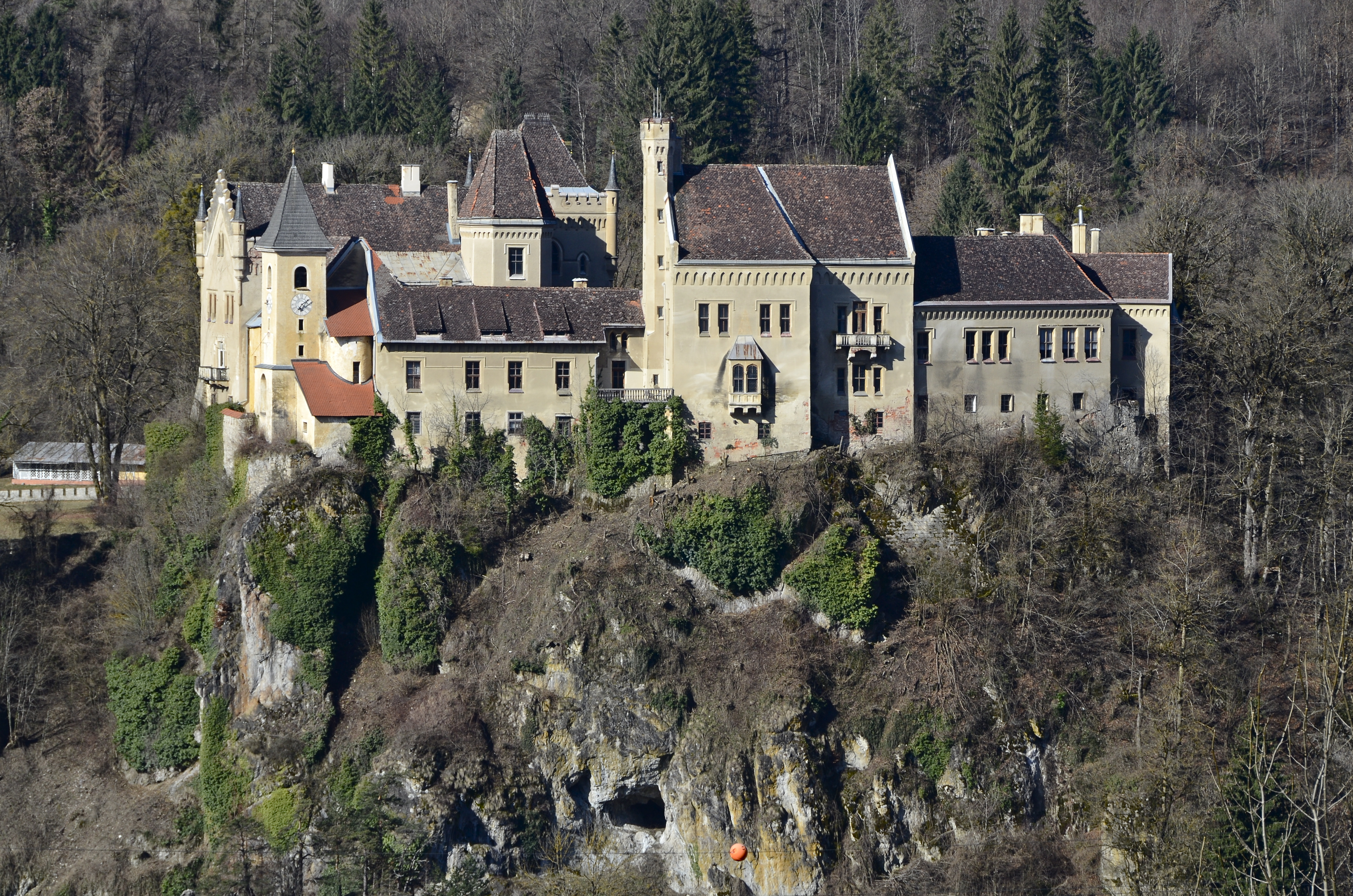
Schloss Eberstein (Eberstein)
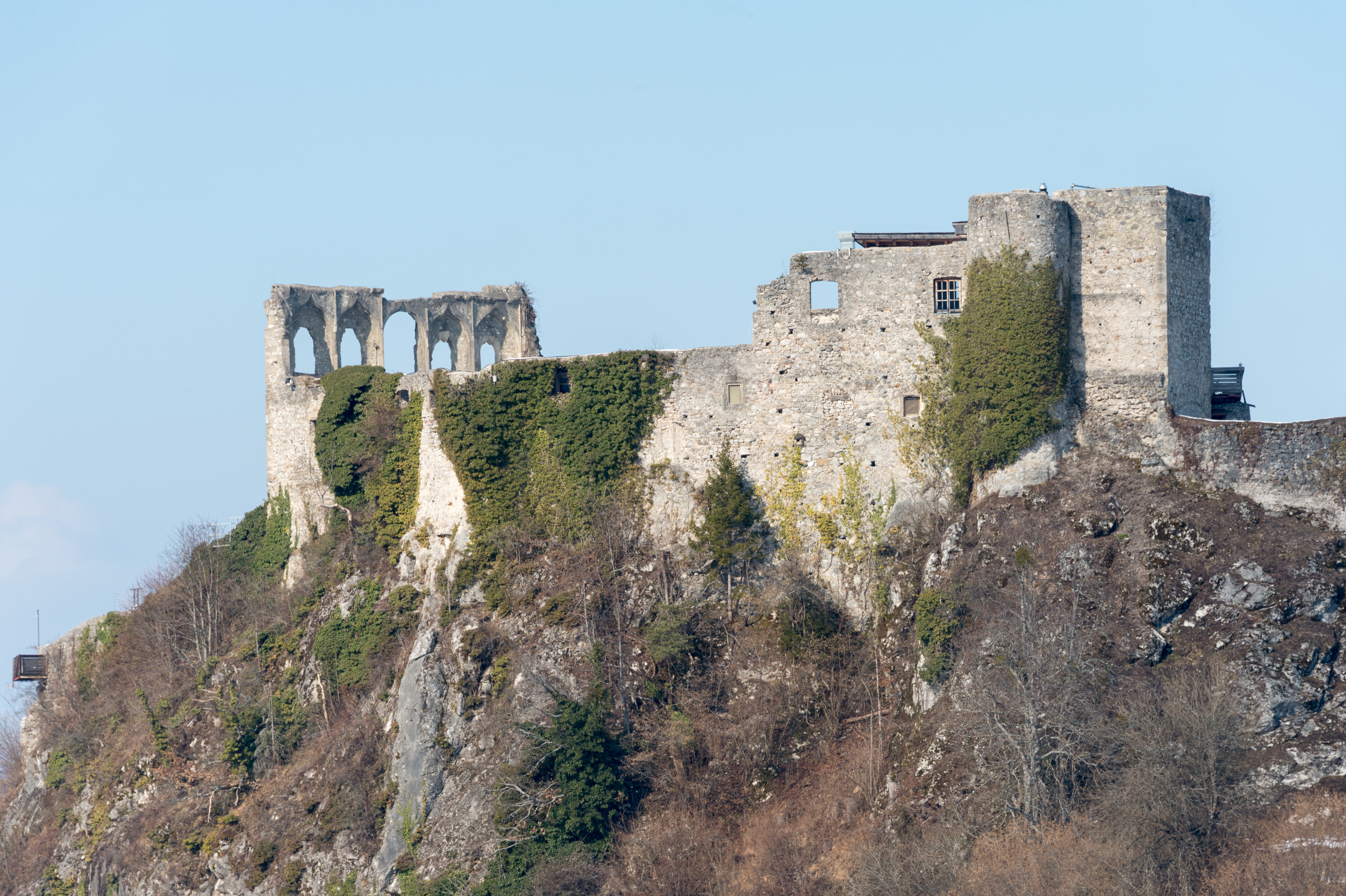
Burgruine Finkenstein
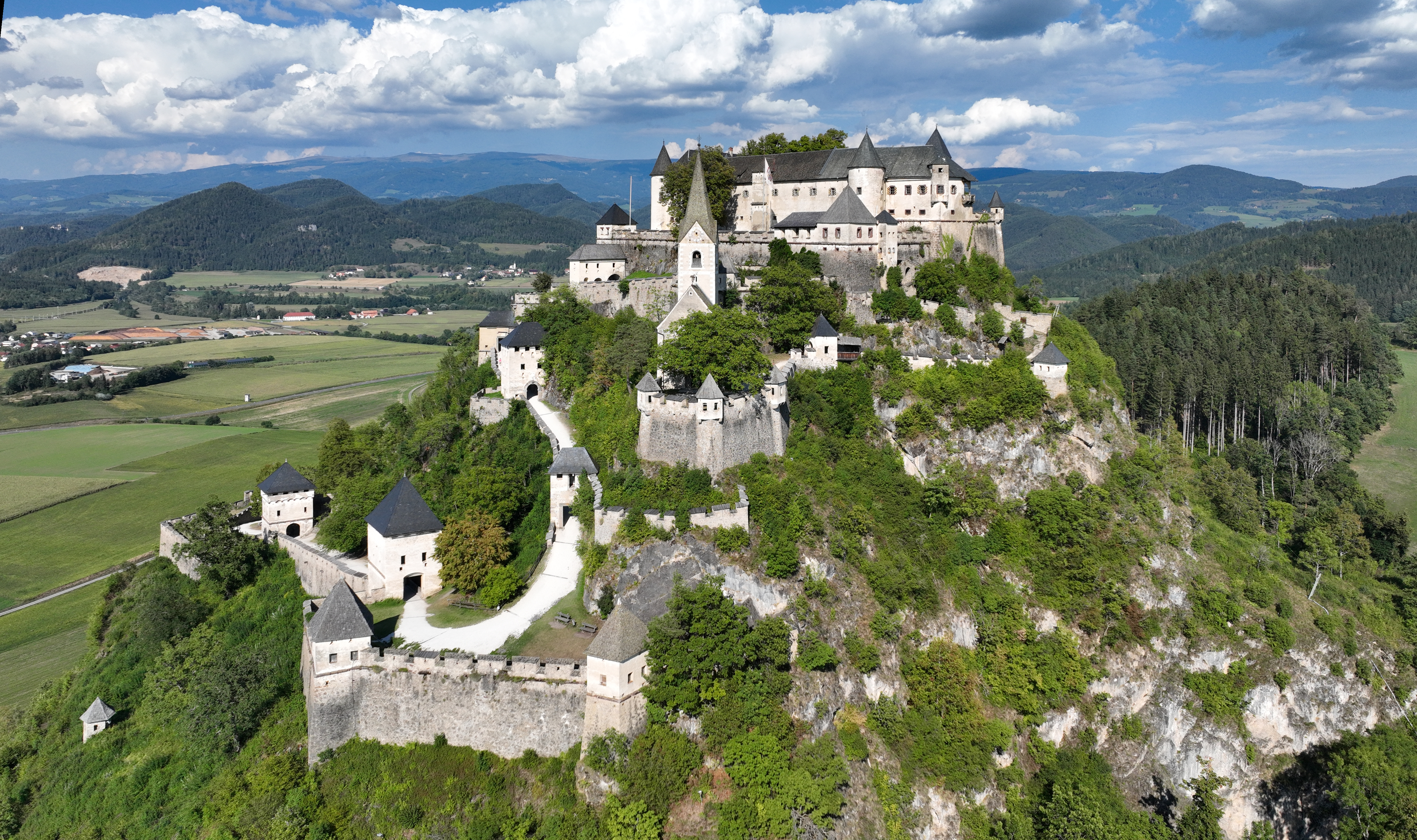
Burg Hochosterwitz
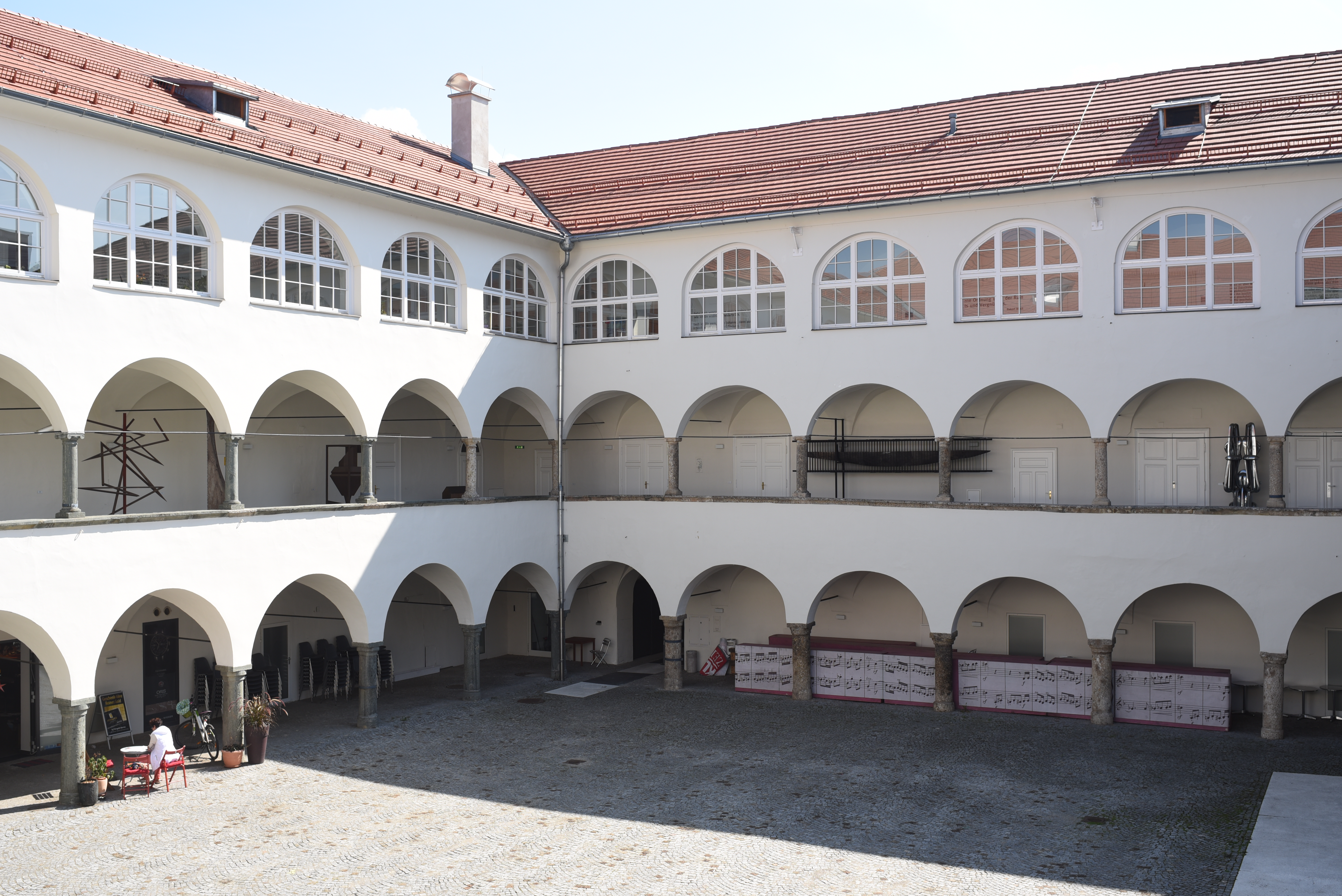
Burg (Klagenfurt am Wörthersee)
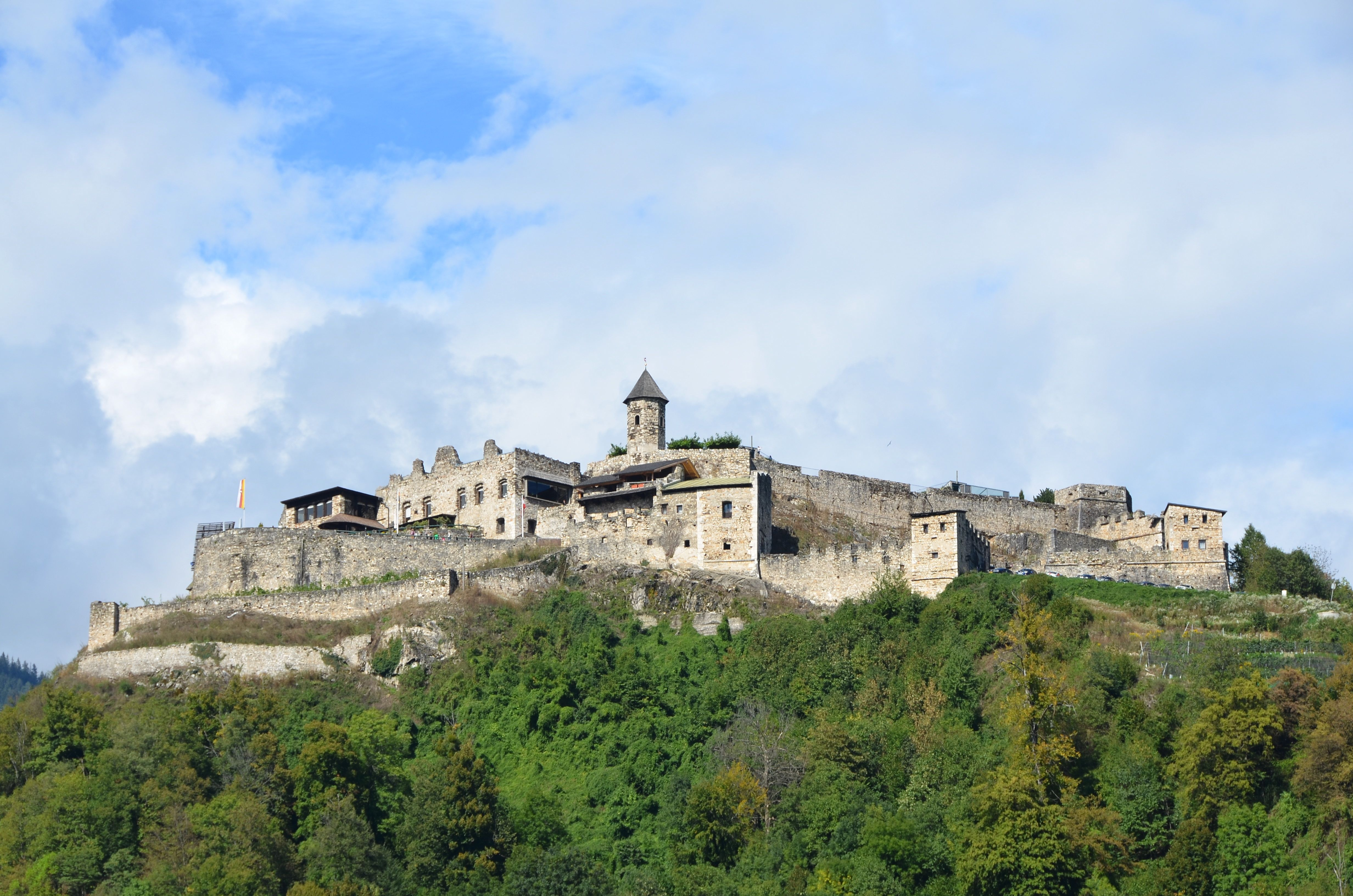
Burg Landskron (Kärnten)
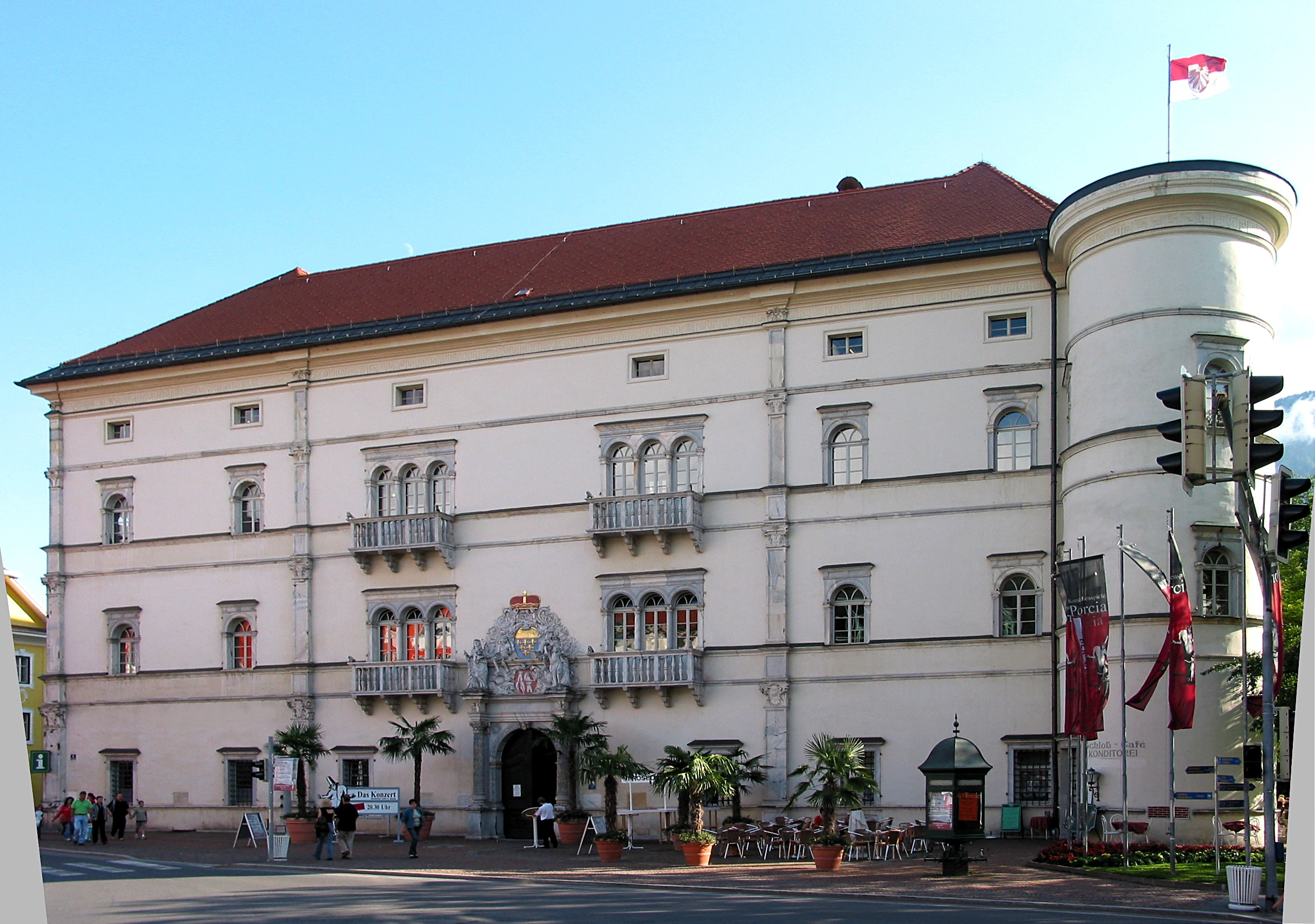
Schloss Porcia
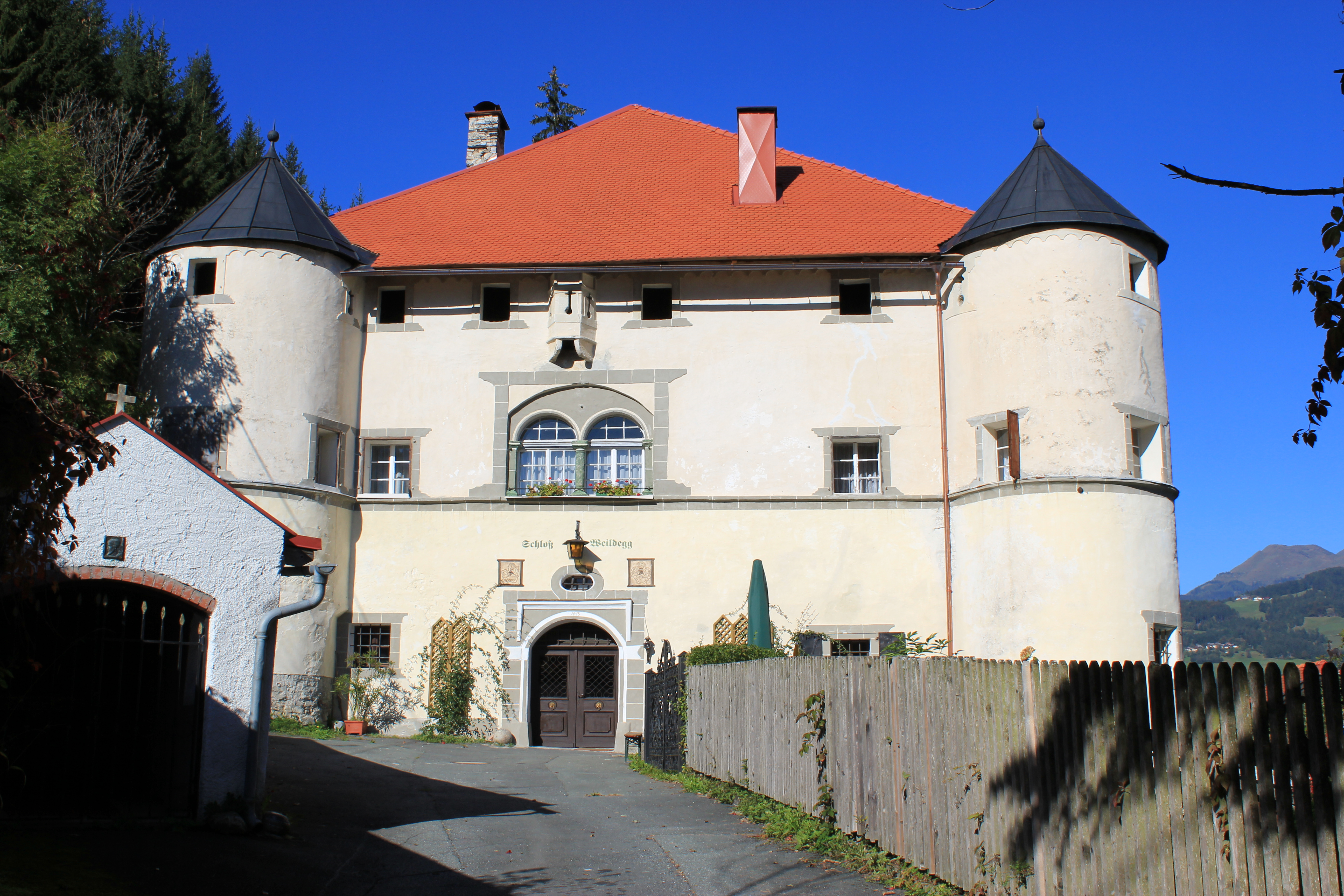
Schloss Weildegg

## Niederösterreich
- Liste der Burgen, Schlösser, Ansitze und wehrhaften Stätten im Bezirk Horn
- Liste der Burgen, Schlösser, Ansitze und wehrhaften Stätten in Krems an der Donau
- Liste der Burgen, Schlösser, Ansitze und wehrhaften Stätten im Bezirk Waidhofen an der Thaya

- Schloss Achleiten
- Burgruine Aggstein, Schönbühel-Aggsbach
- Burg Albrechtsberg, Albrechtsberg an der Großen Krems
- Schloss Albrechtsberg, Loosdorf
- Schloss Allentsteig
- Burgstall Altenburg, Rotheau
- Schloss Altkettenhof
- Schloss Altprerau
- Burgruine Araburg
- Burgruine Arbesbach
- Herrenhaus Arbesbach
- Schloss Ardagger, ehem. Kollegiatstift
- Schloss Arndorf
- Burgruine Arnstein
- Schloss Artstetten
- Schloss Aspang
- Schloss Asparn an der Zaya
- Schlösschen auf der Weide, Maria Enzersdorf
- Ansitz Aue, Gloggnitz
- Schloss Baumgarten, Mautern
- Schloss Baumgarten, Neulengbach
- Schloss Bergau
- Schloss Berghof, Lilienfeld
- Schloss Berghof, Bad Fischau-Brunn
- Schloss Bisamberg
- Schloss Bockfließ
- Schloss Braiten
- Schloss Braunsdorf
- Altes Schloss Breiteneich
- Neues Schloss Breiteneich
- Schloss Brodersdorf, Seibersdorf
- Schloss Brunn, Bad Fischau-Brunn
- Schloss Brunn am Wald
- Schloss Buchberg, Buchberg am Kamp
- Burgleiten, bei Rappottenstein
- Schloss Burgschleinitz
- Schloss Deinzendorf
- Schloss Deutsch-Altenburg
- Schloss Dietmanns
- Schloss Dobersberg
- Burgruine Dobra
- Schloss Drosendorf
- Schloss Drösiedl, Ludweis-Aigen
- Schloss Droß
- Ruine Dunkelstein, Ternitz
- Schloss Dürnkrut
- Burgruine Dürnstein
- Schloss Dürnstein
- Schloss Ebendorf
- Schloss Ebenfurth
- Schloss Ebenthal, Weinviertel
- Schloss Ebergassing
- Schloss Ebreichsdorf
- Schloss Eckartsau
- Schloss Edla
- Stadtburg Eggenburg
- Schloss Ehrendorf
- Burgruine Eibenstein
- Schloss Eichbüchl
- Burgruine Emmerberg
- Schloss Engelstein
- Schloss Enzersdorf im Thale
- Schloss Enzesfeld
- Schloss Erla
- Schloss Ernegg
- Schloss Ernstbrunn
- Burgruine Falkenstein
- Burg Feistritz am Wechsel
- Schloss Felling
- Schloss Fels am Wagram
- Schloss Fischau
- Schloss Freundorf
- Schloss Freydegg
- Schloss Fridau
- Schloss Frohsdorf
- Franzensburg, Laxenburg
- Schloss Fronsburg
- Schloss Fünfkirchen, Gemeinde Drasenhofen
- Pfarrhof Gaaden, ehem. Schloss
- Schloss Gaaden
- Burg Gaber (Gaberkirche)
- Schloss Gainfarn
- Schloss Gänserndorf
- Burgruine Gars am Kamp
- Gassenegg, St. Peter in der Au
- Schloss Gerasdorf am Steinfeld
- Schloss Gilgenberg
- Schloss Ginselberg (auch Schloss Schönfeldt), Scheibbs
- Schloss Glaswein
- Burgruine Gleiß
- Schloss Gloggnitz
- Schloss Gmünd
- Schloss Gneixendorf
- Schloss Gobelsburg
- Burgruine Goldburg
- Schloss Goldegg
- Schloss Göllersdorf
- Schloss Göpfritz an der Wild
- Gozzoburg
- Ansitz Grabenhof
- Schloss Grafenegg
- Burgruine Grafenweiden
- Burg Greifenstein
- Schloss Greillenstein
- Burg Grimmenstein (Niederösterreich), Marktgemeinde Grimmenstein
- Schloss Groß
- Schloss Großau, Bad Vöslau
- Schloss Grossau, Raabs an der Thaya
- Stadtburg Großenzersdorf
- Schloss Großgerungs
- Schloss Großpertholz
- Schloss Großrußbach
- Schloss Groß-Schweinbarth
- Schloss Groß-Siegharts, Groß-Siegharts
- Schloss Großtaxen
- Burg Grub, Messern
- Schloss Grünau, Windischsteig
- Schloss Grünbühel, Kilb
- Deutschordensschloss Gumpoldskirchen
- Schloss Guntersdorf
- Gartenpavillon des ehem. Schlosses Guntramsdorf
- Schloss Gurhof
- Schloss Gutenbrunn, Baden
- Schloss Gutenbrunn am Weinsberg, Gutenbrunn
- Burgruine Gutenstein
- Schloss Hadersfeld
- Schloss Hagenberg (Weinviertel)
- Burgruine Hainburg, Hainburg an der Donau
- Schloss Haindorf, Gemeinde Langenlois
- Burgstall Hainfeld
- Schloss Hainstetten
- Ruine Hanselburg
- Burg Hardegg
- Schloss Harmannsdorf, Burgschleinitz-Kühnring
- Burg Harmannstein
- Schloss Harras
- Burgruine Hartenstein, Weinzierl am Walde
- Burg Hausenbach
- Schloss Hauskirchen
- Burg Heidenreichstein
- Schloss Heiligenkreuz
- Schloss Hernstein
- Burgruine Hernstein
- Herzoghof Krems, Krems an der Donau
- Ruine Hinterhaus, Spitz an der Donau
- Schloss Hintersdorf
- Schloss Hirschbach
- Schloss Hochwolkersdorf
- Ruine Höhlturm, Wöllersdorf-Steinabrückl
- Schloss Hof, Gemeinde Engelhartstetten
- Schloss Hofarnsdorf, Rossatz-Arnsdorf
- Ruine Hohenberg, Hohenberg
- Burgruine Hohenegg
- Burgstall Hohenstaff, St. Veit an der Gölsen
- Burgruine Hohenstein, Gföhl
- Burgruine Hollenburg (Ruine Bertholdstein), Krems an der Donau
- Schloss Hollenburg, Krems an der Donau
- Schloss Horn (Niederösterreich)
- Schloss Hubertendorf
- Wehrtürme Hundsheim
- Schloss Hoyos
- Schloss Idolsberg
- Schloss Illmau
- Burgruine Imbach
- Schloss Jaidhof
- Schloss Jedenspeigen
- Schloss Jeutendorf
- Burgruine Johannstein, Hinterbrühl
- Schloss Judenau
- Schloss Juliusburg, Stetteldorf am Wagram
- Burg Kaja, Hardegg
- Schloss Kälberhart
- Burgruine Kamegg
- Burgruine Kammerstein, Perchtoldsdorf
- Schloss Karlsbach
- Schloss Karlstetten
- Schloss Karnabrunn
- Schloss Kattau
- Schloss Katzelsdorf
- Schloss Karlslust, Niederfladnitz
- Schloss Karlstein, Karlstein an der Thaya
- Schloss Kirchberg am Walde
- Schloss Kirchberg an der Pielach
- Schloss Kirchberg an der Wild
- Burgruine Kirchschlag in der Buckligen Welt
- Schloss Kirchstetten
- Schloss Kirnberg
- Schloss Klafterbrunn
- Burgruine Klamm, Breitenstein
- Schloss Klein-Neusiedl
- Schloss Kleinwetzdorf
- Schloss Klement
- Schloss Knappenhof
- Burgruine Kollmitz, Raabs an der Thaya
- Wasserschloss Kottingbrunn
- Burg Kranichberg, Kirchberg am Wechsel
- Schloss Kreisbach
- Burg Kreuzenstein
- Burgruine Kronsegg, Gemeinde Langenlois
- Burg Krumau am Kamp
- Schloss Krumbach
- Schloss Krummnußbaum
- Burg Laa, Laa an der Thaya
- Schloss Ladendorf
- Schloss Langschlag
- Burg Lanzenkirchen, Walpersbach
- Schloss Laxenburg
- Schloss Leesdorf, Baden
- Schloss Leiben
- Schloss Lehenhof, Scheibbs
- Schloss Leopoldsdorf, Bezirk Bruck an der Leitha
- Schloss Leopoldsdorf, Bezirk Gänserndorf
- Schloss Lichtenau im Waldviertel, Lichtenau im Waldviertel
- Ruine Lichtenfels
- Burg Liechtenstein
- Schloss Linsberg
- Schloss Litschau
- Schloss Loosdorf
- Burgruine Losenheim
- Schloss Ludwigstorff, Bad Deutsch-Altenburg
- Schloss Mailberg
- Schloss Maissau
- Schloss Mannersdorf
- Schloss Marchegg
- Schloss Mautern, Mautern an der Donau
- Schloss Mayerling
- Schloss Matzen, Matzen
- Ruine Merkenstein
- Schloss Merkenstein, Bad Vöslau
- Schlossruine Michelstetten
- Burgruine Mödling
- Burgruine Mollenburg
- Ruine Neudegg, Sigmundsherberg, KG Theras
- Schloss Neuaigen, Neuaigen
- Burg Neulengbach
- Schloss Niederabsdorf, Ringelsdorf-Niederabsdorf
- Schloss Niederfladnitz
- Schloss Niederhaus, Spitz an der Donau
- Schloss Niederkreuzstetten
- Schloss Niederleis
- Schloss Niedernondorf
- Schloss Niederweiden
- Burg Oberranna, Mühldorf
- Schloss Ochsenburg, St. Pölten-Ochsenburg
- Schloss Orth, Orth an der Donau
- Burgruine Osterburg (Haunoldstein)
- Burg Ottenstein
- Schloss Ottenschlag
- Schloss Peigarten
- Burgruine Peilstein, Weiler Thal in der Marktgemeinde St. Leonhard am Forst
- Burg Perchtoldsdorf
- Schloss Persenbeug
- Schloss Petronell
- Schloss Petzenkirchen
- Schloss Pitten
- Schloss Pielach, Melk
- Burg Plankenstein
- Schloss Pöchlarn
- Schloss Pöggstall
- Schloss Pottenbrunn, St. Pölten - Pottenbrunn
- Burgruine Pottenburg, Wolfsthal
- Schloss Pottendorf (Ruine)
- Schloss Pottschach
- Schloss Poysbrunn
- Schloss Primmersdorf
- Schloss Prinzendorf, Hauskirchen-Prinzendorf an der Zaya
- Schloss Prugg
- Burgruine Puchberg
- Schloss Purgstall
- Schloss Purkersdorf
- Burg Raabs
- Schloss Rabensburg
- Burgruine Rabenstein, Rabenstein
- Schloss Raggendorf
- Ruine Raipoltenbach, Neulengbach
- Burg Rappottenstein
- Burgruine Rauheneck
- Burgruine Rauhenstein, Baden (Niederösterreich)
- Burg Reinsberg
- Burgruine Ried am Riederberg
- Burgruine Riedenburg, Horn
- Schloss Riegersburg
- Schloss Rohrau
- Schloss Rosenau
- Schloss Rosenburg, Rosenburg
- Schloss Rossatz
- Schloss Rotenhof
- Schloss Rothmühle, Schwechat
- Rothschildschloss, Waidhofen an der Ybbs
- Schloss Sachsengang, Groß-Enzersdorf
- Schloss Salaberg, Haag
- Schallaburg
- Burg Scharfeneck, Sankt Pölten
- Burg Scharfeneck, Baden bei Wien
- Burgruine Schauenstein, Pölla
- Schloss Scheibbs, Scheibbs
- Burgruine Scheuchenstein
- Schloss Schiltern, Gemeinde Langenlois
- Schloss Schleinz
- Schloss Schmida
- Schloss Schönau, Schönau an der Triesting
- Schloss Schönbühel
- Burgruine Schrattenstein
- Schloss Schrattenthal
- Schloss Schwadorf
- Schloss Schwallenbach, Spitz an der Donau, Katastralgemeinde Schwallenbach
- Schloss Schwarzau am Steinfeld
- Schloss Schwarzenau
- Burgruine Schwarzenbach
- Ruine Schwarzenöd, Pölla (nahe Krumau am Kamp)
- Burg Seebenstein
- Schloss Seehof
- Burgruine Senftenberg
- Schloss Senftenegg
- Schloss Seisenegg
- Burgruine Sichtenberg, Sollach
- Schloss Sitzenberg, Sitzenberg-Reidling
- Schloss Sitzenthal
- Schloss Sonnberg
- Burgruine Staatz
- Burgruine Stallegg
- Burgruine Starhemberg
- Ruine Stein an der Donau, Krems an der Donau
- Schloss Steinabrunn
- Schloss Steyersberg
- Burgruine Stickelberg
- Schloss Stiebar Gresten
- Burg Stixenstein
- Burgruine Stolzenwörth
- Jugendburg Streitwiesen
- Schloss St. Peter in der Au
- Ruine Stubenberg
- Schloss Stuppach
- Schloss Thalheim
- Schloss Therasburg
- Burgruine Thernberg
- Burgruine Thurnberg am Kamp
- Schloss Thürnthal
- Töpper-Schloss, Scheibbs
- Schloss Traismauer
- Schloss Trautmannsdorf, Trautmannsdorf an der Leitha
- Ruine Tursenstein (Ödes Schloss, Stein am Kamp), Altenburg
- Schloss Ulmerfeld, Amstetten
- Schloss Ulrichskirchen
- Schloss Vestenötting
- Schloss Viehofen, St. Pölten - Viehofen
- Schloss Vöslau, Bad Vöslau
- Schloss Vöstenhof
- Schloss Waidhofen an der Thaya
- Schloss Wald, Pyhra
- Schloss Walkenstein
- Schloss Walkersdorf
- Schloss Walpersdorf
- Schloss Walterskirchen (Veste Wolfsthal, Schloss Wolfsthal), Wolfsthal
- Burg Wartenstein
- Schloss Wasenhof, Biedermannsdorf
- Schloss Wasserburg, St. Pölten - Pottenbrunn
- Schloss Weikersdorf, Baden
- Burgruine Weikertschlag, Weikertschlag an der Thaya
- Schloss Weilburg (Baden)
- Schloss Weinzierl
- Burgruine Weitenegg
- Schloss Weitra
- Burg Weißenburg, Frankenfels-Weißenburg
- Schloss Wetzdorf
- Burg Wiener Neustadt
- Schloss Wieselburg
- Schloss Wildberg, Irnfritz-Messern
- Burg Wildegg
- Schloss Wilfersdorf
- Schloss Wolfpassing, Wolfpassing
- Schloss Wolfsberg, Angern bei Krems
- Burgruine Wolfstein, Schönbühel-Aggsbach
- Schloss Wolkersdorf
- Schloss Zeillern
- Schlossruine Zeißing
- Burgruine Zelking, Zelking-Matzleinsdorf
- Schloss Zell an der Ybbs, Zell an der Ybbs
- Schloss Zellerndorf
- Burgruine Ziegersberg, Zöbern
- Schloss Zistersdorf, Landesberufschule
- Schloss Zogelsdorf
- Burgruine Hausberg Zorimauer, Schiltern Gemeinde Langenlois
- Schloss Zwentendorf

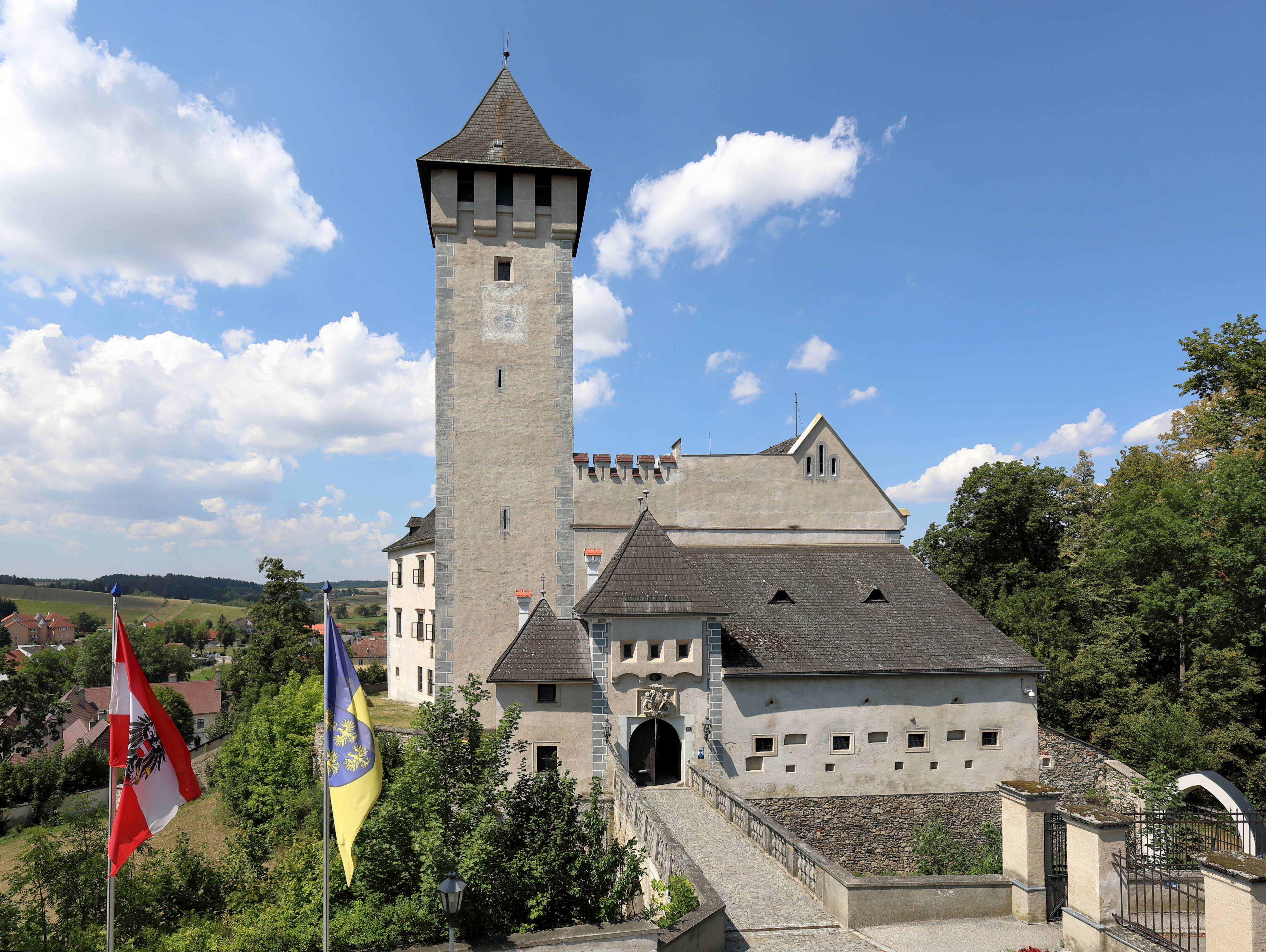
Schloss Allentsteig
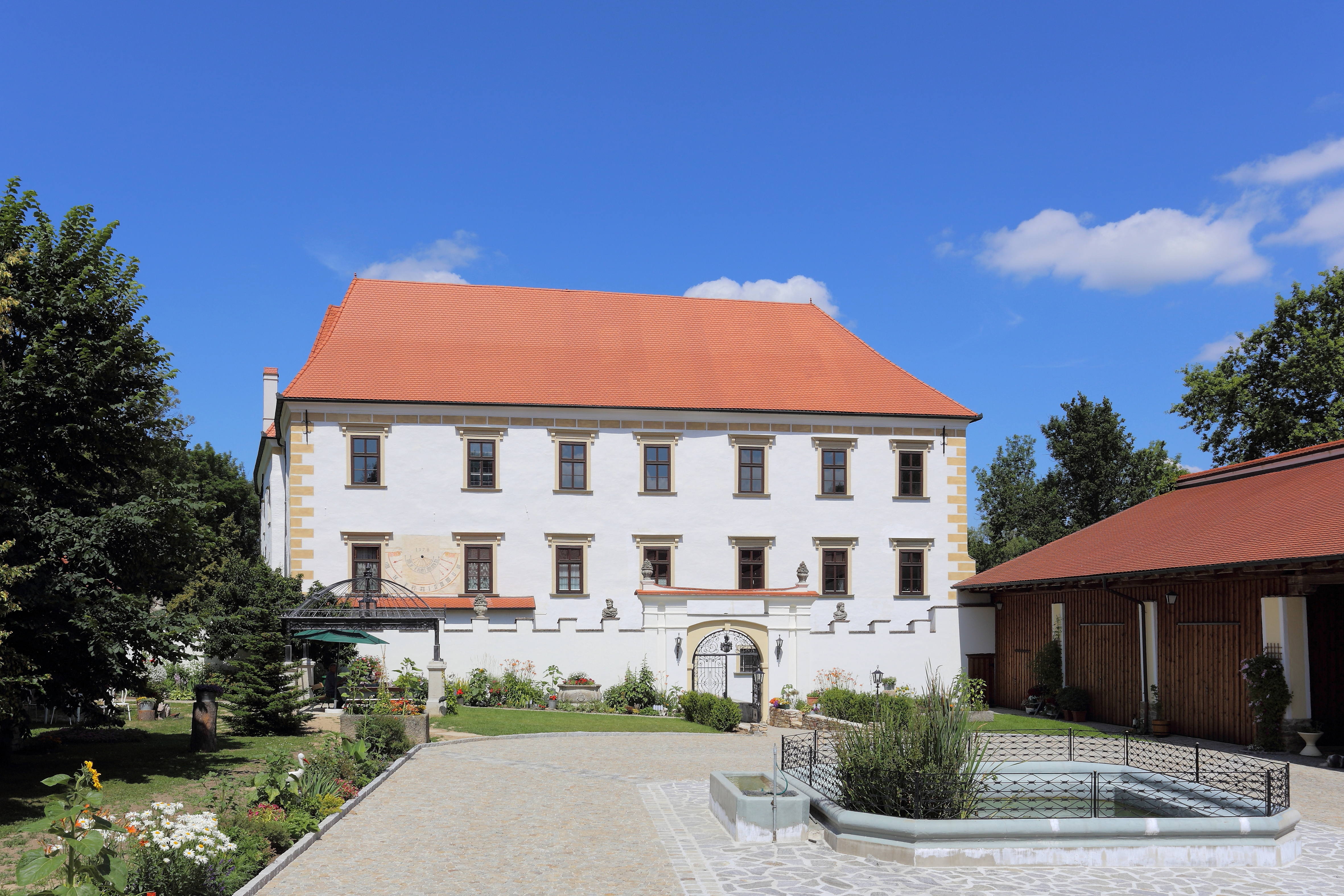
Schloss Drösiedl
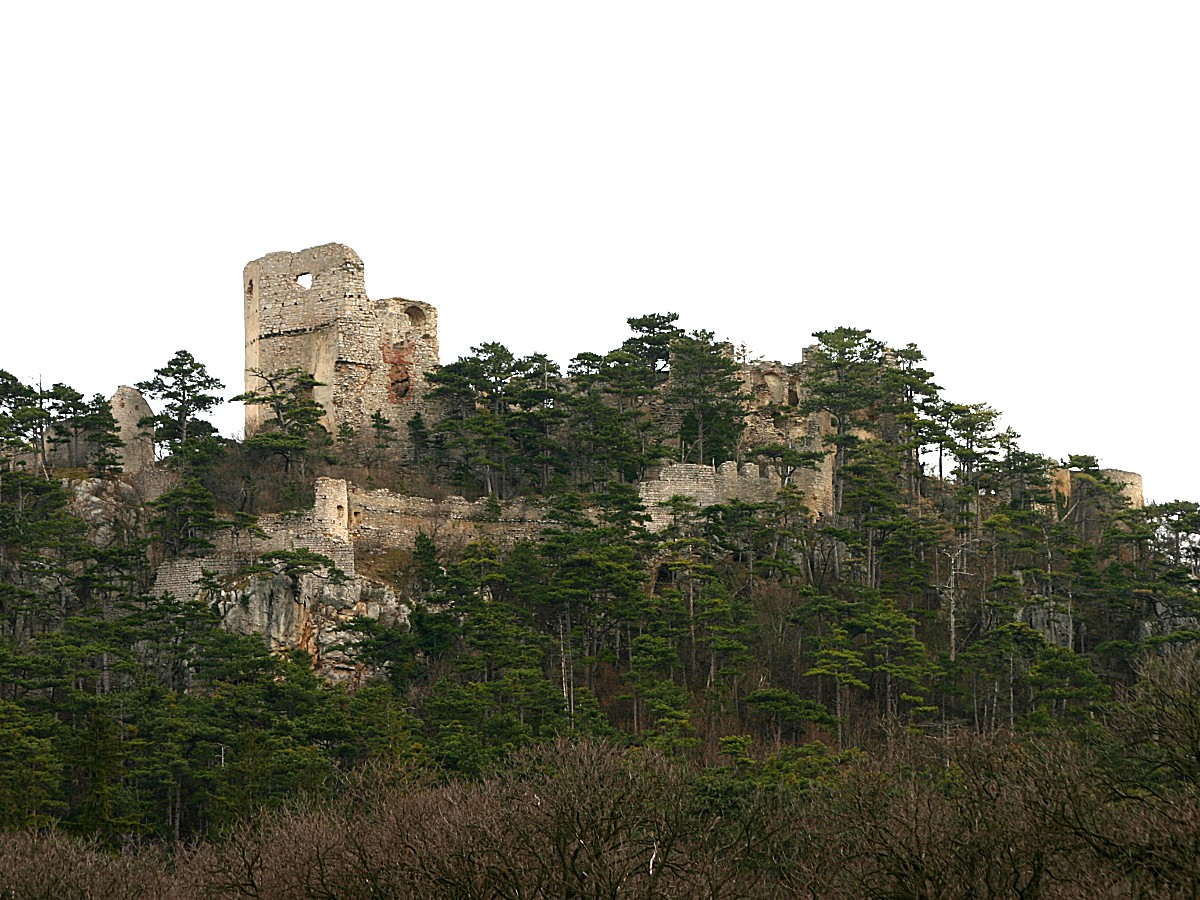
Burgruine Emmerberg
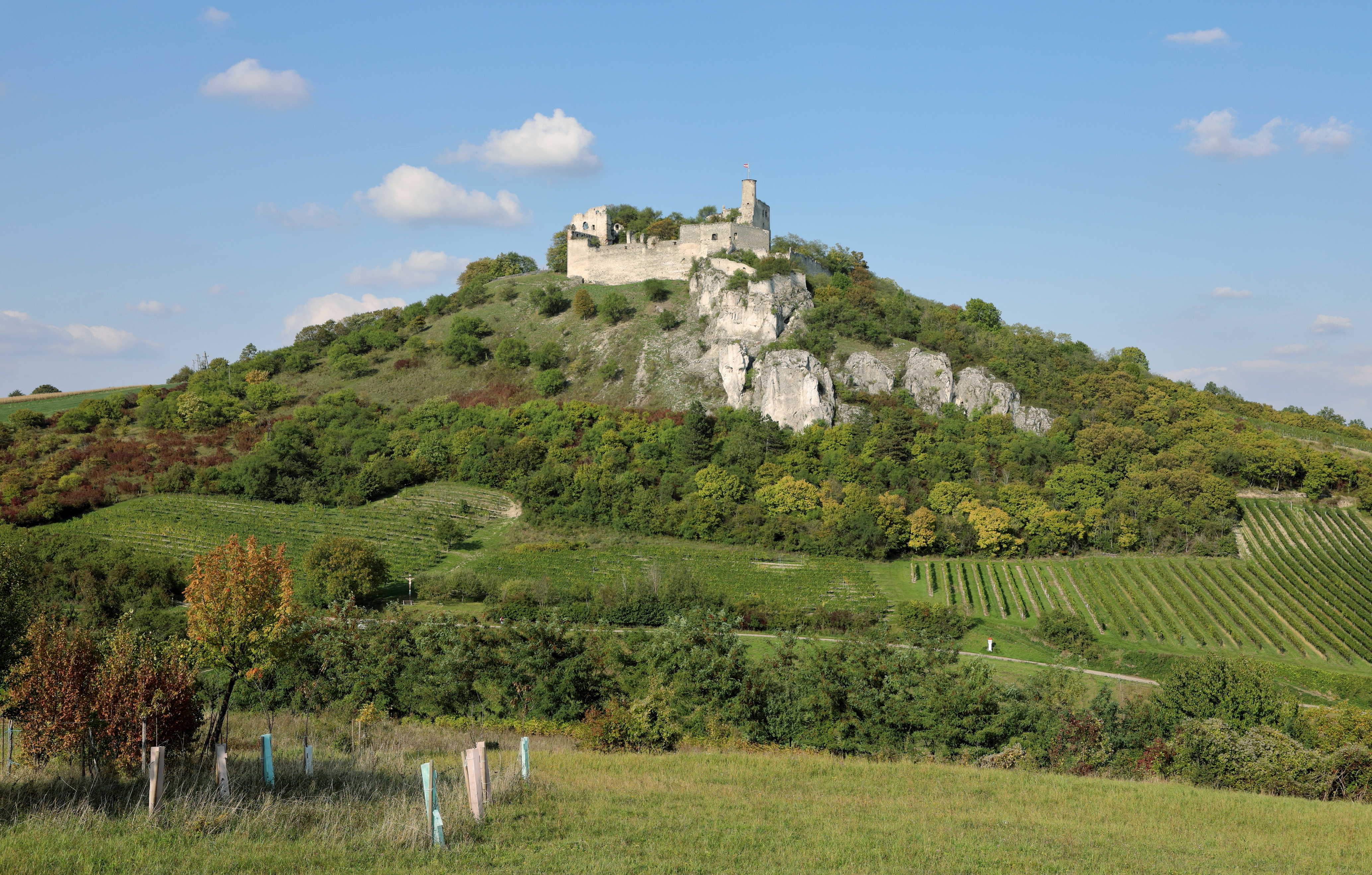
Burg Falkenstein (Niederösterreich)
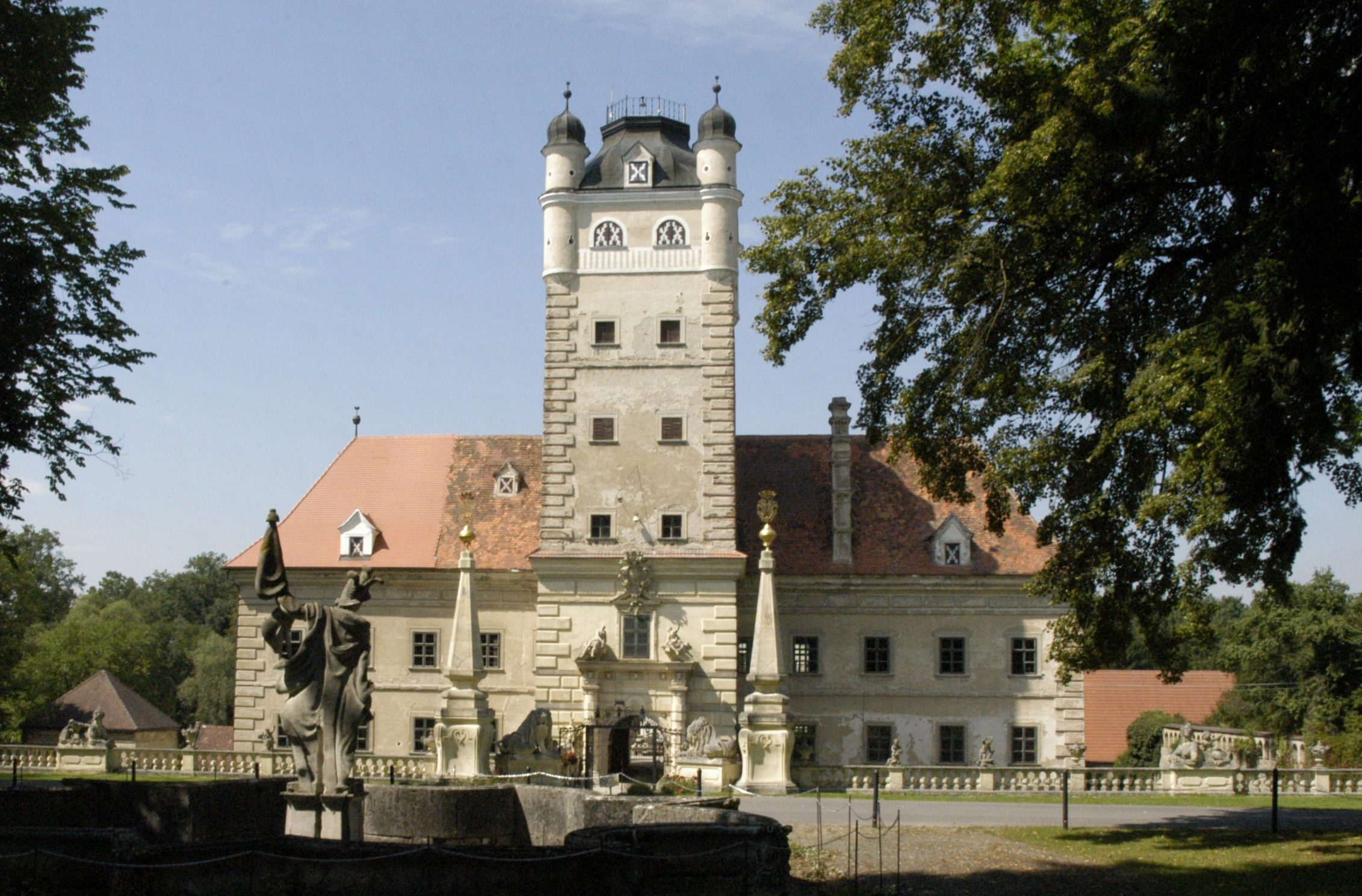
Schloss Greillenstein
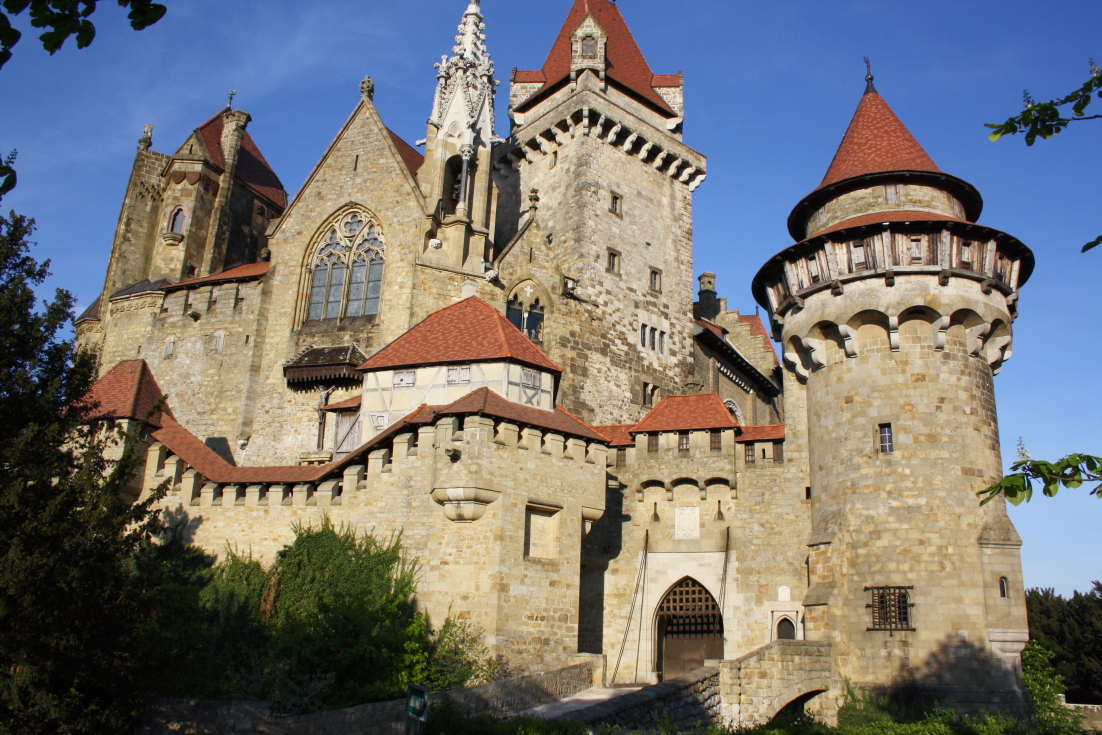
Burg Kreuzenstein
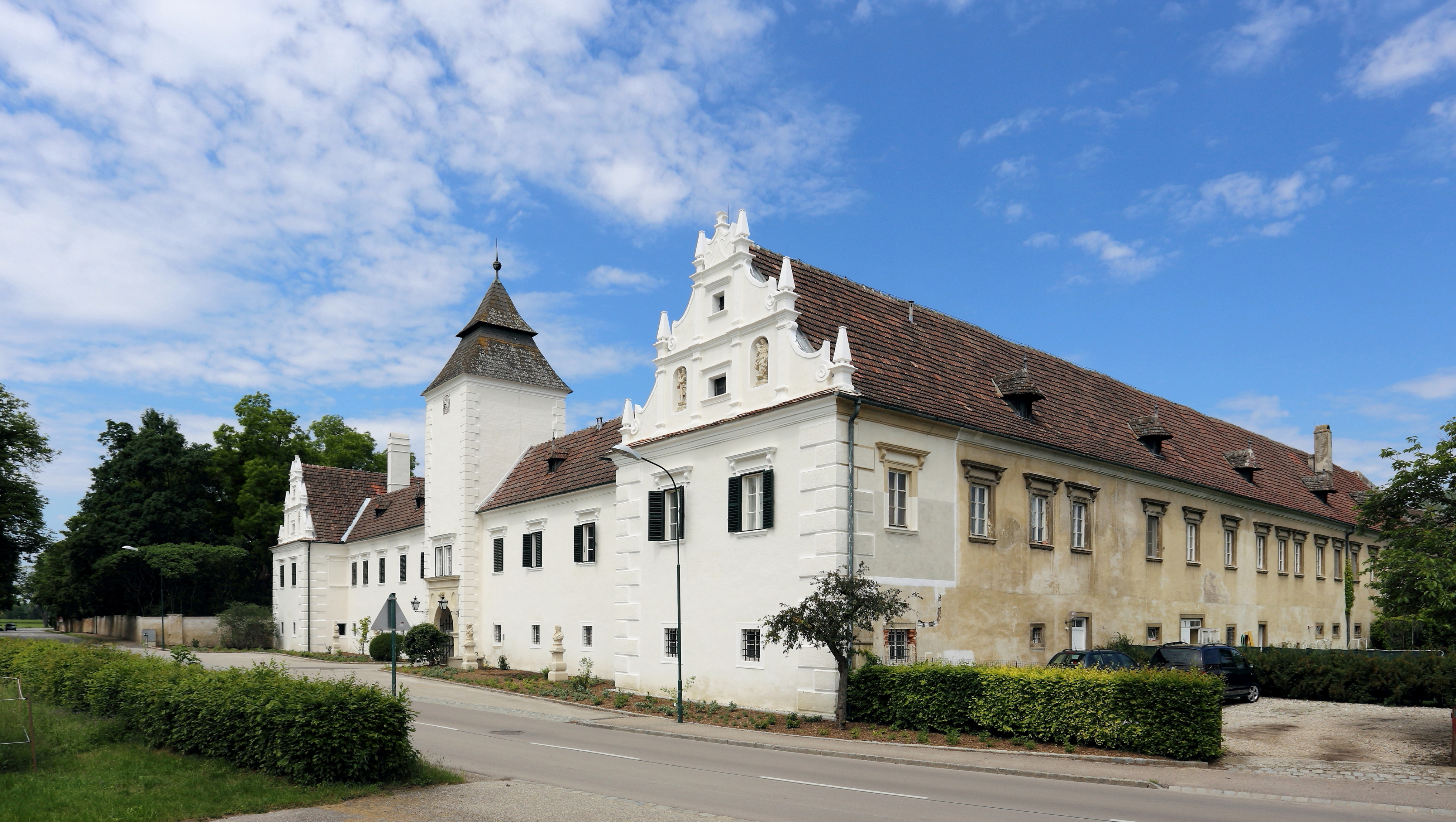
Schloss Neuaigen
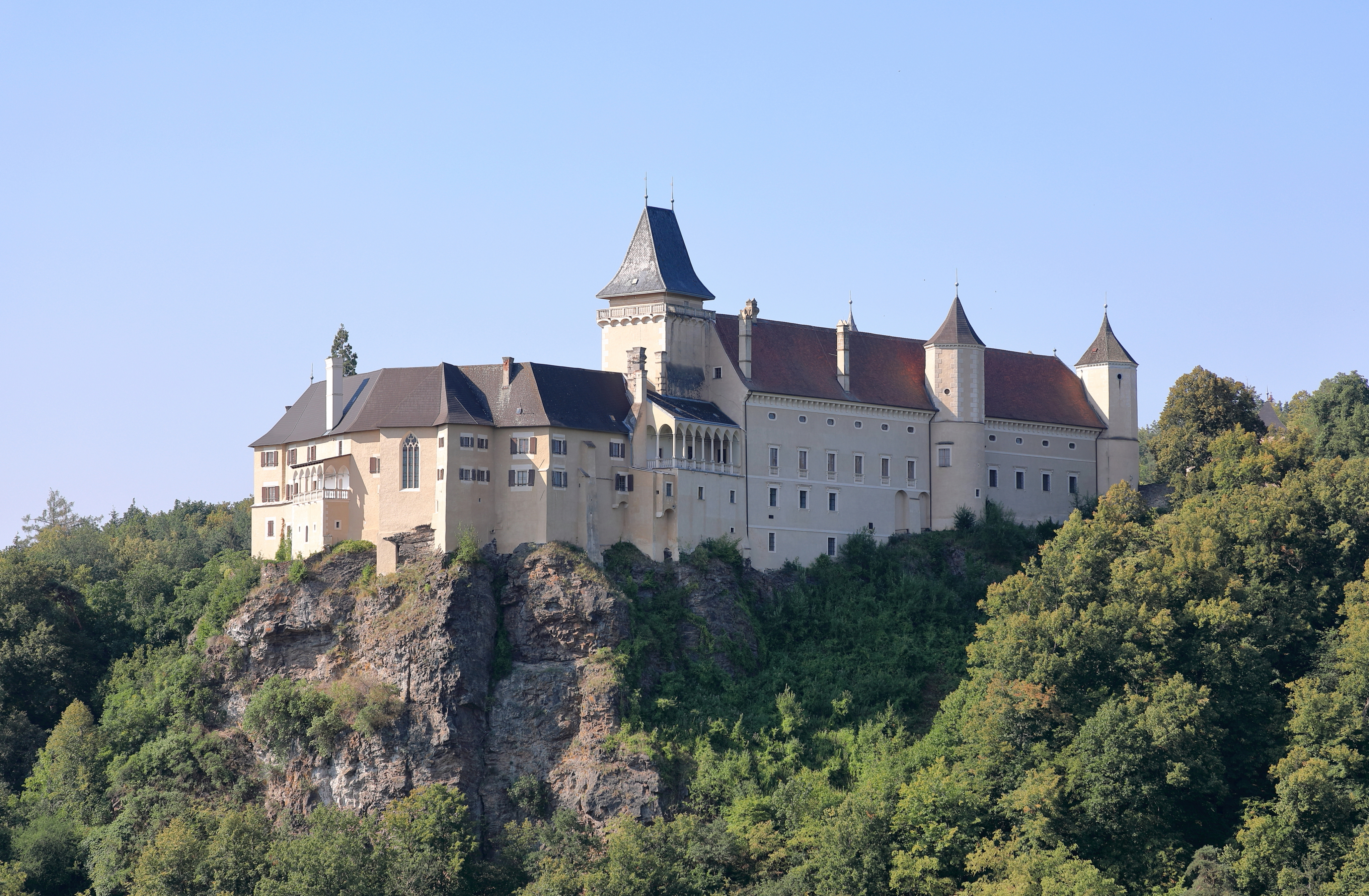
Schloss Rosenburg (Niederösterreich)
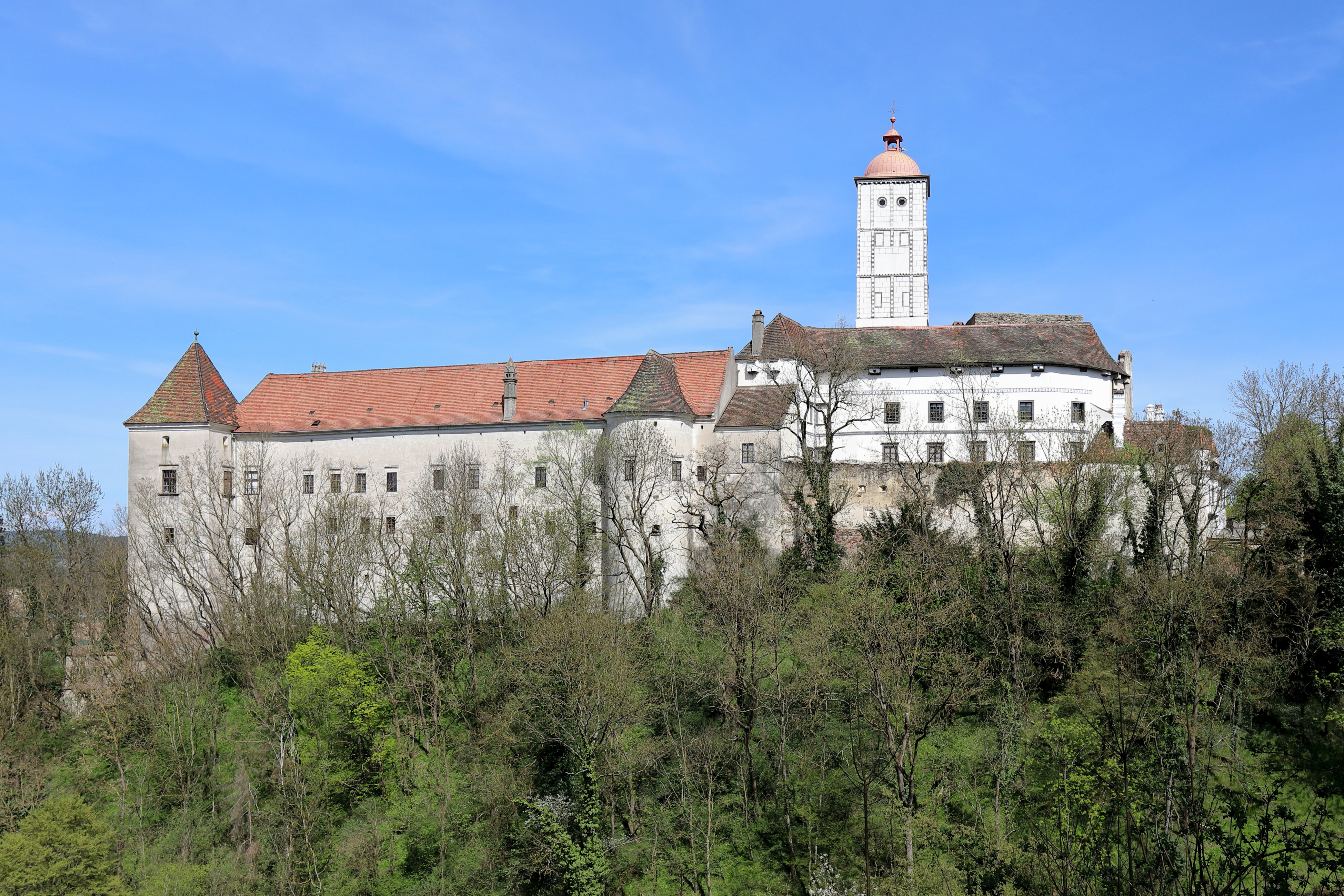
Schallaburg
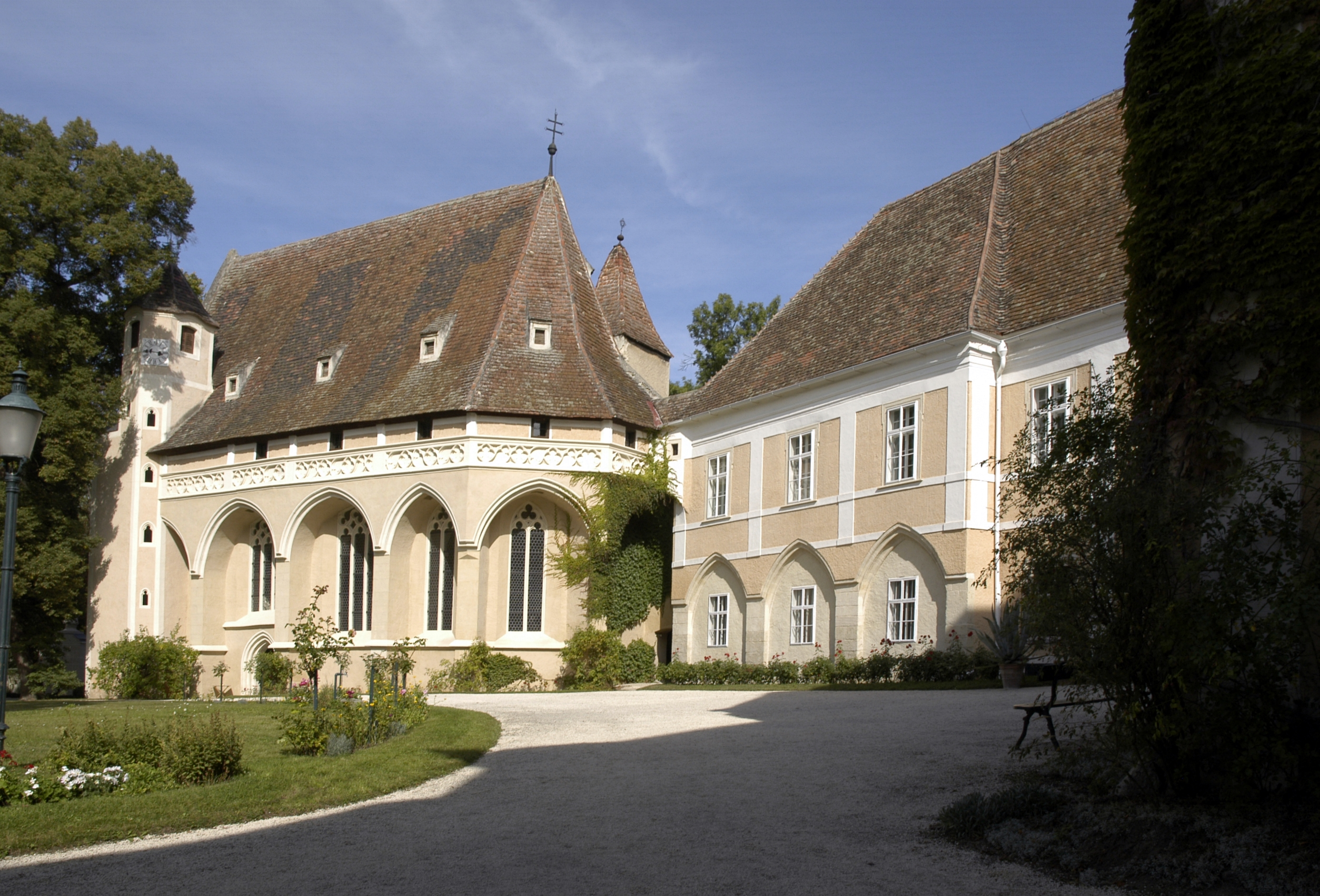
Schloss Schrattenthal mit Schlosskapelle
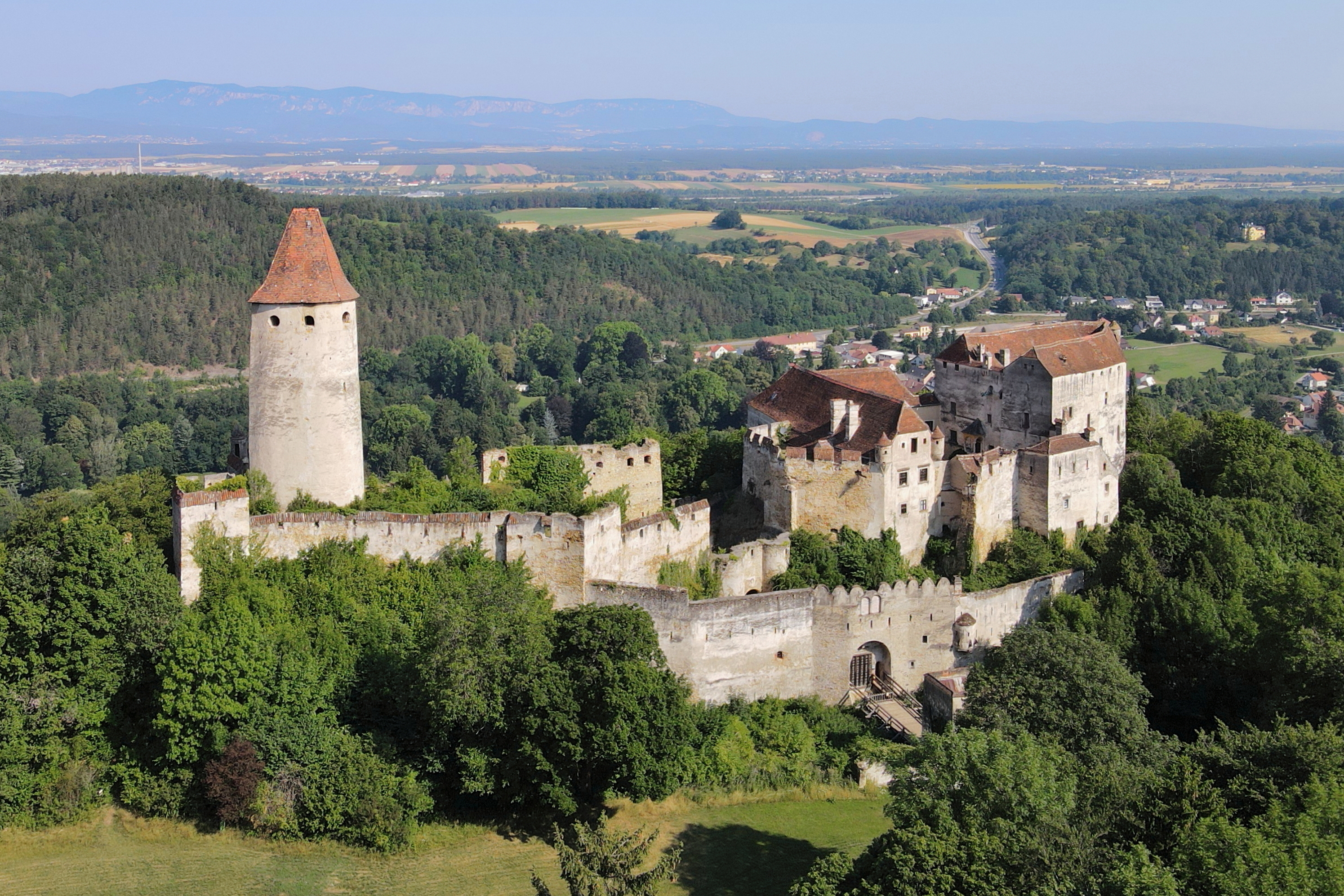
Burg Seebenstein
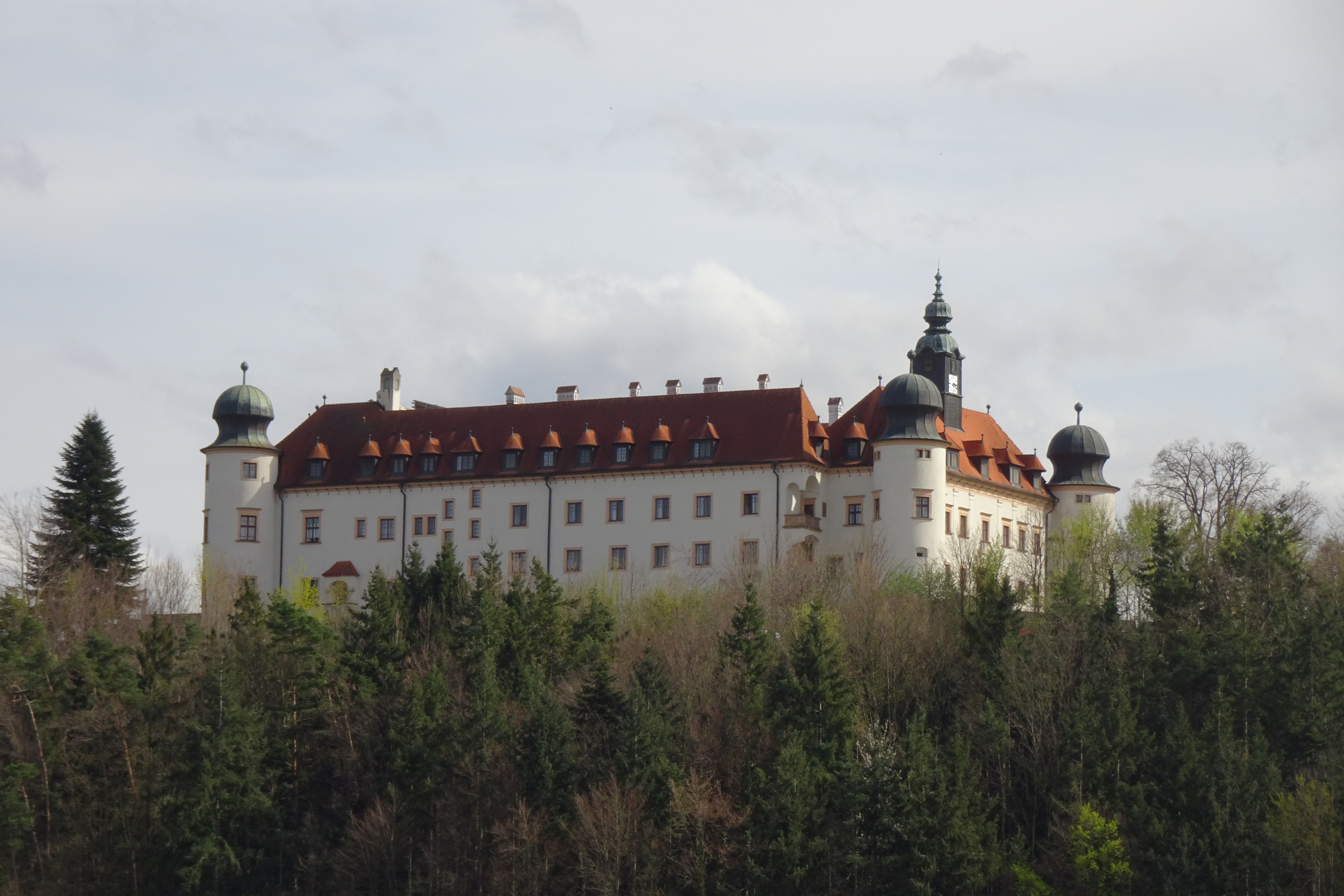
Schloss Sitzenberg
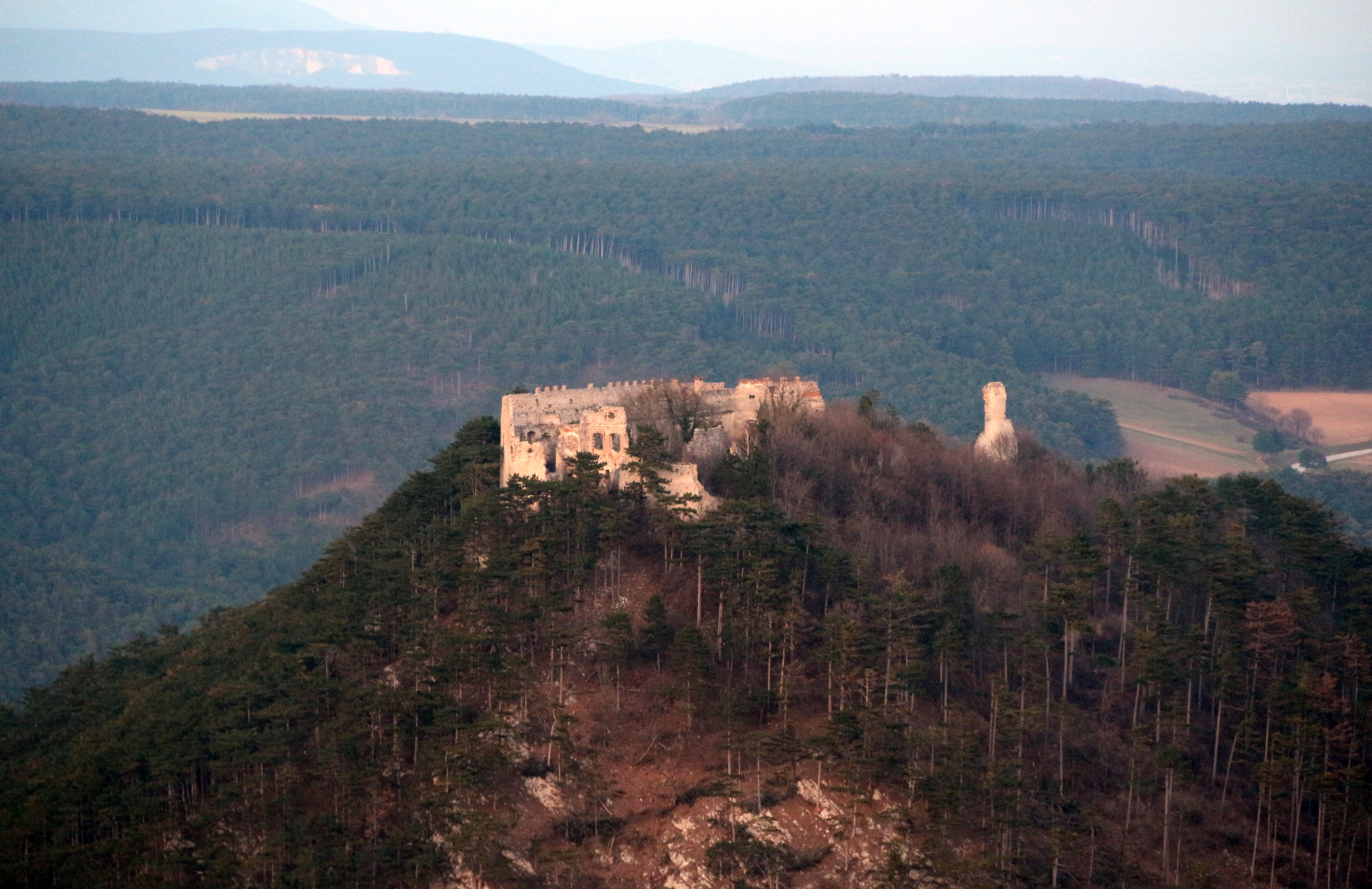
Burgruine Starhemberg
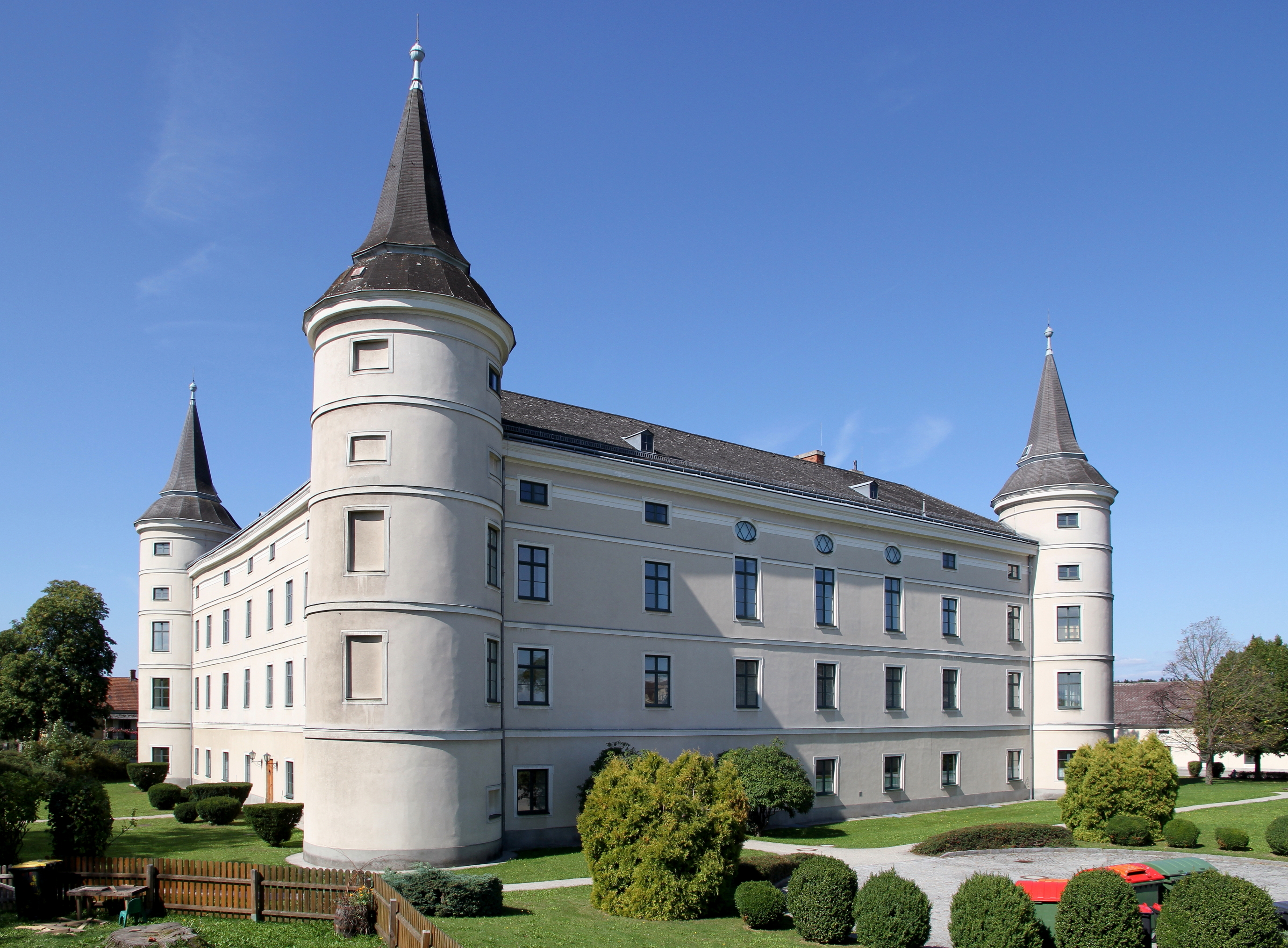
Schloss Wolfpassing

siehe auch NÖ-Burgendatenbank. In: NÖ-Burgen online. Institut für Realienkunde des Mittelalters und der frühen Neuzeit, Universität Salzburg.

## Oberösterreich
- Schloss Achleiten, Kematen an der Krems
- Schloss Aich, Bad Zell
- Schloss Aichberg, Waldkirchen am Wesen
- Schloss Aichet, Steyr
- Schloss Aigen, Atzbach
- Schloss Aigenegg, Thalheim bei Wels
- Schloss Ainwalding, Ungenach
- Schloss Aistersheim, Aistersheim
- Schloss Almegg, Steinerkirchen an der Traun
- Schloss Altenhof, Pfarrkirchen im Mühlkreis
- Burgstall Altheim, Weng im Innkreis
- Burg Altpernstein, Micheldorf in Oberösterreich
- Schloss Arbing, Arbing
- Schloss Aschach, Aschach an der Donau
- Schloss Au, Roitham am Traunfall
- Schloss Aubach, Grünau im Almtal
- Freisitz Auerberg, Linz
- Schloss Auhof, Linz
- Schloss Auhof, Perg
- Schloss Auhof, Pupping
- Schloss Aurolzmünster, Aurolzmünster
- Schloss Außenstein, Baumgartenberg
- Schloss Berg bei Rohrbach, Berg bei Rohrbach
- Schloss Bergham, Leonding
- Schloss Bergheim, Feldkirchen an der Donau
- Bergschlössl, Linz
- Schloss Bernau, Fischlham
- Burg Blankenberg, Neufelden
- Schloss Bodendorf, Katsdorf
- Schloss Bogenhofen, St. Peter am Hart
- Schloss Brandstatt, Pupping
- Schloss Breitenbruck, Katsdorf
- Schloss Bruck, Peuerbach
- Schloss Brunnthal, St. Veit im Innkreis
- Schloss Brunnwald, Vorderweißenbach
- Burg Clam, Klam
- Schloss Cumberland, Gmunden
- Schloss Dachsberg, Prambachkirchen
- Schloss Dietach, Schleißheim
- Schloss Dorff, Schlierbach
- Burgruine Dornach, Lasberg
- Schloss Dornach, Saxen
- Schloss Ebelsberg, Linz-Ebelsberg
- Schloss Ebenzweier, Altmünster
- Schloss Egeregg, Linz
- Egerer Schlössl, Weyer
- Schloss Eggenberg, Vorchdorf
- Schloss Eggendorf, Eggendorf im Traunkreis
- Burg Einburg, Raab
- Schloss Engelhof, Steyr
- Schloss Engelseck, Steyr
- Schloss Engleithen, Bad Ischl
- Ennsburg, Enns
- Schloss Ennsegg, Enns
- Schloss Erb, Friedburg
- Schloss Erlach, Kallham
- Schloss Eschelberg, St. Gotthard im Mühlkreis
- Schloss Etzelsdorf, Pichl bei Wels
- Burgruine Falkenstein, Hofkirchen im Mühlkreis
- Schloss Feldegg, Pram
- Schloss Feyregg, Pfarrkirchen bei Bad Hall
- Schloss Forstern, Burgkirchen
- Schloss Frauenstein, Mining
- Burgruine Freudenstein, Feldkirchen an der Donau
- Wasserschloss Freiling, Oftering
- Schloss Frein, Frankenburg am Hausruck
- Schloss Freistadt, Freistadt
- Schloss Freizell, Hofkirchen im Mühlkreis
- Burg Friedburg, Lengau
- Fuchsenhof, Freistadt
- Wasserschloss Gallspach, Gallspach
- Schloss Geretsdorf, Burgkirchen
- Schloss Gneisenau, Kleinzell im Mühlkreis
- Schloss Gotterau, Ansfelden
- Schloss Götzendorf, Oepping
- Burg Graben, Kirchdorf am Inn
- Schloss Greinburg, Grein
- Schloss Greisingberg, Pregarten
- Burg Grub, Gmunden
- Schloss Grub, Obertraun
- Schloss Grünau, Ried in der Riedmark
- Schloss Gschwendt, Neuhofen an der Krems
- Schloss Habichrigl, Bad Zell
- Schloss Hackledt, Eggerding
- Schloss Hagen (abgegangen), Linz-Urfahr
- Schloss Hagenau, St. Peter am Hart
- Schloss Hagenberg, Hagenberg im Mühlkreis
- Burgstall Alt-Hagenberg, Hagenberg im Mühlkreis
- Burgruine Haichenbach, Hofkirchen im Mühlkreis
- Schloss Haiding, Krenglbach
- Schloss Haitzing, Andorf
- Schloss Hall, Bad Hall
- Schloss Hammeries, Laussa
- Schloss Hartheim, Alkoven
- Schloss Harrachstal, Weitersfelden
- Schloss Haus, Wartberg ob der Aist
- Schloss Helfenberg, Helfenberg
- Schloss Hinterndobl, Dorf an der Pram
- Schloss Hochhaus, Vorchdorf
- Burgstall Hochkuchl, Lohnsburg
- Schloss Hochscharten, Waizenkirchen
- Schloss Hohenbrunn, St. Florian
- Burgstall Holzöster, Franking
- Schloss Hueb, Mettmach
- Wasserschloss Hueb, Eggendorf im Traunkreis
- Schloss Ibm, Eggelsberg
- Schloss Innersee, Rottenbach
- Schloss Innernstein, Münzbach
- Schloss Irnharting, Gunskirchen
- Kaiservilla, Bad Ischl
- Schloss Kammer, Schörfling am Attersee
- Burgstall Kammermaier, Neumarkt im Mühlkreis
- Schloss Katzenberg, Atzbach
- Schloss Katzenberg, Kirchdorf am Inn
- Ansitz Katzenberg, Mettmach
- Burgruine Klammhof, Gallneukirchen
- Schloss Klaus, Klaus an der Pyhrnbahn
- Burgruine Klingenberg, St. Thomas am Blasenstein
- Schloss Kogl, Ennstal
- Burg Kogl, St. Georgen im Attergau
- Schloss Kogl, St. Georgen im Attergau
- Burgruine Königstein, Freinberg
- Schloss Köppach, Atzbach
- Burg Krempelstein, Esternberg
- Schloss Kremsegg, Kremsmünster
- Burg Kreuzen, Bad Kreuzen
- Burgruine Kronest, Neumarkt im Mühlkreis
- Burg Kürnberg, Rufling
- Schloss Lamberg, Steyr
- Burgruine Langenstein, Langenstein
- Burg Lasberg, abgekommene Wasserburg in Lasberg
- Schloss Lassereck, Unterach am Attersee
- Schloss Leombach, Sipbachzell
- Burgruine Leonstein, Grünburg
- Schloss Leonstein, Grünburg
- Schloss Lichtenau, Lichtenau im Mühlkreis
- Wasserschloss Lichtenegg, Wels
- Burgruine Lichtenhag, Gramastetten
- Schloss Lindach, Laakirchen
- Linzer Schloss, Linz
- Linzer Landhaus, Linz
- Linzer Turmbefestigung, Linz
- Schloss Litzlberg, Seewalchen am Attersee
- Burgruine Lobenstein, Oberneukirchen
- Burg Lonstorf, Linz
- Burg Losenstein, Losenstein
- Schloss Losensteinleithen, Wolfern
- Burg Luftenberg, Luftenberg an der Donau
- Schloss Luftenberg, Luftenberg an der Donau
- Schloss Mamling, Mining
- Schloss Maasbach, Eggerding
- Schloss Marbach, Ried in der Riedmark
- Schloss Mayrhof, Eberschwang
- Marmorschlössl, Bad Ischl
- Schloss Marsbach, Hofkirchen im Mühlkreis
- Schloss Mattighofen, Mattighofen
- Schloss Mistelbach, Buchkirchen
- Burgruine Mitterberg, Perg
- Burgruine Möstling, Neumarkt im Mühlkreis
- Schloss Mondsee, Mondsee
- Burgruine Morau, St. Oswald bei Haslach
- Schloss Mühldorf, Feldkirchen an der Donau
- Schloss Mühlgrub, Bad Hall
- Schloss Mühllacken, Feldkirchen an der Donau
- Schloss Mühlwang, Gmunden
- Edelsitz Murau, Utzenaich
- Schloss Neuhaus an der Donau, St. Martin im Mühlkreis
- Schloss Neuhaus, Geinberg
- Schloss Neukirchen an der Enknach, Neukirchen an der Enknach
- Schloss Neupernstein, Kirchdorf an der Krems
- Schloss Neydharting, Bad Wimsbach-Neydharting
- Schloss Niederwesen, Waldkirchen am Wesen
- Edelsitz Obenaus, Gunskirchen
- Schloss Obereitzing, Eitzing
- Burg Obernberg, Obernberg am Inn
- Burgruine Oberwallsee, Feldkirchen an der Donau
- Schloss Oberweis, Laakirchen
- Schloss Ofenwang, Ostermiething
- Schloss Ort, Gmunden
- Schloss Ort im Innkreis, Ort im Innkreis
- Schloss Ottensheim, Ottensheim
- Schloss Ottsdorf, Thalheim bei Wels
- Schloss Partenstein, Kirchberg ob der Donau
- Schloss Parz, Grieskirchen
- Wasserschloss Parz, Grieskirchen
- Schloss Pernau, Fischlham → Schloss Bernau
- Schloss Perwang, Perwang am Grabensee
- Schloss Pesenbach, Feldkirchen an der Donau
- Schloss Pettenbach, Pettenbach
- Schloss Peuerbach, Peuerbach
- Schloss Pfaffstätt, Pfaffstätt
- Schloss Piberbach, Piberbach
- Burg Piberstein, Ahorn
- Schloss Polheim, Wels
- Schloss Poneggen, Schwertberg
- Schloss Pragstein, Mauthausen
- Schloss Pragtal, Windhaag bei Perg
- Burgruine Prandegg, Schönau im Mühlkreis
- Schloss Puchberg, Wels
- Schloss Puchenau, Puchenau
- Burg Puchetwies, Lembach im Mühlkreis
- Schloss Puchheim, Attnang-Puchheim
- Burg Pürnstein, Neufelden
- Schloss Raab, Raab
- Schloss Rannariedl, Neustift im Mühlkreis
- Schloss Ranshofen, Braunau am Inn
- Burg Rechberg (abgegangen), Ortsteil Rührndorf, Ried im Traunkreis
- Burgruine Reichenau, Reichenau im Mühlkreis
- Burg Reichenstein, Tragwein
- Schloss Reinleiten, Grieskirchen
- Burg Ried im Innkreis, Ried im Innkreis
- Schloss Riedau, Riedau
- Schloss Riedegg, Alberndorf in der Riedmark
- Schloss Riegerting, Mehrnbach
- Burg Rohr, Rohr im Kremstal
- Schloss Roith, Gmunden
- Schloss Roith, Taufkirchen an der Trattnach
- Schloss Rosenegg, Steyr
- Schloss Rosenhof, Sandl
- Burgruine Rotenfels, Herzogsdorf
- Burgruine Rottenegg, St. Gotthard im Mühlkreis
- Schloss Rufling, Leonding
- Burgruine Ruttenstein, Pierbach
- Jagdschloss Sachsenburg, Hörsching
- Schloss St. Martin im Innkreis, St. Martin im Innkreis
- Schloss St. Veit, St. Veit im Mühlkreis
- Burgruine Säbnich, St. Nikola an der Donau
- Burgruine Sarmingstein, St. Nikola an der Donau
- Turmruine Sarmingstein, St. Nikola an der Donau
- Burgruine Saxenegg, St. Thomas am Blasenstein
- Schloss Saxental, Saxen
- Burg Schallenburg, Kleinzell im Mühlkreis
- Burgruine Scharnstein, Scharnstein
- Schloss Scharnstein, Scharnstein
- Schloss Neu-Scharnstein, Scharnstein
- Burgruine Schaunberg, Hartkirchen
- Schloss Schieferegg, Kronsdorf
- Schloss Schlüßlberg, Schlüßlberg
- Schloss Schmiding, Krenglbach
- Schloss Schörgern, Andorf
- Burgruine Schönberg, Auberg
- Schloss Schöndorf, Vöcklabruck
- Ansitz Schweikertsreuth, Maria Schmolln
- Schloss Schwertberg, Schwertberg
- Seisenburg, Pettenbach
- Schloss Selling, Attergau
- Schloss Sierning, Sierning
- Schloss Sigharting, Sigharting
- Schloss Spättenbrunn, Neukirchen am Walde
- Burgruine Spielberg, Langenstein
- Schloss Spitzenberg, Mauerkirchen
- Schloss Sprinzenstein, Sarleinsbach
- Schloss Starhemberg, Haag am Hausruck
- Schloss Starhemberg, Eferding
- Burgruine Stauf, Haibach ob der Donau
- Schloss Stauff, Frankenmarkt
- Schloss Stein, St. Marien
- Burg Stein, Reichersberg
- Burgruine Steinerberg, Altenfelden
- Burgruine Steinbach, Niederwaldkirchen
- Burgstall Steinbach, St. Georgen bei Grieskirchen
- Schloss Steinhaus, Steinhaus
- Schloss Steyregg, Steyregg
- Schloss Sunzing, Mining
- Schloss Tannbach, Gutau
- Burgruine Tannberg, Hörbich
- Schloss Teichstätt, Lengau
- Schloss Theuerwang, Vorchdorf
- Schloss Tillysburg, St. Florian
- Schloss Tollet, Tollet
- Burg Trattenegg, Schlüßlberg
- Schloss Traun, Traun
- Schloss Traunegg, Thalheim bei Wels
- Schloss Traunsee, Gmunden
- Schloss Unterach, Unterach am Attersee
- Burg Uttendorf, Helpfau-Uttendorf
- Schloss Utzenaich, Utzenaich
- Schloss Velden, Neufelden
- Burg Vichtenstein, Vichtenstein
- Schloss Voglsang, Ennstal
- Schloss Voglsang, Steyr
- Schloss Wagrain, Vöcklabruck
- Schloss Waikhartsberg, Waizenkirchen
- Burg Walchen, Vöcklamarkt
- Schloss Walchen, Vöcklamarkt
- Schloss Waldenfels, Reichenthal
- Schloss Walkering, Vöcklabruck
- Schloss Wanghausen, Hochburg-Ach
- Schloss Wartberg, St. Oswald bei Freistadt
- Schloss Alt-Wartenburg, Timelkam
- Schloss Neu-Wartenburg, Timelkam
- Burgruine Waxenberg, Oberneukirchen
- Schloss Waxenberg, Oberneukirchen
- Schloss Wegleiten, Ried im Innkreis
- Schloss Weidenholz, Waizenkirchen
- Schloss Weinberg, Kefermarkt
- Edelsitz Weingarting, Linz
- Sitz Weiffendorf, Mettmach
- Schloss Weißenberg, Neuhofen an der Krems
- Schloss Weißau, Lochen am See
- Schloss Weitersdorf, Eggendorf im Traunkreis
- Burg Wels, Wels
- Burg Werfenstein, St. Nikola an der Donau
- Burg Wernstein, Wernstein am Inn
- Burgruine Wesen, Wesenufer
- Schloss Weyer, Gmunden
- Schloss Weyer, Kematen an der Krems
- Schloss Weyregg, Weyregg am Attersee
- Schloss Wildberg, Kirchschlag bei Linz
- Schloss Wildenau, Aspach
- Burgruine Wildeneck, Oberhofen am Irrsee
- Burg Wildenstein, Bad Ischl
- Schloss Wildshut, St. Pantaleon
- Schloss Wimhub, St. Veit im Innkreis
- Schloss Wimsbach, Bad Wimsbach-Neydharting
- Burgruine Windegg, Schwertberg
- Schloss Windern, Desselbrunn
- Schloss Windhaag, Windhaag bei Perg
- Burgruine Windhaag, Windhaag bei Perg
- Burgstall Wolfsbach, Katsdorf
- Schloss Wolfsegg, Wolfsegg am Hausruck
- Schloss Würting, Offenhausen
- Schloss Zarghof, Haslach an der Mühl
- Schloss Zell an der Pram, Zell an der Pram
- Schloss Zellhof, Bad Zell
- Burgruine Zöch, Altenberg bei Linz
- Schloss Zwickledt, Wernstein am Inn

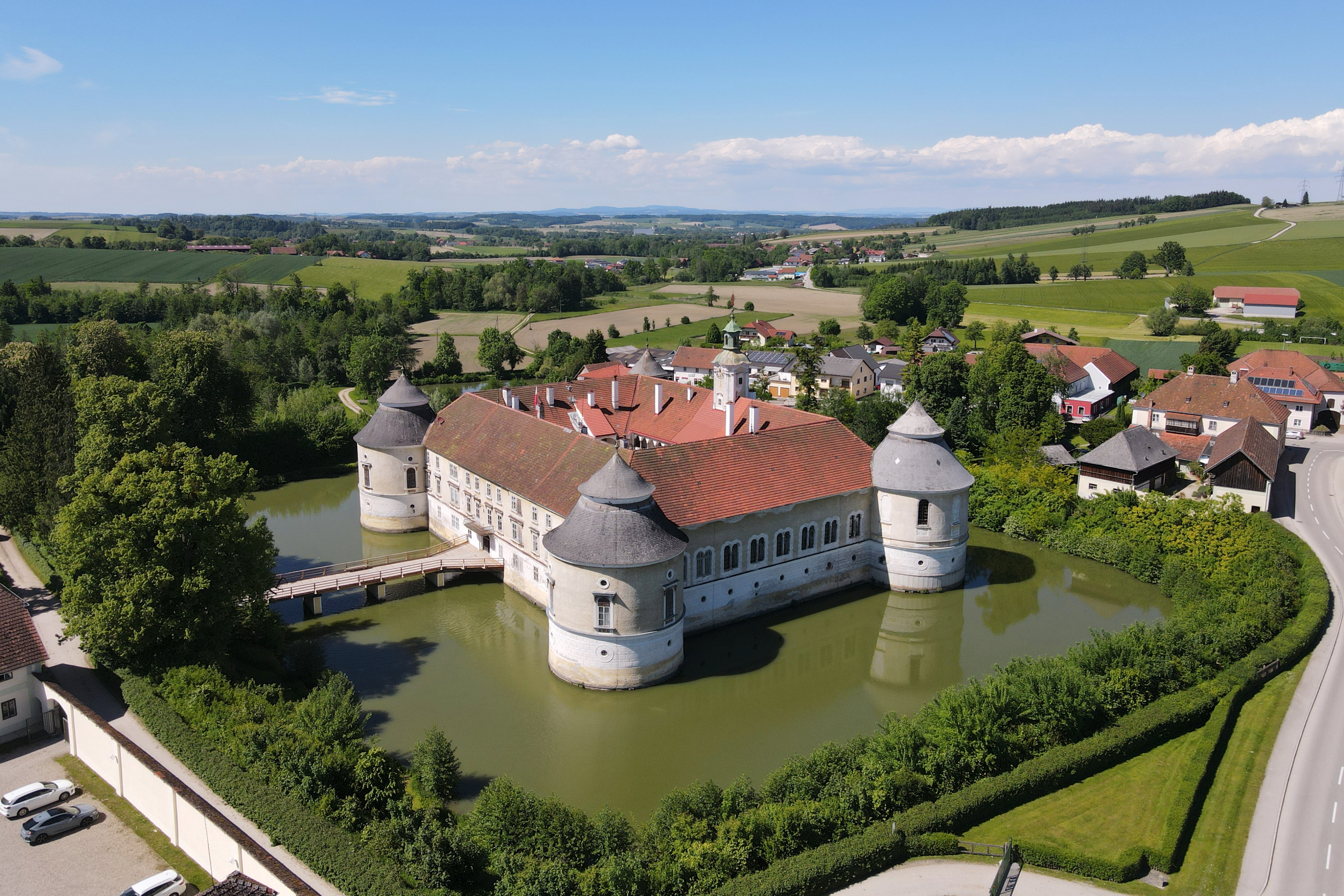
Wasserschloss Aistersheim
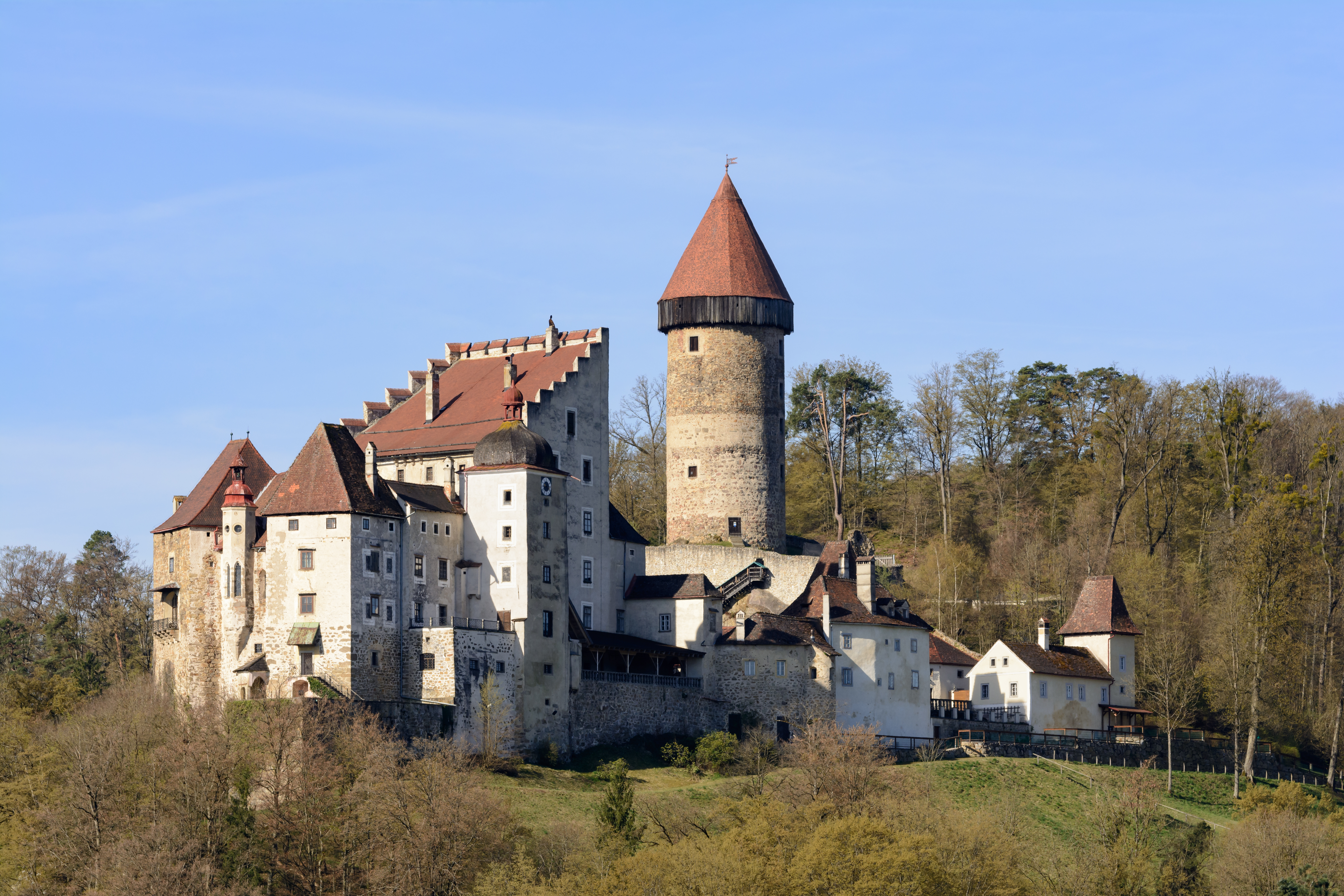
Burg Clam
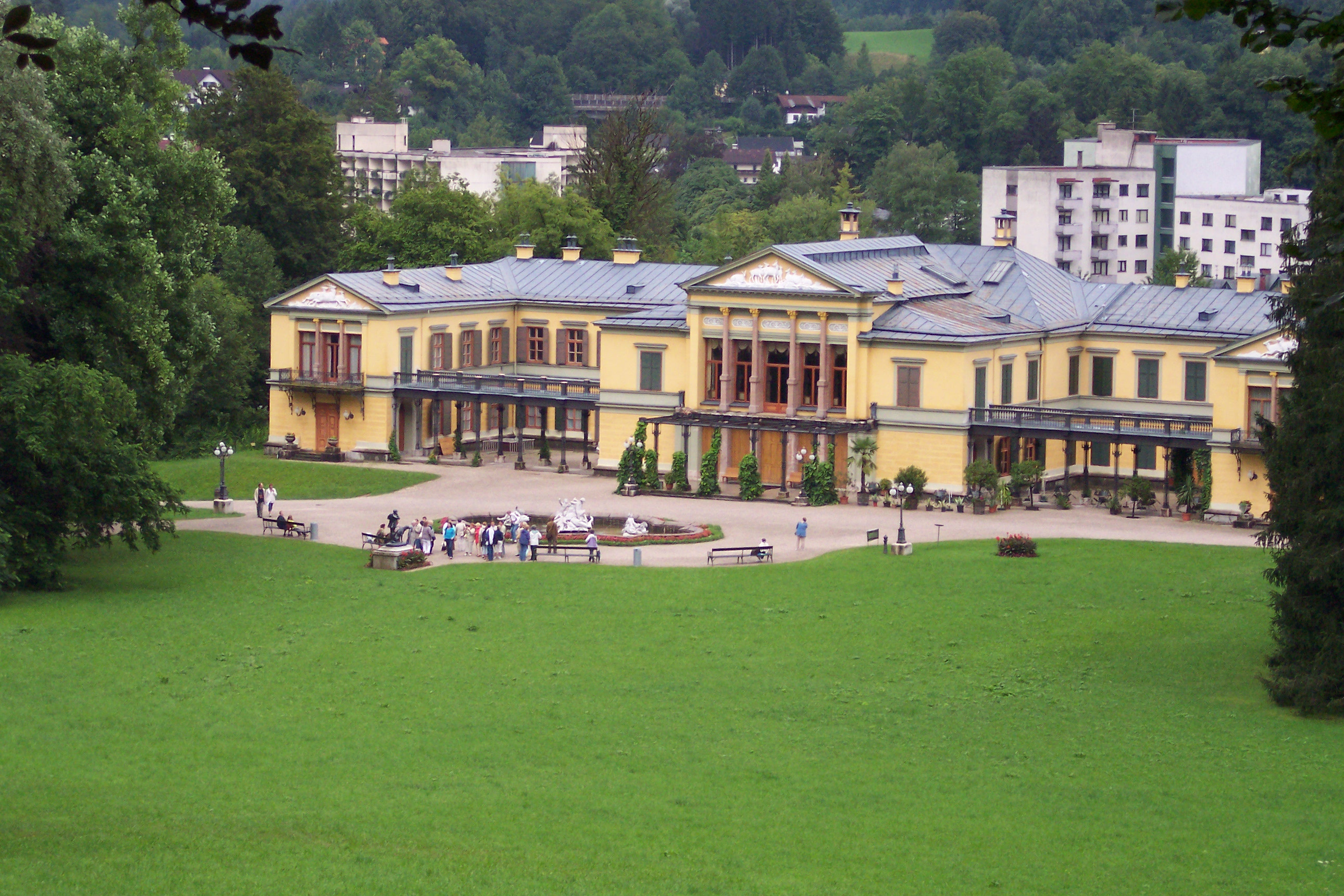
Kaiservilla Bad Ischl
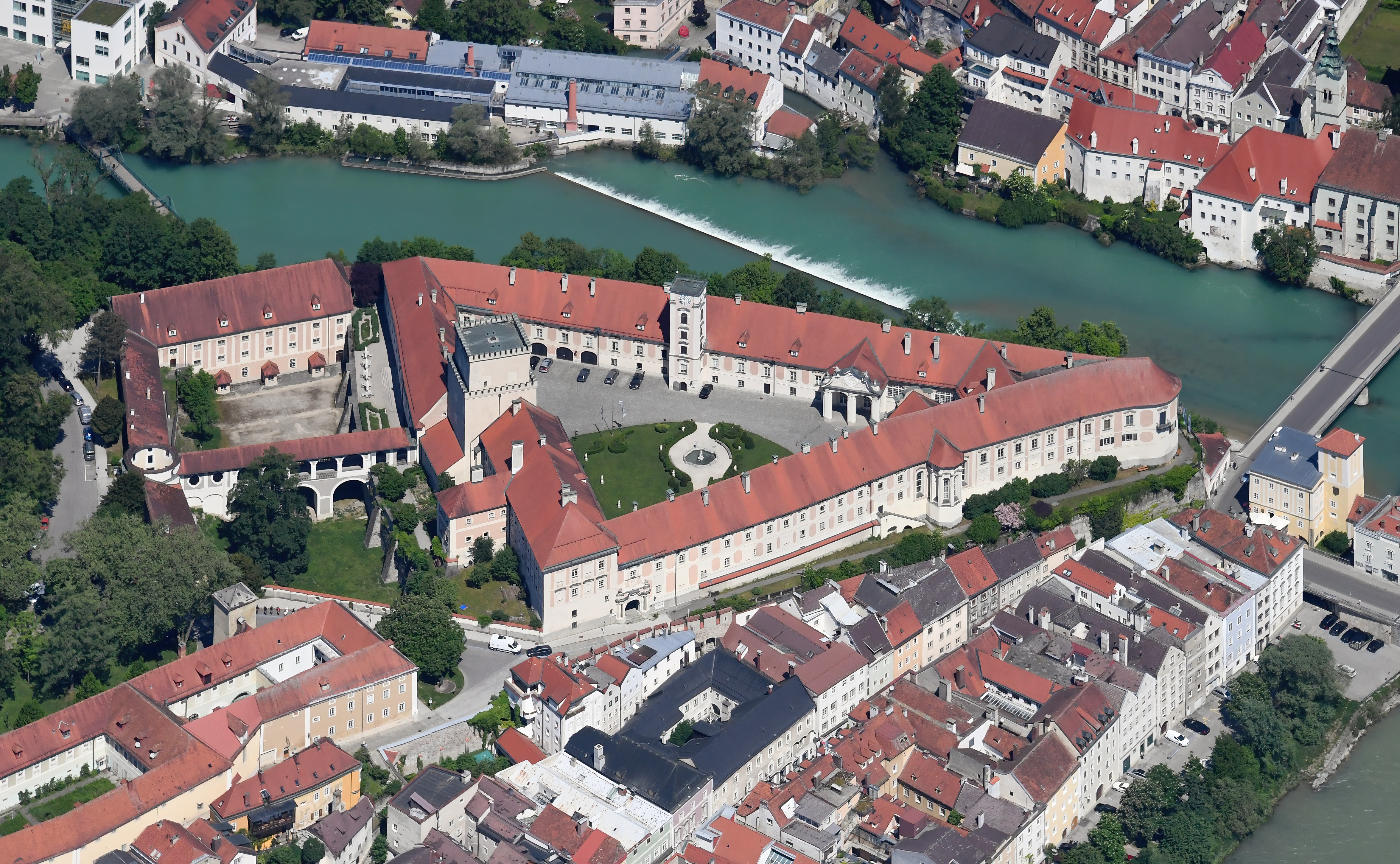
Schloss Lamberg
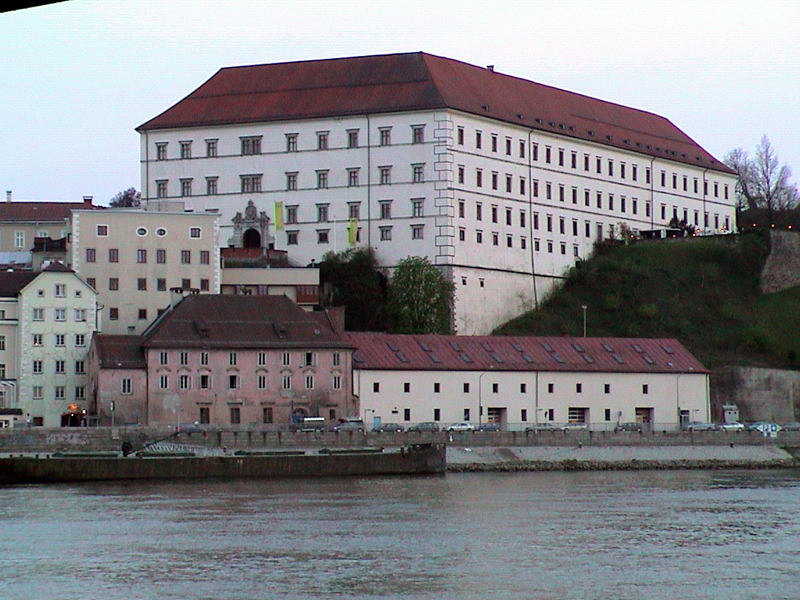
Linzer Schloss
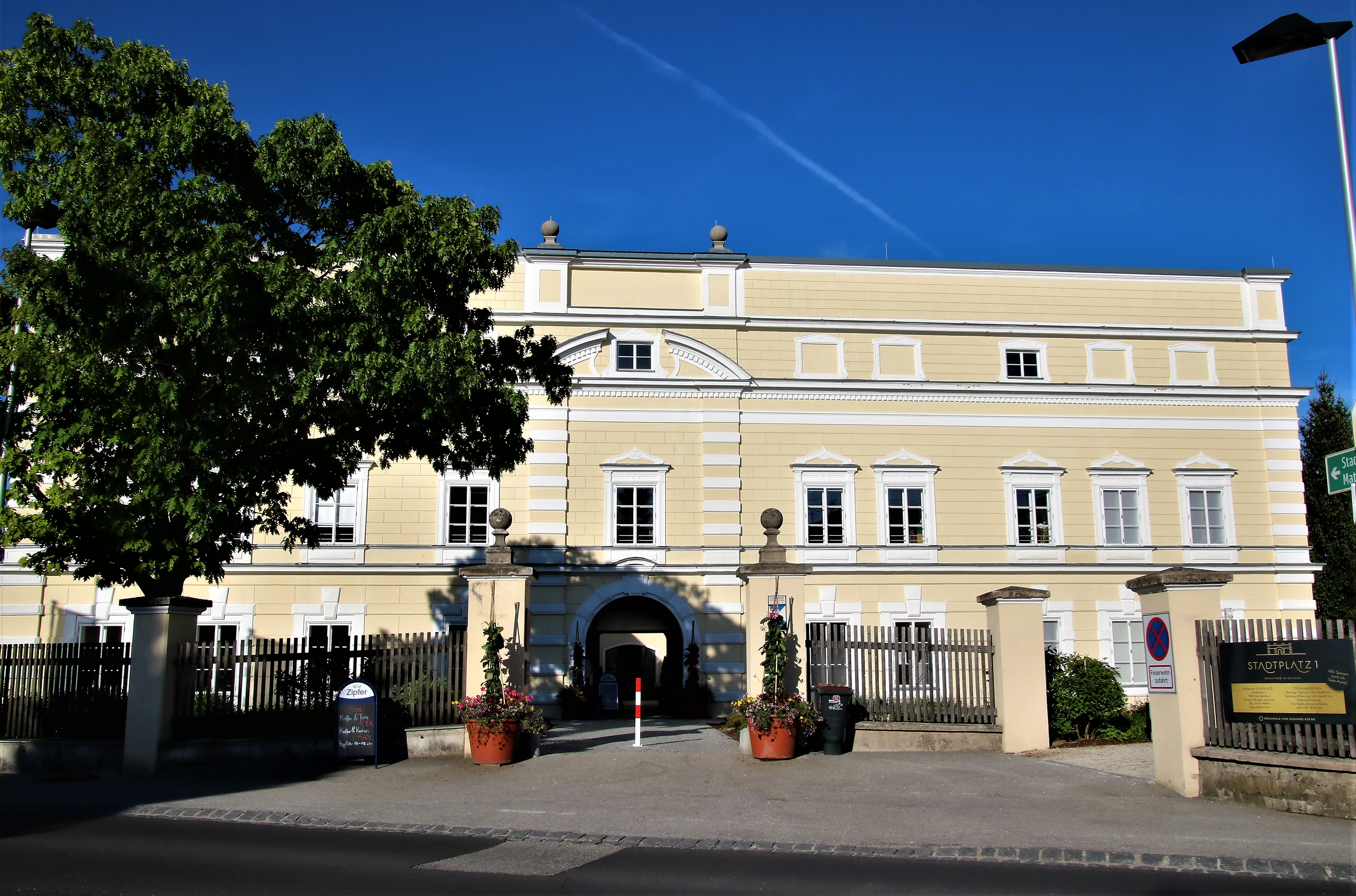
Schloss Mattighofen
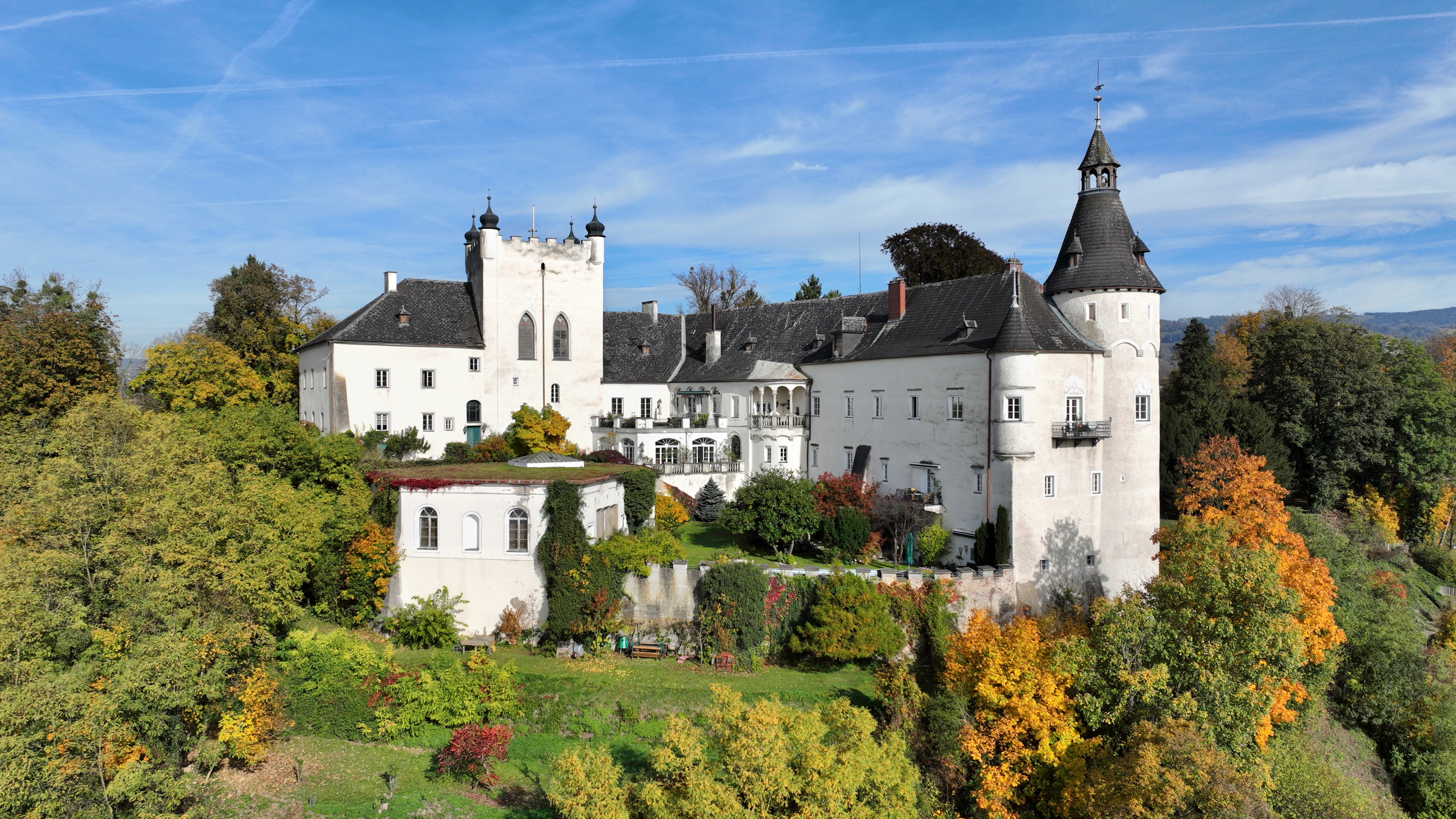
Schloss Ottensheim

siehe auch Liste der Burgen, Schlösser und Ansitze in Oberösterreich.

## Land Salzburg
- Schloss Aigen, Stadt Salzburg
- Burgstall Kalham, Eugendorf
- Schloss Altenau, Stadt Salzburg
- Burg Altentann, Henndorf
- Schloss Anif, Anif
- Schloss Arenberg, Salzburg
- Badeschloss, Badgastein
- Benediktschlössl, Hallein
- Schloss Blühnbach, Sulzau, Werfen
- Schloss Blumenstein, Salzburg
- Schloss Böckstein, Badgastein
- Brennhof, Werfen
- Ansitz Colloredo, Hallein
- Daunschlössl, Salzburg
- Schloss Dorfheim Saalfelden
- Doktorschlössl Salzburg
- Burgruine Edenvest, Thomatal, Tamsweg
- Edmundsburg, Salzburg
- Edtburg, Taxenbach
- Schloss Einödberg, Mittersill
- Egglauer Schlössel, Hallein
- Schloss Elsenheim, Salzburg
- Schloss Emsburg, Salzburg
- Schloss Emslieb, Salzburg
- Schloss Farmach, Saalfelden
- Felberturm, Mittersill
- Burg Finstergrün, Ramingstein
- Schloss Fischhorn Bruck an der Glocknerstraße
- Flederbachschlössl, Salzburg
- Schloss Freisaal, Salzburg
- Freyschlössl, Salzburg
- Burgruine Friedburg, Neukirchen am Großvenediger
- Schloss Frohnburg, Salzburg
- Schloss Fuschl, Fuschl am See
- Schloss Fürberg, Salzburg
- Schloss Gartenau, Grödig
- Schloss Glanegg, Grödig
- Schloss Goldegg, Goldegg im Pongau
- Schloss Goldenstein, Elsbethen
- Burg Golling, Golling an der Salzach
- Grimmingschloss, Tamsweg
- Ansitz Gröbendorf, Mariapfarr
- Schloss Grubhof (Sankt Martin bei Lofer)
- Schloss Guggenthal, Koppl
- Burgruine Guetrat, Hallein
- Ruine Alt-Gutrat, Hallein
- Burg Haunsperg, Schlößl
- Schloss Haunsperg, Oberalm
- Ansitz Heiss, St. Michael im Lungau
- Schloss Hellbrunn, Salzburg
- Schloss Herrnau (Christanihof), Salzburg
- Schloss Heuberg, Bruck an der Glocknerstraße
- Burgruine Hieburg, Neukirchen am Großvenediger
- Schloss Hochneukirchen, Neukirchen am Großvenediger
- Festung Hohensalzburg, Salzburg
- Burg Hohenwerfen, Werfen
- Schloss Höch, Flachau
- Schloss Hüttenstein, St. Gilgen
- Johannisschlössl (Pallottinerschlössl), Salzburg
- Burgstall Kalham, Eugendorf
- Schloss Kahlsperg, Oberalm
- Schloss Kammer, Maishofen
- Burg Kaprun, Kaprun
- Wohnturm Kasten, Bischofshofen
- Burg Klammstein, Dorfgastein
- Burgruine Klausegg, Seetal bei Tamsweg
- Schloss Klessheim, Wals-Siezenheim
- Schloss Kuenburg, Tamsweg
- Kupelwieser-Schlössl, Salzburg
- Schloss Labach (Lambach, Labenbach), Stuhlfelden
- Schloss Lasseregg, Anif
- Schloss Leopoldskron, Salzburg
- Schloss Lerchen, Radstadt
- Schloss Lichtenau, Stuhlfelden
- Schloss Lichtenberg, Saalfelden
- Burgruine Lichtentann, Henndorf
- Luegermayer-Schlössl, Salzburg
- Marketenderschlössl, Salzburg
- Schloss Mattsee, Mattsee
- Schloss Mauer, Radstadt
- Burg Mauterndorf, Mauterndorf
- Schloss Mirabell, Salzburg
- Schloss Mittersill, Mittersill
- Montforterhof, Salzburg
- Schloss Moosham, Unternberg im Lungau
- Schloss Mönchstein, Salzburg
- Schloss Neudegg, Salzburg
- Schloss Neuhaus, Salzburg
- Schloss Niederrain, Mariapfarr
- Schloss Oberrain, Unken bei Lofer
- Paschinger Schlössl, Kapuzinerberg in Salzburg
- Penninghof, Taxenbach
- Schloss Pfongau, Neumarkt am Wallersee
- Burgruine Plainburg, Großgmain
- Schloss Prielau, Maishofen
- Schloss Puchstein, Puch bei Hallein
- Burg Radeck, Bergheim (abgegangen)
- Burg Radstadt, Radstadt (abgegangen)
- Rauchenbichlerhof, Salzburg
- Residenz, Alte, Salzburg
- Residenz, Neue, Salzburg
- Schloss Ritzen, Ritzen bei Saalfelden
- Schloss Rif, Hallein
- Robinighof, Salzburg
- Schloss Rosenberg, Zell am See
- Lasserhof (Rupertihof, Gwandhaus), Salzburg
- Burgruine Saalegg, Sankt Martin bei Lofer
- Schloss Saalhof, Maishofen
- Schloss Sankt Jakob am Thurn, Puch
- Schloss Schernberg, Schwarzach im Pongau
- Schlossbauerngut, Liefering
- Schloss Schönleiten, Liefering
- Schloss Seeburg, Seekirchen
- Schloss Sighartstein, Neumarkt am Wallersee
- Schloss Söllheim, Hallwang
- Stiegerschlössl, Maishofen
- Schloss Tandalier, Radstadt
- Burgruine Taxenbach, Taxenbach
- Ruine Thürndl, Hallein
- Thurnschlössl, Flachau
- Burgruine Thurnschall, Lessach
- Schloss Ursprung, Elixhausen
- Schloss Urstein, Puch bei Hallein
- Vogtturm, Zell am See
- Burg Wagrain, Wagrain
- Burgruine Wartenfels, Thalgau
- Weitmoserschlössl, Bad Hofgastein
- Schloss Weitwörth, Nußdorf am Haunsberg
- Burgruine Weyer, Bramberg am Wildkogel
- Schloss Wiespach, Hallein, bei Oberalm
- Schloss Winkl, Oberalm
- Schloss Wintergrün, Ramingstein

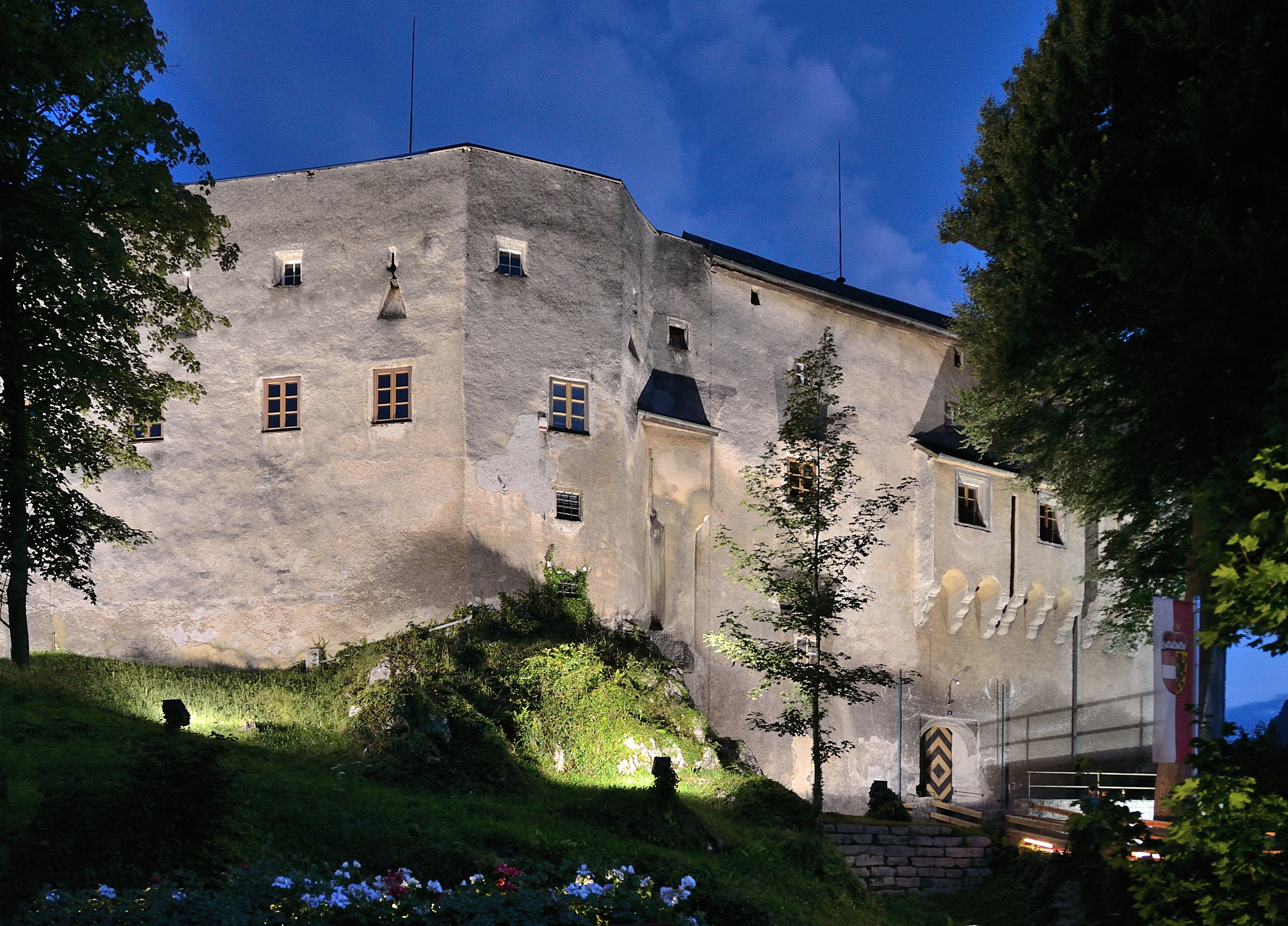
Burg Golling
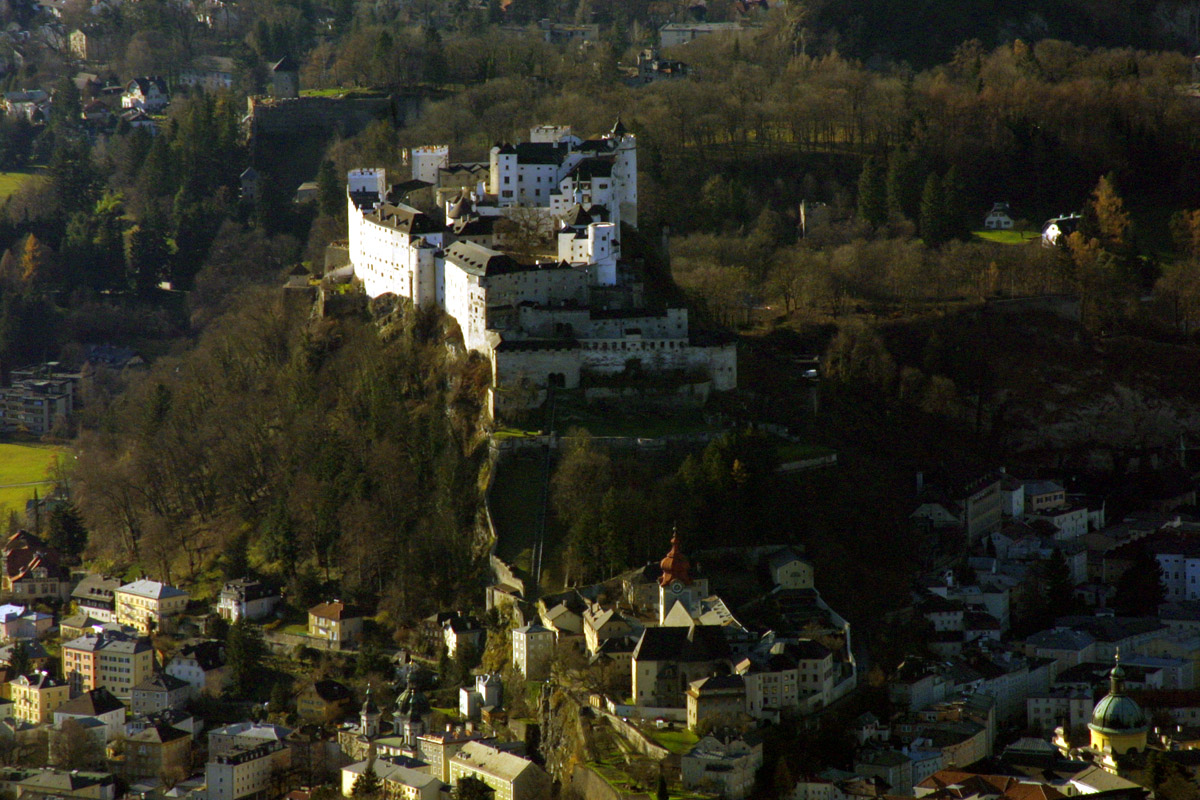
Festung Hohensalzburg
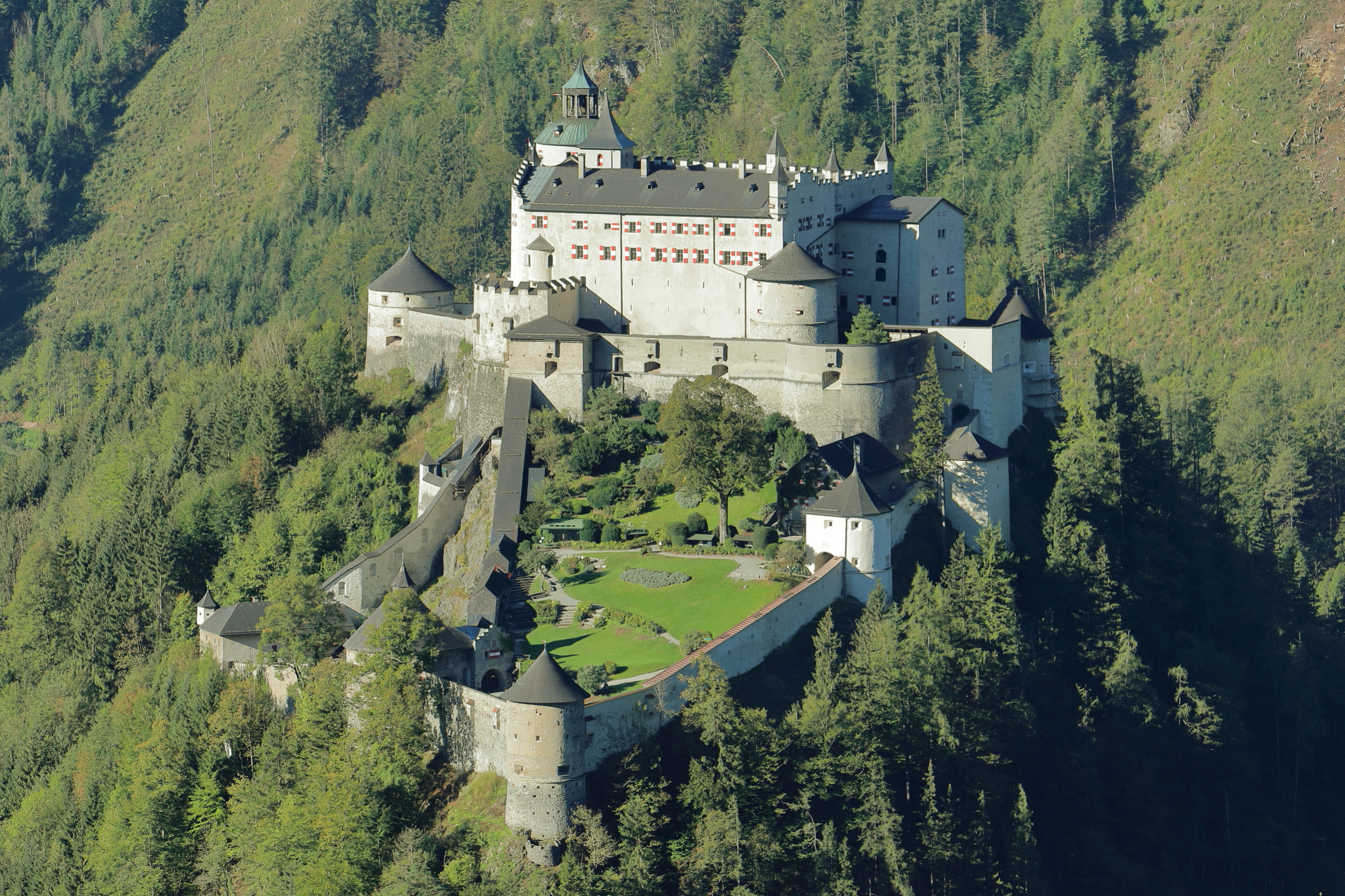
Burg Hohenwerfen
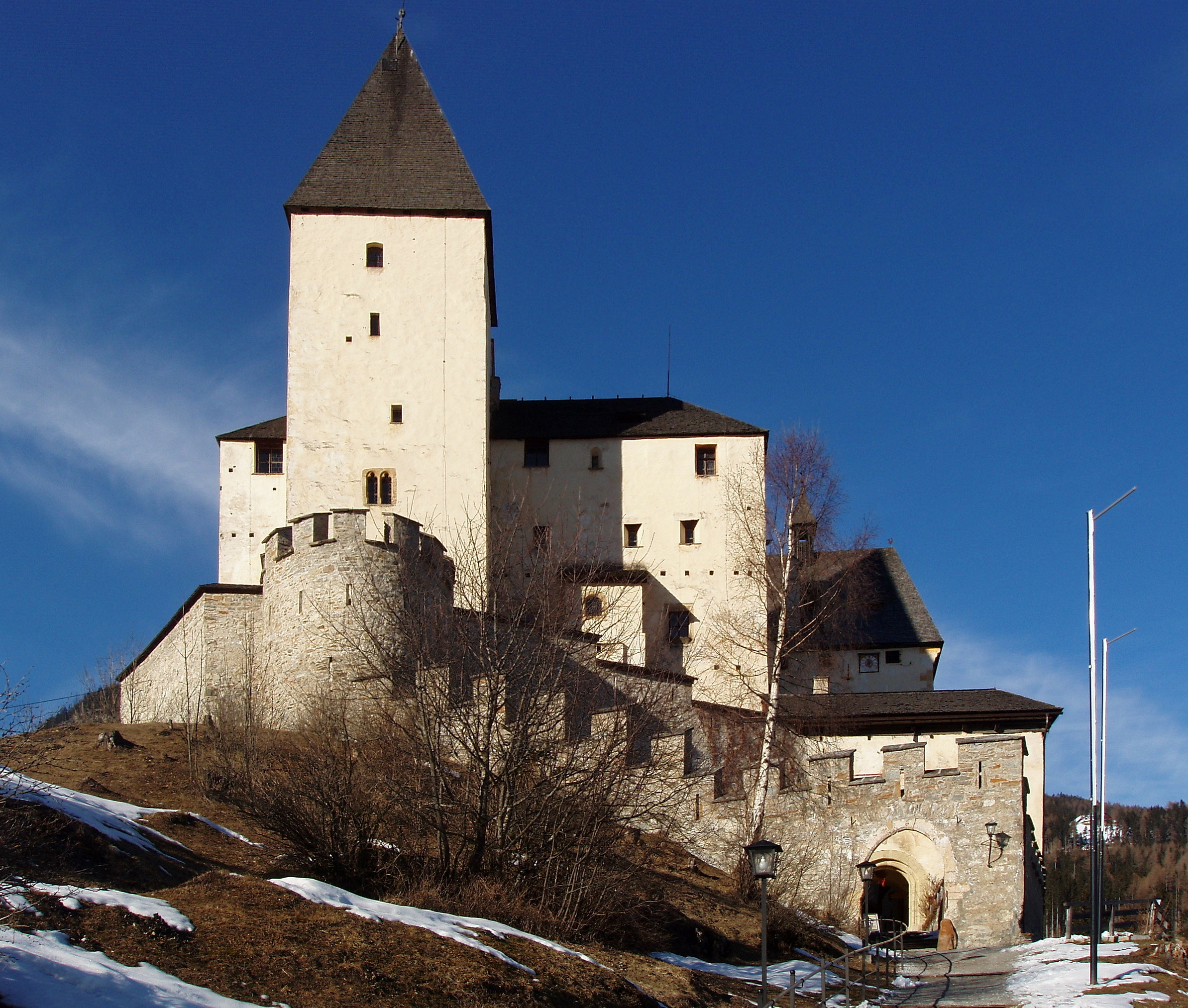
Burg Mauterndorf
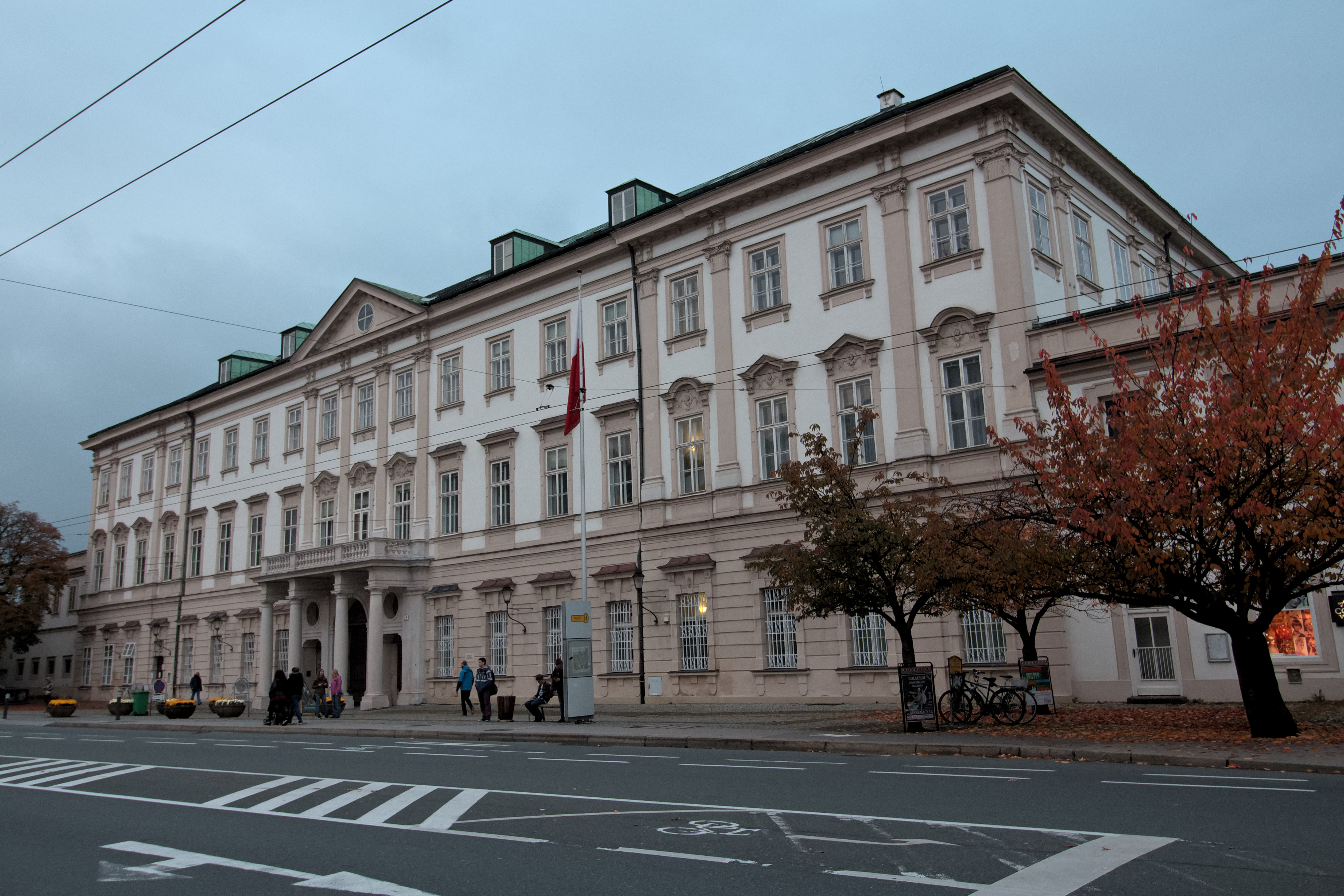
Schloss Mirabell
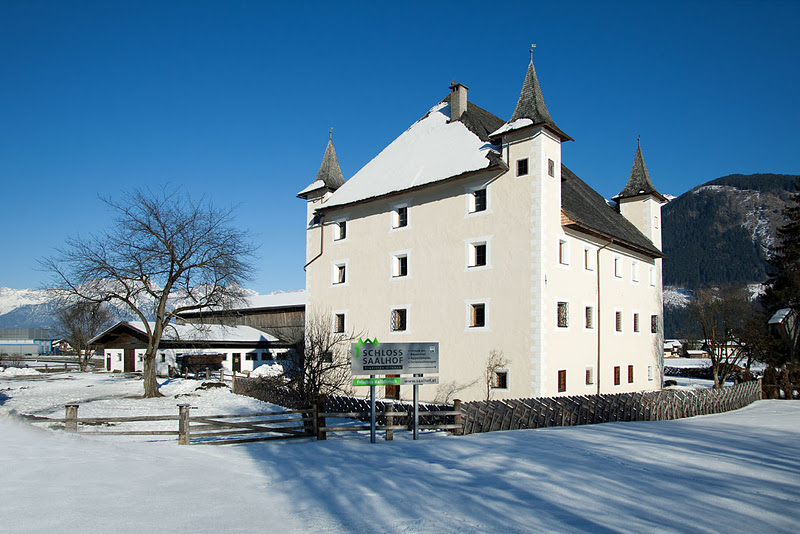
Schloss Saalhof

## Steiermark
- Liste der Burgen, Schlösser, Ansitze und wehrhaften Stätten im Bezirk Murau

- Schloss Aichberg
- Schloss Algersdorf, Graz
- Schloss Alt-Kainach, bei Bärnbach
- Burgruine Altschielleiten
- Schloss Altenberg, Hitzendorf
- Schloss Altenhofen, Sankt Oswald bei Plankenwarth
- Burg Alt-Teuffenbach, Teufenbach
- Schloss Authal, Zeltweg
- Burg Bärnegg, Elsenau
- Burg Baiersdorf
- Schloss Bertholdstein
- Schloss Burgstall (Lackenberg), Wies
- Burg Deutschlandsberg
- Schloss Dornegg, Groß St. Florian
- Schloss Dornhofen, Hart-Purgstall
- Burgruine Dürnstein, Dürnstein in der Steiermark
- Schloss Eggenberg, Graz
- Burg Ehrenfels, Kammern im Liesingtal
- Burg Ehrenfels, Sankt Radegund bei Graz
- Schloss Ehrenhausen
- Burgruine Eppenstein
- Erkoschlösschen, Krumegg
- Jagdschloss Falkenburg, Falkenburg
- Schloss Farrach, Zeltweg
- Schloss Feistritz am Kammersberg, St. Peter am Kammersberg
- Schloss Feistritz, Ilz
- Schloss Feistritz, Langenwang
- Schloss Festenburg
- Schloss Finkenegg, St. Georgen an der Stiefing[1]
- Burgruine Forchtenberg, Semriach
- Schloss Forchtenstein, Neumarkt in Steiermark
- Burgruine Fohnsdorf, Fohnsdorf
- Schloss Frauental
- Burgruine Frauenburg, Unzmarkt-Frauenburg
- Schloss Freiberg
- Schloss Freybühel, Hengsberg
- Schloss Friedstein, Stainach-Pürgg
- Schloss Frondsberg
- Burg Fürstenfeld,  Fürstenfeld
- Burg Ful, Wildon-„Schlossberg“
- Schloss Gabelhofen
- Schloss Gamlitz
- Burgruine Gallenstein
- Schloss Gasselberg, Krottendorf-Gaisfeld
- Georgischlössl, Ehrenhausen
- Schloss Gjaidhof, Dobl
- Schlossruine Gleichenberg
- Goldschmiedschlössl, Übelbach
- Burgruine Gösting, Gösting
- Schloss Gösting, Graz
- Schloss Graschnitz, Sankt Marein im Mürztal
- Burg am Grazer Schloßberg
- Schloss Greifenberg, Radmer
- Schloss Großsölk
- Schloss Grünbühel, Rottenmann
- Burg Grünfels, Murau
- Schloss Gstatt, Mitterberg
- Schloss Gusterheim, Ortschaft Gusterheim in Pöls-Oberkurzheim
- Schloss Gutenberg
- Schloss Hainfeld, Leitersdorf im Raabtal
- Hallerschloss, Graz
- Schloss Hanfelden, Unterzeiring
- Schloss Hart, Kindberg-Hadersdorf
- Schloss Hartberg
- Harterschlössl, Thal
- Burgruine Hauenstein, Gallmannsegg
- Schloss Hautzenbichl, Kobenz
- Hengistburg, Wildon-„Schlossberg“ (?)
- Burg Helfenstein, nördlich von Gratwein
- Henneburg, Deutschfeistritz
- Schloss Herberstein
- Schloss Hohenbrugg
- Schloss Hollenegg
- Burgruine Hohenwang, Langenwang
- Schloss Hornegg, Preding
- Hubertus-Schlössl, Graz
- Hungerturm, Deutschfeistritz
- Schloss Johnsdorf
- Schloss Alt-Kainach
- Schloss Kainbach
- Schloss Kainberg, Kumberg
- Schloss Kaiserau
- Burg Kaisersberg
- Burgruine Kalsberg
- Burgruine Kammerstein, Kammern im Liesingtal
- Schloss Kapfenstein
- Schloss Karlau, Graz
- Schloss Kassegg
- Burgruine Katsch, Frojach-Katsch
- Schloss Kindberg
- Schloss Kirchberg an der Raab
- Schloss Klaffenau,  Hartberg[2]
- Burgruine Klingenstein, Salla
- Schloss Klingenstein, Vasoldsberg
- Burgruine Klöch
- Schloss Kornberg
- Burg Krems
- Schloss Kroisbach, Graz
- Burgruine Landskron, Bruck an der Mur
- Schloss Lannach
- Schloss Laubegg, Ragnitz
- Burgruine Alt-Leonroth, Sankt Martin am Wöllmißberg
- Burgruine Neu-Leonroth, Sankt Martin am Wöllmißberg
- Schloss Leopoldstein, Eisenerz
- Burg Lichtenegg, Wartberg im Mürztal
- Schloss Liebenau, Graz
- Burgruine Liechtenstein, Judenburg
- Schloss Liechtenstein, Judenburg
- Schloss Weyer, Judenburg
- Burgruine Strettweg, Judenburg
- Burgruine Ligist
- Schloss Limberg, Wies-Limberg bei Wies
- Schloss Lind, Sankt Marein bei Neumarkt
- Schloss Lorberau, Leoben-Donawitz
- Burg Lueg, Gratkorn
- Burg Luegg, Semriach
- Schloss Lustbühel, Graz
- Ruine Maßenburg, Leoben
- Meerscheinschlössl, Graz
- Metahof-Schlössl, Graz
- Schloss Moosbrunn, Graz
- Moserhof-Schlössl, Graz
- Mühl-Schlössl, Graz
- Schloss Murstätten, Lebring
- Jagdschloss Mürzsteg, Mürzsteg
- Schloss Nechelheim, Sankt Lorenzen im Mürztal
- Burg Neuberg
- Schloss Neudau
- Burg Neudeck, Dürnstein in der Steiermark
- Schloss Neu-Grabenhofen, Graz
- Burg Neuhaus, Stubenberg
- Schloss Neu-Teuffenbach, Teufenbach
- Schloss Neuhaus
- Schloss Neu-Pfannberg, Frohnleiten
- Schloss Oberdorf, Mariahof
- Burg Oberkapfenberg
- Schloss Obermayerhofen, Sebersdorf
- Schloss Obermurau, Murau
- Burg Obervoitsberg
- Schloss Obermayerhofen
- Schloss Obermurau
- Schloss Oberthal
- Burgruine Obervoitsberg
- Burgruine Offenburg
- Schloss Ottersbach
- Burg Peggau
- Burg Pfannberg, Frohnleiten
- Burgruine Pernegg
- Schloss Pernegg
- Burgruine Pflindsberg
- Burgruine Pfannberg
- Schloss Pichl, Sankt Barbara im Mürztal-Mitterdorf im Mürztal
- Schloss Pichlarn, Aigen im Ennstal
- Schloss Pichlhofen, Sankt Georgen ob Judenburg
- Burgruine Pikeroi
- Schloss Pirkwiesen, Krumegg
- Burg Plankenwarth
- Schloss Poppendorf
- Schloss Pranckh
- Primaresburg, Maria Lankowitz-„Franziskanerkogel“
- Altburg Pux, Frojach-Katsch
- Burgruine Puxer-Loch, Frojach-Katsch, Höhlenburg
- Schloss Pux, Frojach-Katsch
- Burgruine Raabeck
- Burg Rabenstein, Frohnleiten
- Schloss Radmannsdorf, Weiz
- Burgruine Reifenstein, Pöls-Oberkurzheim
- Burgruine Rein (Reun), Ort Rein im Ortsteil Eisbach der Gemeinde Gratwein-Straßengel
- Schloss Reinthal, Hart bei Graz
- Reisachburg, Krottendorf-Gaisfeld
- Schloss Reiteregg, Hitzendorf
- Schloss Retzhof, Wildon
- Riegersburg
- Schloss Rohr, Ragnitz
- Schloss Rohrbach, St. Josef
- Rosenschlößl, Graz
- Schloss Röthelstein, Admont
- Schloss Rothenfels, Oberwölz
- Burgruine Schachenstein, Thörl
- Burgruine Schallaun, Frojach-Katsch, Höhlenburg
- Schloss Schielleiten
- Burgruine Schmirnberg
- Schlossruine Schrattenberg, bei Scheifling
- Schloss Schwarzenegg, Weitendorf
- Schloss Schütting, Hitzendorf
- Schloss Seggau
- Schloss Sonneck, St. Bartholomä
- Schloss Söding
- Ruine Spangstein, Schwanberg
- Schloss Spielberg
- Schloss Spielfeld, Straß in Steiermark
- Schloss Stadl an der Raab, bei Mitterdorf an der Raab
- Schloss Stainz
- Schloss Stein, bei Fehring
- Burgruine Steinschloss
- Schloss St. Gotthard
- Schloss St. Martin
- Storchenschlössel, Kainach bei Voitsberg, Ortschaft Afling
- Schloss Straß
- Burg Strechau
- Schloss Stubenberg
- Schloss Stibichhofen, Trofaiach
- Schloss Stübing, Kleinstübing, Deutschfeistritz
- Burg Sturmberg:

- Burg Ober-Sturmberg (auch: Neu-Sturmberg), Naas
- Burgruine Sturmberg (auch: Burg Alt-Sturmberg), Naas

- St. Veiter Schlössl
- Burg Thalberg
- Schloss Thalerhof,  Kalsdorf bei Graz
- Schloss Tausendlust, Hitzendorf
- Schloss Thannegg, bei Liezen
- Schloss Thannhausen
- Schloss Thinnfeld, Deutschfeistritz
- Schloss Trautenburg
- Schloss Trautenfels
- Schloss Thörl
- Schloss Thunau
- Schloss Trautenburg, Schloßberg
- Schloss Trautenfels
- Tupay-Schlössl, Graz
- Schloss Uhlheim, Gersdorf an der Feistritz
- Burg Unterthal
- Schloss Vasoldsberg, Vasoldsberg
- Schloss Velden, Mühlen
- Burg Velgau, Gratkorn
- Schloss Waldegg (Altes und Neues Schloss Waldegg), Ortsteil Glatzau der Gemeinde Kirchbach-Zerlach
- Burgruine Waldstein und Schloss Waldstein, Deutschfeistritz
- Schloss Wasserberg, Gaal
- Burgruine Waxenegg
- Schloss Weinburg am Saßbach
- Schloss Weissenegg, Mellach
- Schloss Welsdorf, Welsdorf
- Burgruine Wessenstein
- Schloss Weyer, Frohnleiten
- Schloss Wieden
- Burg Alt-Wildon, Wildon-„Schlossberg“
- Burg Neu-Wildon (Ober-Wildon), Wildon-„Schlossberg“
- Burgruine Wolkenstein, Wörschach

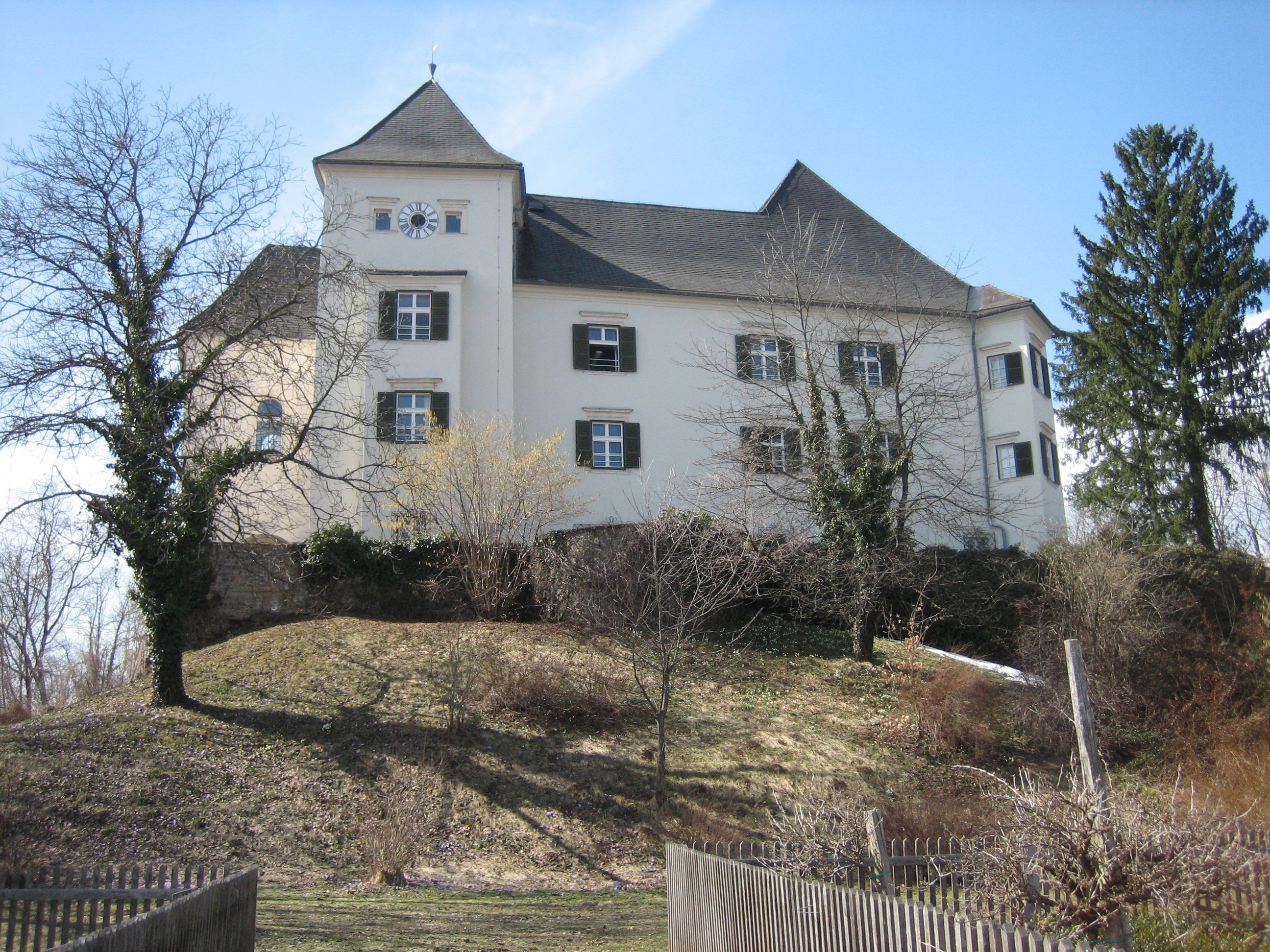
Schloss Burgstall bei Wies, Bezirk Deutschlandsberg
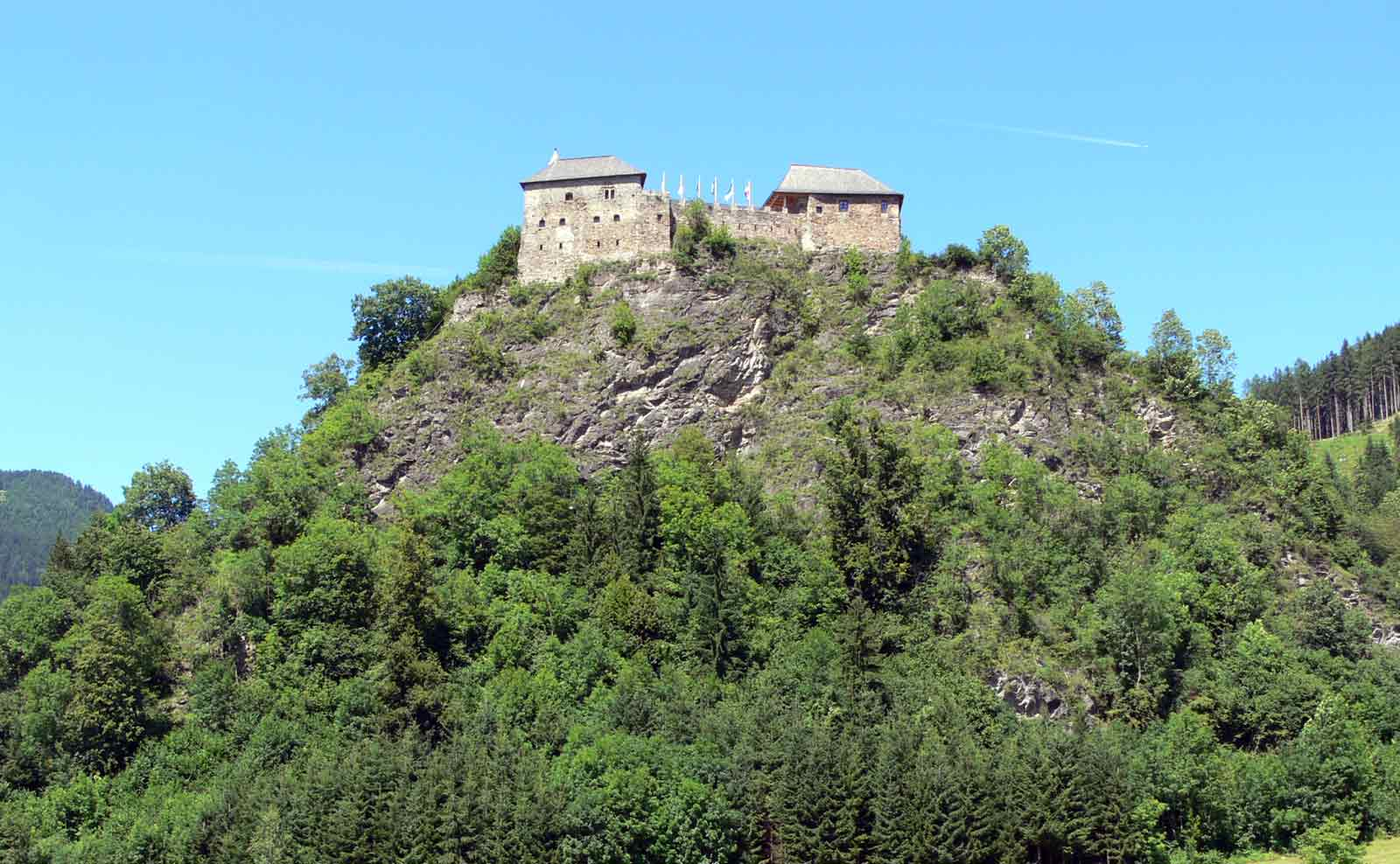
Burgruine Dürnstein
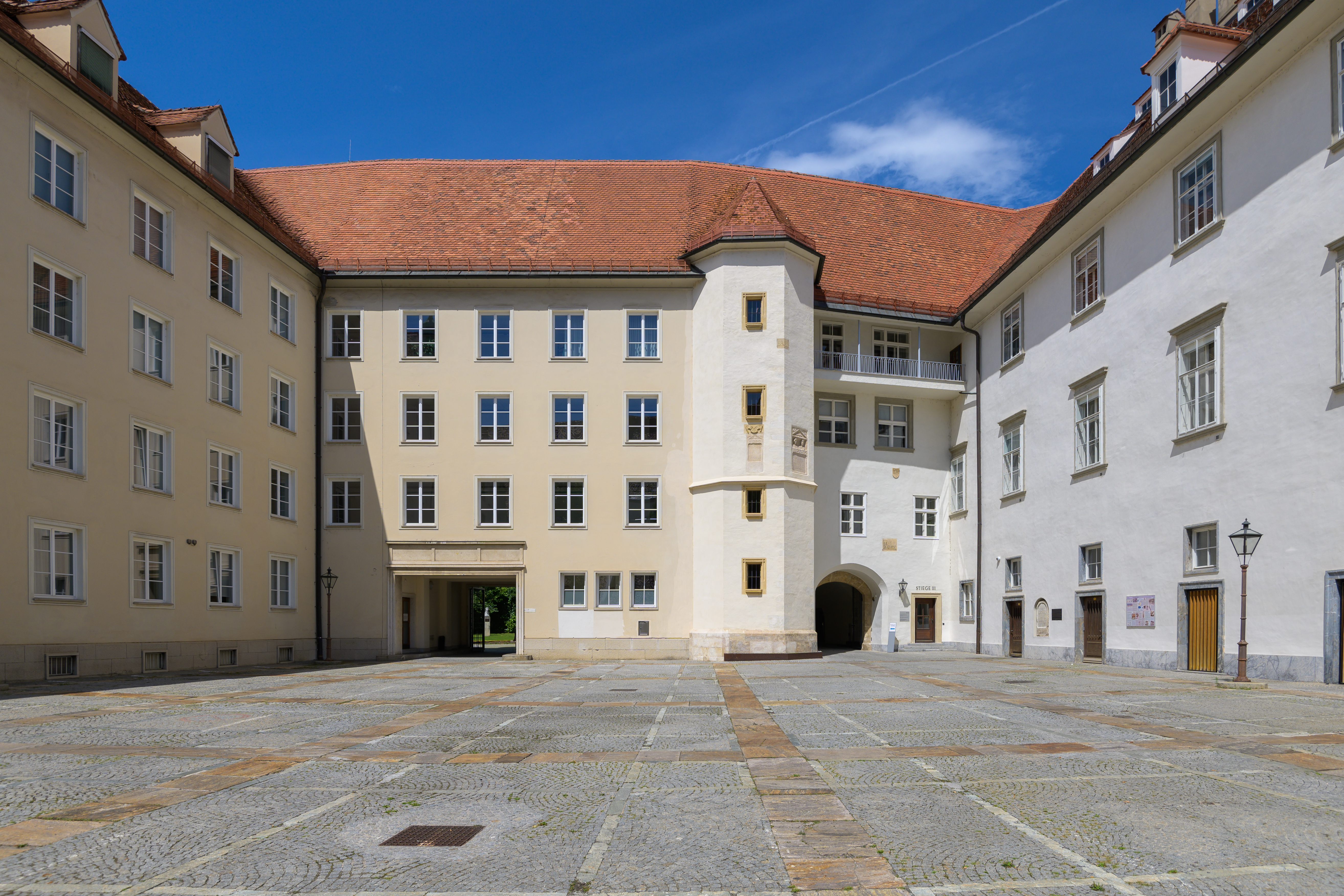
Grazer Burg, Hof mit Treppenturm
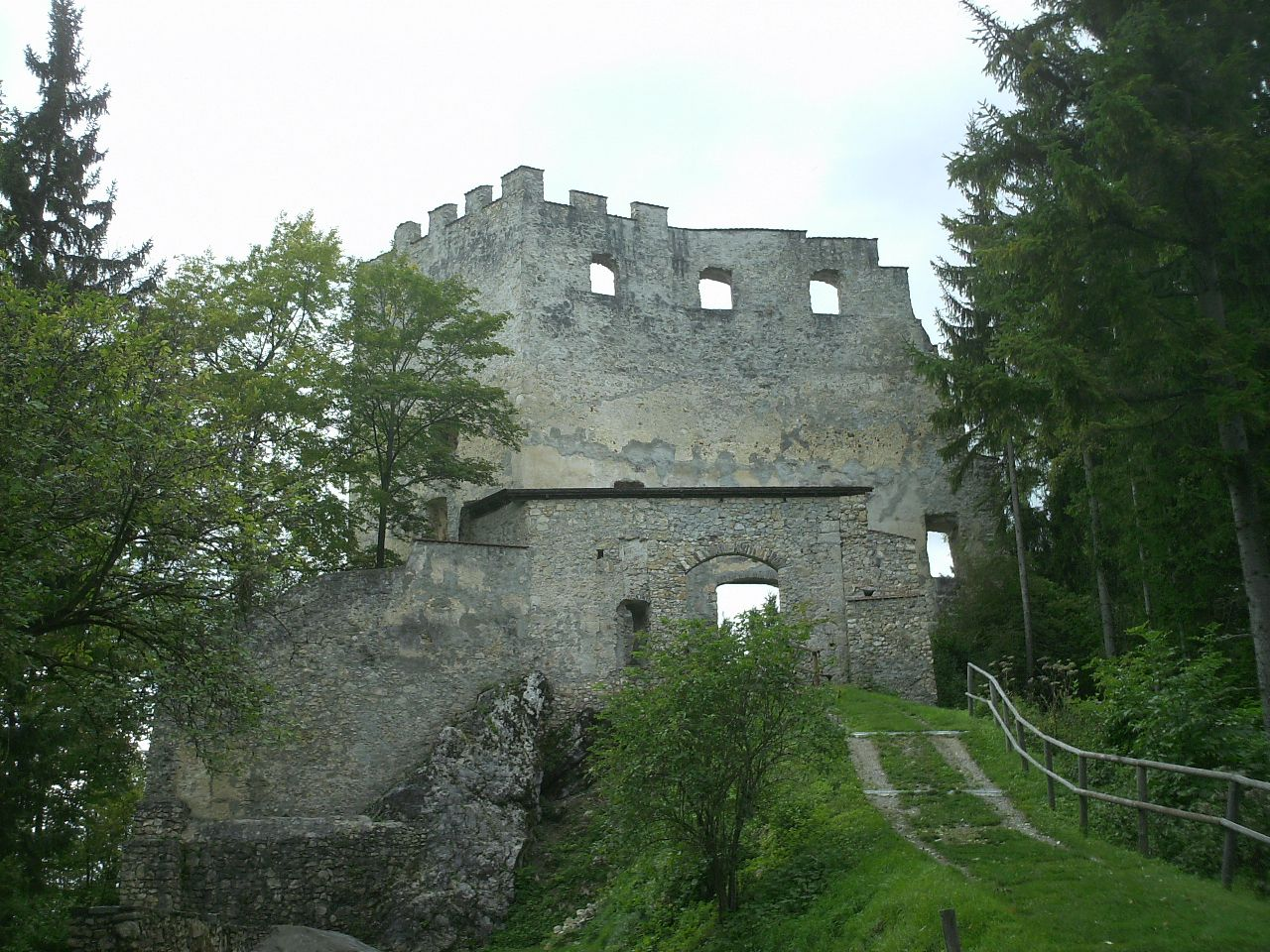
Ruine Hohenwang: Schildmauer und Wehrgalerie des Hochschlosses, Ansicht von Osten
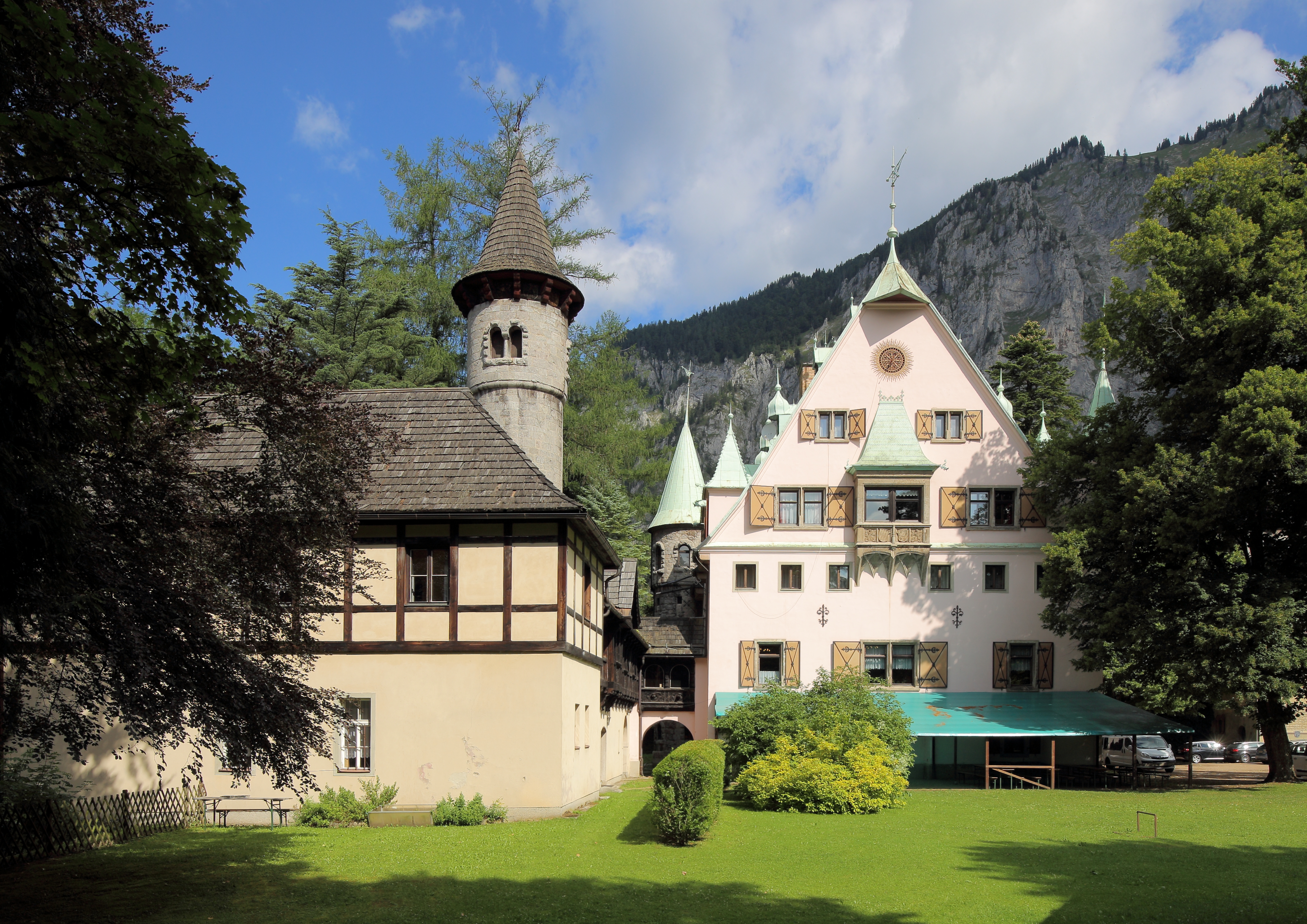
Schloss Leopoldstein
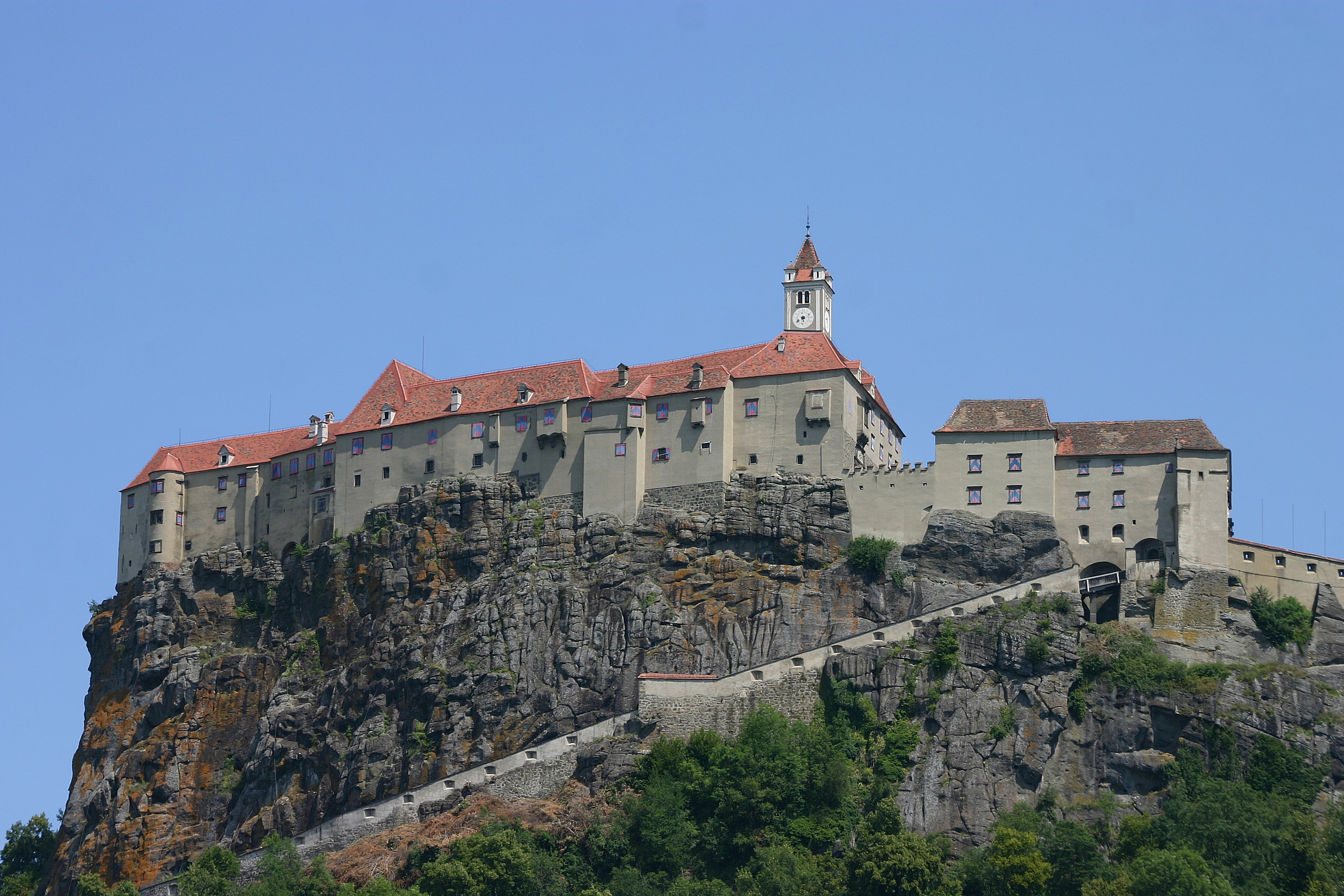
Riegersburg
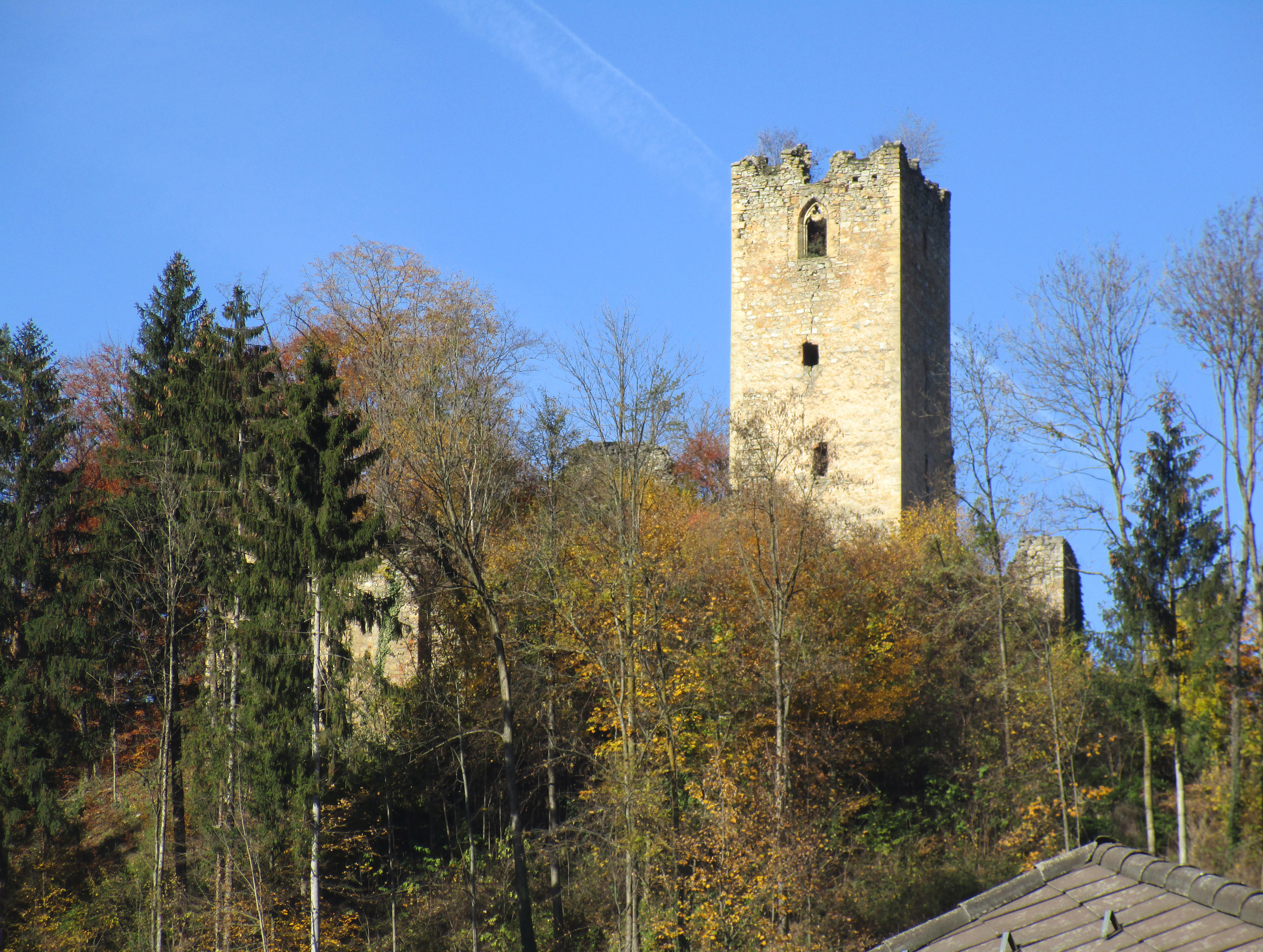
Bergfried der Ruine Unter-Sturmberg (Burg Alt-Sturmberg)

## Tirol
- Ansitz Achenfeld
- Schloss Achenrain, Kramsach
- Ansitz Albersheim, Innsbruck
- Ansitz Allmayer-Beck, Aldrans
- Burgruine Alt-Rettenberg, Kolsassberg
- Burgruine Alt-Starkenberg, Tarrenz
- Schloss Ambras, Innsbruck
- Schloss Anras, Anras
- Burg Arlen, St. Anton am Arlberg
- Burg Arnholz, Pfons
- Schloss Aschach, Volders
- Burg Auenstein, Oetz
- Burgruine Aufenstein, Navis
- Ansitz Ballenhaus, Matrei am Brenner
- Schloss Baumkirchen, Baumkirchen
- Burg Berneck, Landeck
- Burg Bideneck, Fließ
- Ansitz Brandthausen, Aldrans
- Burg Bruck, Lienz
- Ansitz Büchsenhausen, Innsbruck
- Ansitz Dechanthof, Kitzbühel
- Dietrichscher Ansitz, Reutte
- Burg Ehrenberg, Reutte
- Ansitz Ehrenheim, Reutte
- Burgruine Engelsberg, Hopfgarten im Brixental
- Palais Enzenberg, Schwaz
- Ansitz Ettnau, Innsbruck
- Ansitz Felsenheim, Lermoos
- Ansitz Ferklehen, Ranggen
- Klause Fernstein, Nassereith
- Klause Finstermünz, Nauders
- Burgruine Fragenstein, Zirl
- Burg Freundsberg, Schwaz
- Schloss Friedberg
- Schloss Fügen, Schwaz
- Ansitz Fugger, Schwaz
- Fugger Stöckl, Schwaz
- Palais Fugger-Taxis, Innsbruck
- Burgruine Gebratstein, Tarrenz
- Ansitz Gerburg, Landeck
- Schloss Grabenstein
- Ansitz Grasegg, Brixlegg
- Palais Greilhaus
- Burg Hasegg, Hall in Tirol
- Ansitz Hauzenheim, Volders
- Burg Heinfels, Heinfels
- Hofburg, Innsbruck
- Schloss Hohenstaffing, Kufstein
- Burgruine Hörtenberg, Pfaffenhofen
- Ansitz Inzing, Inzing
- Schloss Itter, Itter
- Schloss Kaps, Kitzbühel
- Ansitz Karlsburg, Innsbruck
- Burgruine Katzenstein (Kayserthurm zu Windhausen, Erlturm, Ruine Todtenschlößl), Erl
- Burgruine Kienburg, Lienz
- Burg Klamm, Obsteig
- Ansitz Kolbenturm, Tulfes
- Ansitz Kreckelmoos, Breitenwang
- Schloss Krippach, Absam
- Burg Kronburg, Landeck
- Burg Kropfsberg, Reith im Alpbachtal
- Festung Kufstein, Kufstein
- Jagdschloss Kühtai, Silz
- Burgruine Kundlburg, Kundl
- Schloss Landeck, Landeck
- Schloss Lanegg, Brixlegg
- Latschburg, Pfons
- Burg Laudegg, Ladis
- Burgruine Lavant, Lavant
- Schloss Lebenberg, Kitzbühel
- Schloss Lengberg, Nikolsdorf
- Leopardisschlössl, Innsbruck
- Burg Lichtenwerth, Münster
- Liebburg, Lienz
- Lienzer Klause, Leisach
- Burg Loch, Pinswang
- Palais Lodron, Innsbruck
- Ansitz Lotterhof, Kematen
- Burg Lueg am Brenner, Gries am Brenner
- Ansitz Madleinhof, Thaur
- Schloss Mariastein, Mariastein
- Burg Martinsbühel, Zirl
- Schloss Matzen, Reith im Alpbachtal
- Ansitz Melans, Absam
- Schloss Mentlberg, Innsbruck
- Ansitz Mitterhart, Vomp
- Schloss Münichau, Reith
- Schloss Naudersberg, Nauders
- Schloss Neumatzen, Münster
- Burgruine Neu-Rettenberg, Kolsassberg
- Schloss Neustarkenberg, Tarrenz
- Burgruine Oberes Schloss, Rattenberg
- Ansitz Öttl, Pettnau
- Palais Pfeiffersberg, Innsbruck
- Pfleggericht Schwaz, Schwaz
- Burg Pfleghof, Kitzbühel
- Pfundsturm (Ansitz zu Turm), Pfunds
- Burgruine Rabenstein, Virgen
- Ansitz Rainegg, Hall in Tirol
- Burgruine Rattenberg, Rattenberg
- Ansitz Rofenstein, Imst
- Ansitz Rosenegg, Kitzbühel
- Schloss Rotholz, Strass im Zillertal
- Burgruine Rottenburg, Buch in Tirol
- Schloss Schneeberg, Trins
- Burg Schrofenstein, Stanz
- Ansitz St. Christoph, St. Anton am Arlberg
- Burg St. Petersberg, Silz
- Burg Raspenbühel, Matrei am Brenner
- Palais Sarnthein, Innsbruck
- Burgruine Schindelburg, Breitenbach am Inn
- Ansitz Schlandersbergeck, Innsbruck
- Schloss Schneeberg, Trins
- Ansitz Schneeburg, Mils bei Hall
- Ansitz Schneeburgschlössl, Innsbruck
- Schloss Schönwörth, Langkampfen
- Ansitz Schrattenburg, Aldrans
- Ruine Sigmundsburg, Nassereith
- Sigmundsegg, Finstermünz
- Schloss Sigmundslust, Vomp
- Schloss Sigmundsried, Ried im Oberinntal
- Ansitz Sommerhaus, Hall in Tirol
- Burg Sonnenburg, Natters
- Burgruine Sperrmauer in Lötz, Zams
- Ansitz Sprengenstein, Imst
- Schloss Steinach am Brenner
- Ansitz Sternbach, Pettnau
- Schloss Sternbach, Innsbruck
- Sterzinger Ansitz, Nassereith
- Burg Straßfried, Vill
- Ansitz Stubenhaus, Hall in Tirol
- Schloss Stumm, Stumm
- Palais Tannenberg-Enzenberg, Innsbruck
- Ansitz Taschenlehen, Ampaß
- Burgruine Thaur, Thaur
- Burgruine Thierberg, Thierberg
- Ansitz Thierburg, Fritzens
- Thöml-Schlössl, Hall in Tirol
- Ansitz Thurnfeld, Hall in Tirol
- Palais Trapp, Innsbruck
- Schloss Tratzberg, Stans
- Burg Trautson, Matrei am Brenner
- Palais Troyer-Spaur, Innsbruck
- Ansitz Tufterhof, Buch bei Jenbach
- Ansitz Turm im Felde, Prutz
- Ansitz Turm in der Breite, Prutz
- Burgruine Vellenberg, Götzens
- Burg Vilsegg, Vils
- Burg Vogelbühel, Matrei am Brenner
- Schloss Wagrain, Ebbs
- Ansitz Waidburg, Natters
- Burgruine Wallenstein, Stronach
- Schloss Weiherburg, Innsbruck
- Schloss Weißenstein, Matrei in Osttirol
- Schloss Wiesberg, Pians
- Zephrys-Schlössl, Aldrans
- Ziegelburg

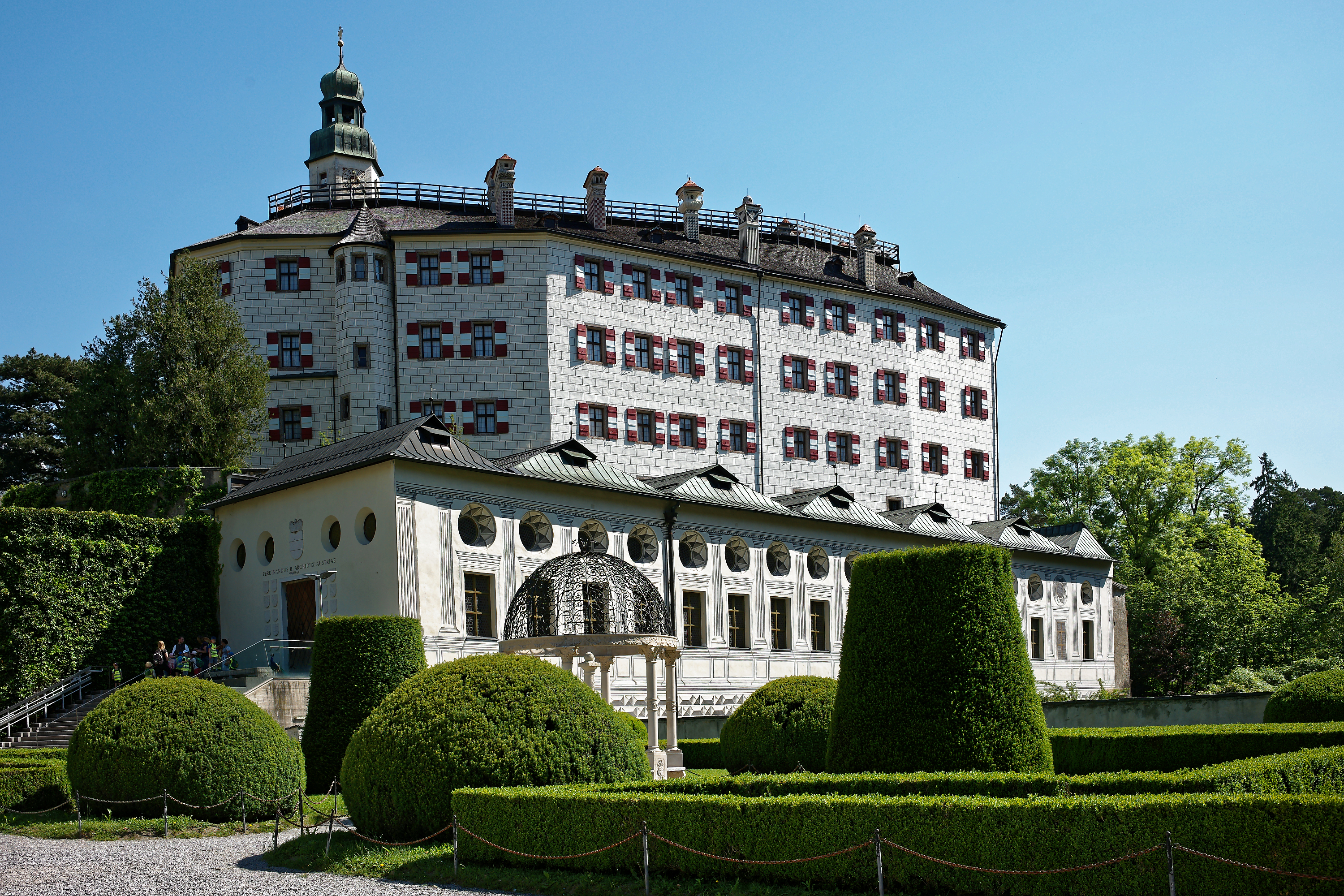
Schloss Ambras
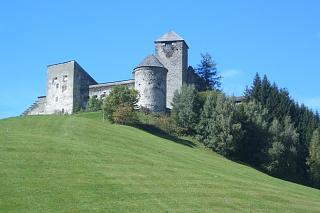
Burg Heinfels
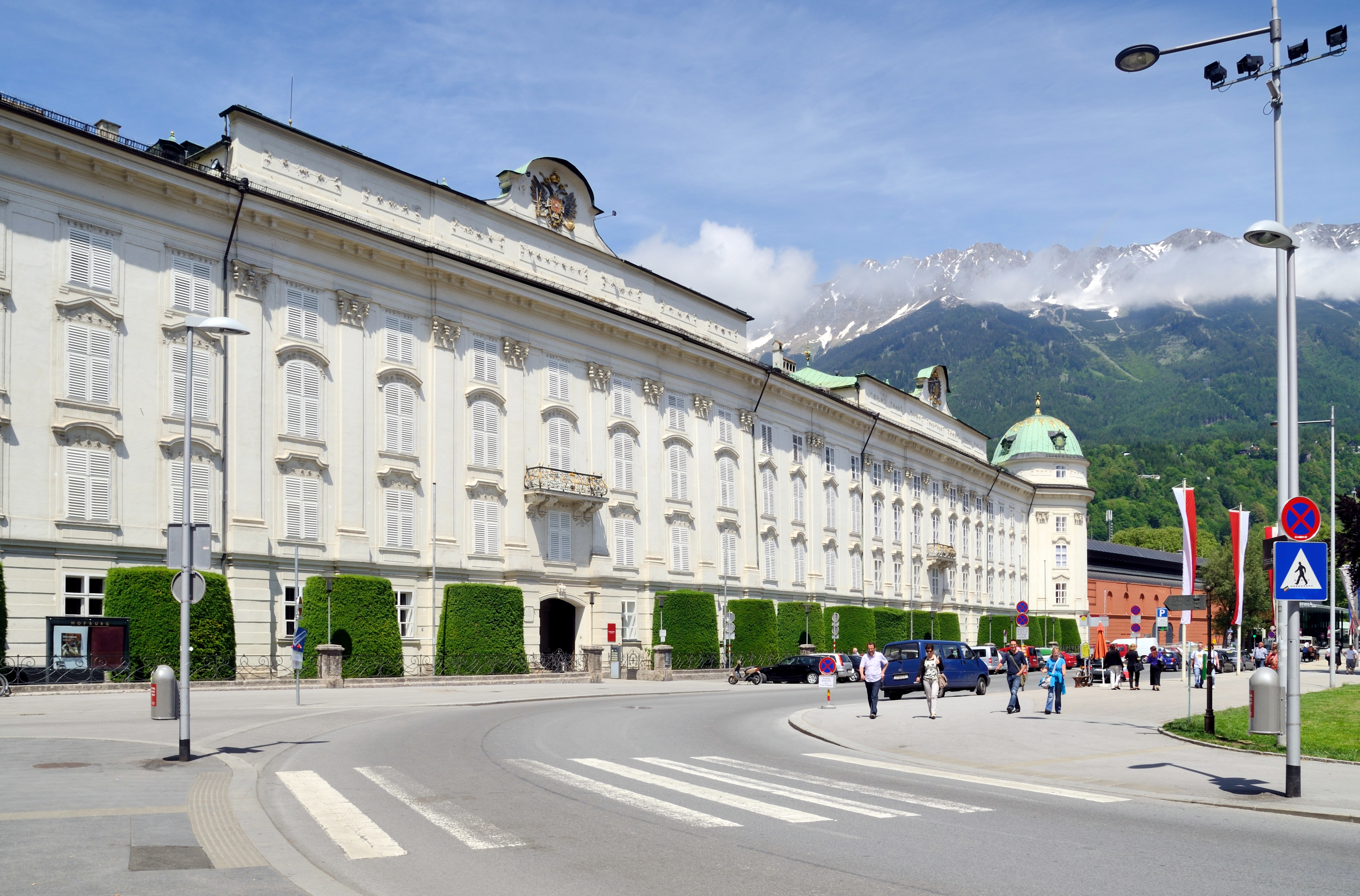
Hofburg (Innsbruck)
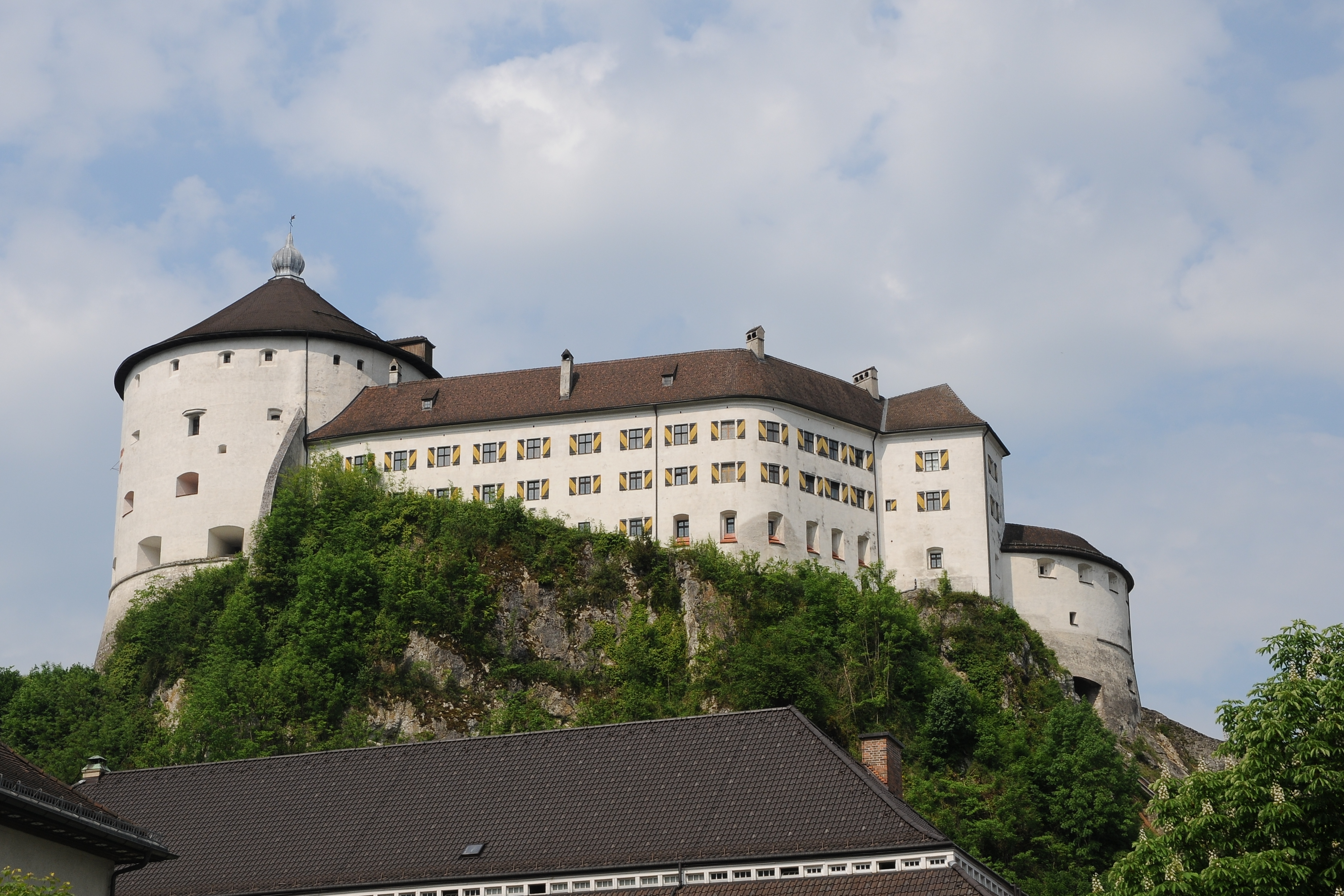
Festung Kufstein

siehe auch: Liste der Burgen, Schlösser und Ansitze in Tirol

## Vorarlberg

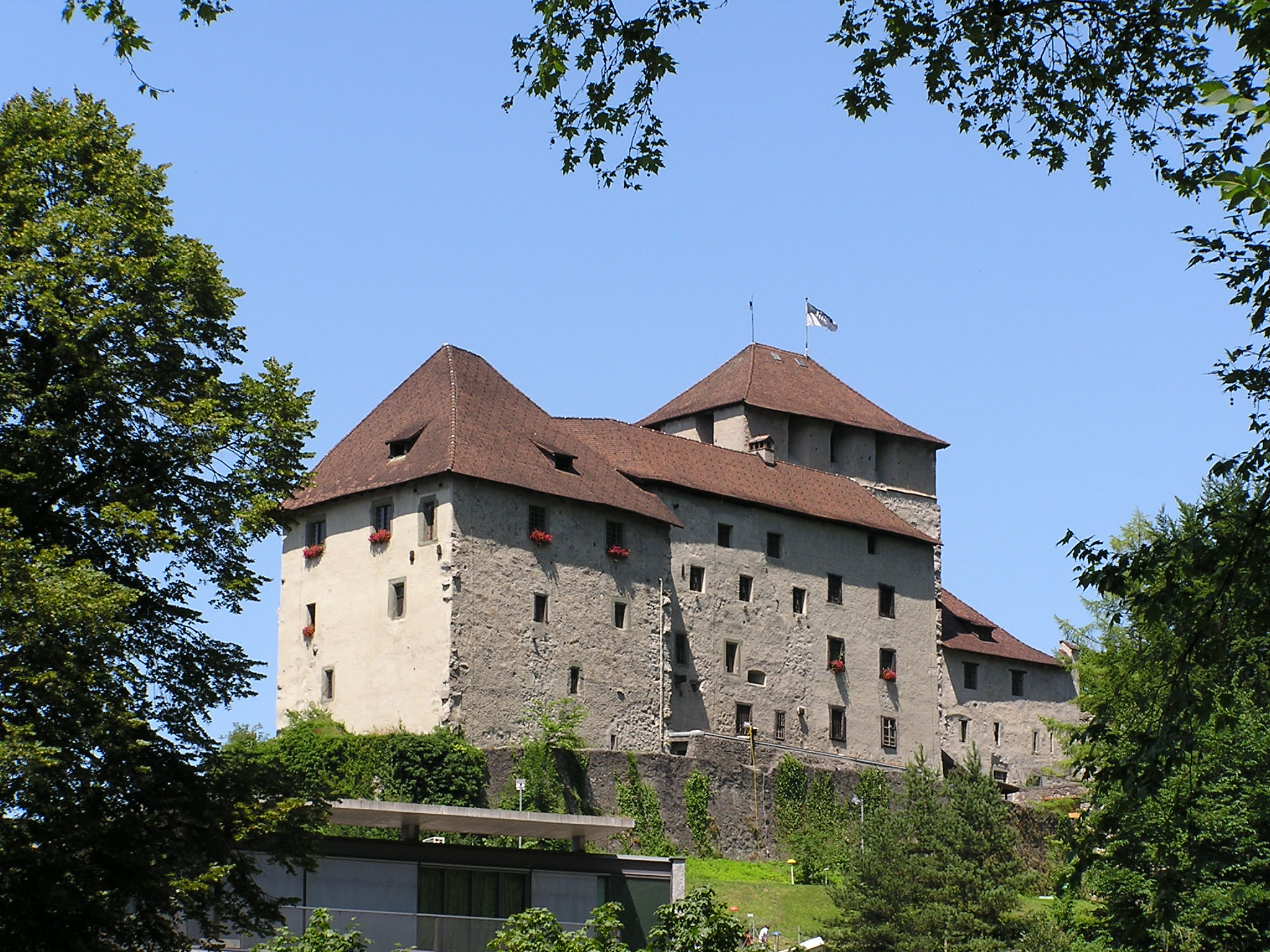
Schattenburg, Feldkirch

- Burgruine Blumenegg, Thüringerberg
- Diebsschlössle, Lorüns
- Ruine Alt-Ems, Hohenems
- Burg Neu-Ems (Schloss Glopper), Hohenems
- Schloss Gayenhofen, Bludenz
- Schloss Gwiggen, Hohenweiler
- → Burg Alt-Hofen, Lochau
- Schloss Hofen, Lochau
- Burg Hohenbregenz, Bregenz
- Palast Hohenems, Hohenems
- Burg Jagdberg, Schlins
- Jonas-Schlössle, Götzis
- Burgkirche-Liebfrauenbasilika, Rankweil
- Mittelweiherburg, Hard
- Burg Alt-Montfort, Weiler
- Burgruine Neuburg, Koblach
- Burg Neu-Montfort, Götzis
- Burg Ramschwag, Nenzing
- Burg Rosenegg, Bürs
- Ruggburg, Eichenberg
- Schattenburg, Feldkirch
- Burg Sigberg, Göfis
- Schloss Sonderberg, Götzis
- Burgruine Sonnenberg, Nüziders
- Burgruine Tosters, Feldkirch-Tosters
- Burgruine Valcastiel, Vandans
- Schloss Wolfurt, Wolfurt

siehe auch: Liste der Burgen, Schlösser und Ansitze in Vorarlberg

## Wien
Die bestehenden und ehemaligen Wiener Palais sind in der Liste der Palais in Wien aufgeführt und werden hier nicht erwähnt.
- Schloss Alterlaa
- Schloss Altmannsdorf
- Schloss Belvedere
- Schloss Essling

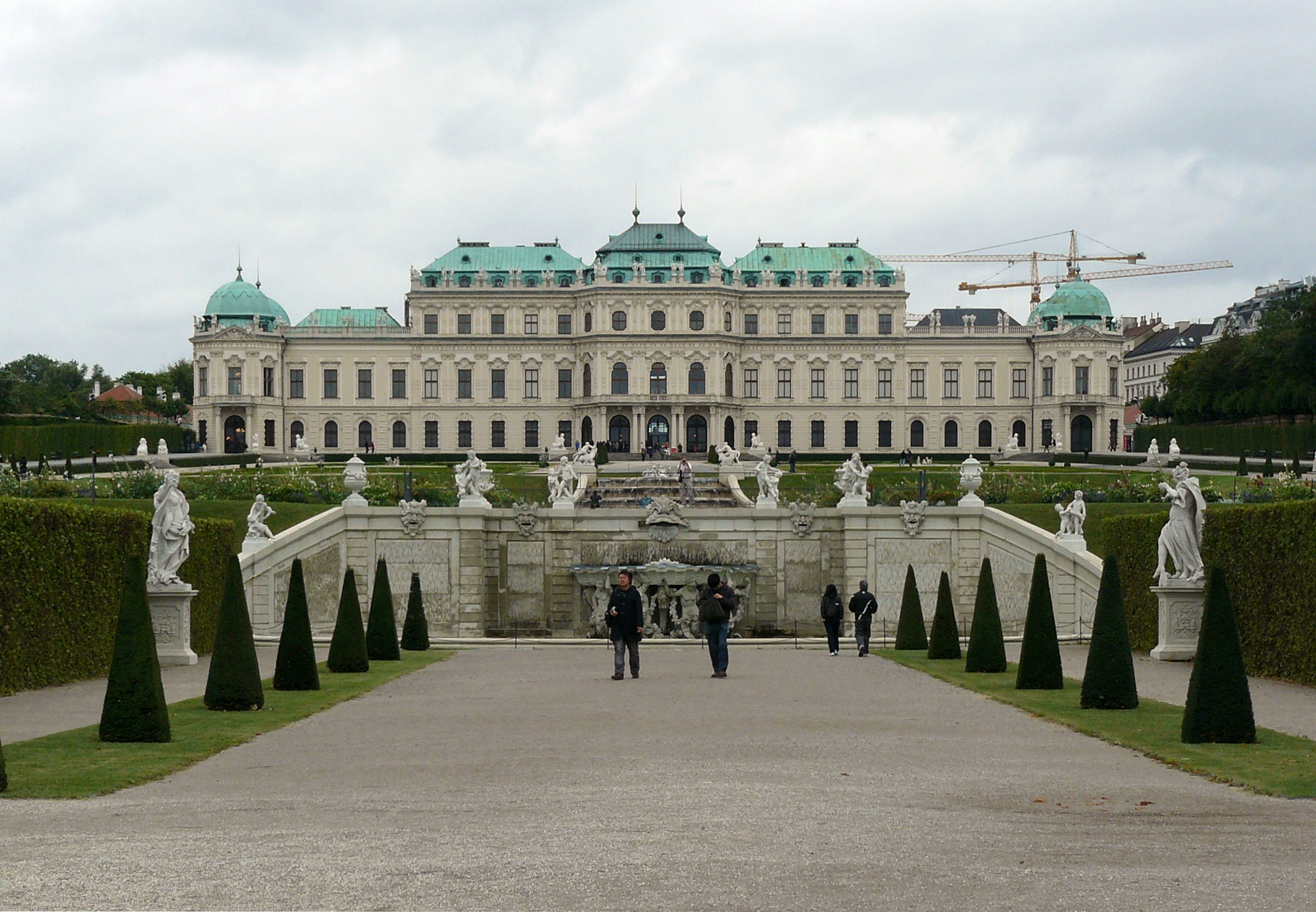
Schloss Belvedere

- Erzbischöfliches Schloss Ober Sankt Veit
- Geymüllerschlössel
- Hermesvilla
- Schloss Hernals
- Schloss Hetzendorf
- Schloss Hirschstetten
- Hofburg
- Hofmannsthal-Schlössl
- Schloss Hundsturm
- Schloss Inzersdorf
- Schloss Kaiserebersdorf
- Schloss Laudon
- Burg am Leopoldsberg
- Schloss Liesing
- Schloss Margareten
- Maria-Theresien-Schlössel (Wien Gersthofer Straße)
- Maria-Theresien-Schlössel (Wien Hernalser Hauptstraße)
- Maria-Theresien-Schlössel (Wien Hofzeile)
- Miller-von-Aichholz-Schlössel
- Schloss Neugebäude
- Schloss Neuwaldegg
- Schloss Pötzleinsdorf
- Schloss Rodaun
- Schloss Schönbrunn
- Springer-Schlössl
- Schloss Süßenbrunn
- Schloss Wilhelminenberg